# القدس
القُدْس هي أكبر مدن فِلسْطِين المحتلّة مساحةً وسكانًا وأكثرها أهمية دينيًا واقتصاديًا. تُعرف بأسماء أخرى في اللغة العربية مثل: بيت المقدس، القدس الشريف، أولى القبلتين، وفي الكتاب المقدس باسم أورشليم، وتسميها إسرائيل رسمياً: أورشليم القدس.
يعتبرها العرب والفلسطينيون وقطاع عريض من داعمي القضية الفلسطينية، عاصمةَ دولة فلسطين المستقبلية بعد التحرير، كما ورد في وثيقة إعلان الاستقلال الفلسطينية التي صدرت في الجزائر بتاريخ 15 نوفمبر سنة 1988م، (أما تاريخياً كون أجدادهم اليبوسيين تاريخياً، أول من بنى المدينة وسكنها في الألف الخامس ق.م). فيما تعتبرها إسرائيل عاصمتها الموحدة، أثر ضمها الجزء الشرقي من المدينة عام 1980م، والذي احتلته بعد حرب سنة 1967 (يعتبرها اليهود عاصمتهم الدينية والوطنية لأكثر من 3000 سنة). أما الأمم المتحدة والمجتمع الدولي، فلا يعترف بالقدس عاصمة لإسرائيل، ويعتبر القدس الشرقية جزءاً من الأراضي الفلسطينية، ولا يعترف بضمها للدولة العبرية، مع بعض الاستثناءات. تقع القدس ضمن سلسلة جبال الخليل وتتوسط المنطقة الواقعة بين البحر المتوسط والطرف الشمالي للبحر الميت، وقد نمت هذه المدينة وتوسعت حدودها كثيرًا عما كانت عليه في العصور السابقة.
تُعتبر القدس مدينة مقدسة عند أتباع الديانات الإبراهيمية الثلاث الرئيسية: اليهودية، المسيحية، الإسلام. فبالنسبة لليهود، أصبحت المدينة أقدس المواقع بعد أن فتحها النبي والملك داود وجعل منها عاصمة مملكة إسرائيل الموحدة حوالي سنة 1000 ق.م، ثم أقدم ابنه سليمان، على بناء أول هيكل فيها، كما تنص التوراة. وعند المسيحيين، أصبحت المدينة موقعًا مقدسًا، بعد أن صُلب يسوع المسيح على إحدى تلالها المسماة «جلجثة» حوالي سنة 30 للميلاد، وبعد أن عثرت القديسة هيلانة على الصليب الذي عُلّق عليه بداخل المدينة بعد حوالي 300 سنة، وفقًا لما جاء في العهد الجديد. أما عند المسلمين، فالقدس هي ثالث أقدس المدن بعد مكة والمدينة المنورة، وهي أولى القبلتين، حيث كان المسلمون يتوجهون إليها في صلاتهم بعد أن فُرضت عليهم حوالي سنة 610 للميلاد، وهي أيضًا تمثل الموقع الذي عرج منه نبي الإسلام محمد بن عبد الله إلى السماء وفقًا للمعتقد الإسلامي. وكنتيجة لهذه الأهمية الدينية العظمى، تحوي المدينة القديمة عددًا من المعالم الدينية ذات الأهمية الكبرى، مثل: كنيسة القيامة، حائط البراق والمسجد الأقصى - المكون من عدة معالم مقدسة أهمها مسجد قبة الصخرة والمسجد القبلي، على الرغم من أن مساحتها تصل إلى 0.9 كيلومترات مربعة (0.35 أميال مربعة).
خلال تاريخها الطويل، تعرضت القدس للتدمير مرتين، وحوصرت 23 مرة، وهوجمت 52 مرة، وتمّ غزوها وفقدانها مجددًا 44 مرة. استوطن البشر الموقع الذي شُيدت به المدينة منذ الألفية الرابعة ق.م، الأمر الذي يجعل من القدس إحدى أقدم المدن المأهولة في العالم. تُصنّف المدينة القديمة على أنها موقع تراث عالمي، وقد جرت العادة والعرف على تقسيمها إلى 4 حارات، إلا أن الأسماء المستخدمة اليوم لكل حارة من هذه الحارات: حارة الأرمن، حارة النصارى، حارة الشرف (أو حارة اليهود)، وحارة المسلمين، لم تظهر إلا في أوائل القرن التاسع عشر. رشحت الأردن المدينة القديمة لتُدرج ضمن قائمة مواقع التراث العالمي المهددة في سنة 1982.
يُعتبر النزاع القائم حول وضع القدس مسألةً محورية في الصراع العربي الإسرائيلي. أقدمت الحكومة الإسرائيلية بعد حرب سنة 1967 بين الجيوش العربية والإسرائيلية على احتلال القدس الشرقية التي كانت تتبع الأردن، وألحقتها بإسرائيل واعتبرتها جزءاً لا يتجزأ منها، إلا أن المجتمع الدولي بأغلبيته، لم يعترف بهذا الضم، وما زال ينظر إلى القدس الشرقية على أنها منطقة متنازع عليها ويدعو بين الحين والآخر إلى حل هذه القضية عن طريق إجراء مفاوضات سلميّة بين إسرائيل والفلسطينيين. كذلك، فإن أغلبية الدول في العالم لا تعترف بالقدس عاصمة لإسرائيل، لذا فإن معظم السفارات والقنصليات الأجنبية تقع في مدينة تل أبيب وضواحيها. طالب الفلسطينيون -وما زالوا- بالقدس الشرقية عاصمةً لدولة فلسطينية، منذ أن احتلها الإسرائيليون، إلا أن البرلمان الإسرائيلي أقرّ في 31 يوليو سنة 1980 «قانون أساس: القدس عاصمة إسرائيل»، الذي جعل إعلان القدس، بالحدود التي رسمتها الحكومة الإسرائيلية عام 1967، مبدأً دستوريًا في القانون الإسرائيلي. رد مجلس الأمن بقرارين، رقم 476 ورقم 478 سنة 1980 وجه اللوم إلى إسرائيل بسبب إقرار هذا القانون وأكد أنه يخالف القانون الدولي، وليس من شأنه أن يمنع استمرار سريان اتفاقية جنيف الرابعة لسنة 1949 على الجزء الشرقي من القدس، كما ويفترض أن تكون المدينة ضمن محافظة القدس التابعة لدولة فلسطين. أدارت منظمة التحرير الفلسطينية مركزًا لها في بيت الشرق بالقدس إلا أنه أغلق في سنة 2001 بأمر من وزارة الداخلية الإسرائيلية.
تقع معظم الإدارات الحكومية الإسرائيلية في القدس الغربية، وهي تشمل: البرلمان الإسرائيلي أو الكنيست، مقريّ رئيس الوزراء ورئيس الدولة، والمحكمة العليا. القدس أيضًا هي مقر الجامعة العبرية ومتحف إسرائيل ومزار الكتاب، وفيها أيضًا حديقة الحيوان الكتابية، التي تُصنّف على أنها جاذب هام في السياحة الداخلية، واستاد تيدي الذي يُعتبر أحد أهم وأكبر ملاعب كرة القدم في إسرائيل.

## التسمية

نقش لاسم أورسالم في إحدى رسائل تل العمارنة، بيد ملك المدينة «عبد هبات»، من القرن الرابع عشر ق.م.

أوّل اسم ثابت لمدينة القدس هو «أورسالم» الذي يظهر في رسائل تل العمارنة المصرية، ويعني أسس سالم؛ وسالم أو شالم هو اسم الإله الكنعاني حامي المدينة، وقيل مدينة السلام. وقد ظهرت هذه التسمية مرتين في الوثائق المصرية القديمة: حوالي سنة 2000 ق.م و1330 ق.م، ثم ما لبثت تلك المدينة، وفقًا لسفر الملوك الثاني، أن أخذت اسم «يبوس» نسبة إلى اليبوسيين، المتفرعين من الكنعانيين، وقد بنوا قلعتها والتي تعني بالكنعانية مرتفع. تذكر مصادر تاريخية عن الملك اليبوسي «ملكي صادق» أنه هو أول من بنى يبوس أو القدس، وكان محبًا للسلام، حتى أُطلق عليه «ملك السلام» ومن هنا جاء اسم المدينة وقد قيل أنه هو من سماها بأورسالم أي «مدينة سالم».
ظهر الاسم «أورشليم» أوّل ما ظهر في الكتاب المقدس، وفي سفر يشوع تحديدًا، ويقول الخبراء اللغويون أنه نحت، أي دمج، لكلمتيّ أور، التي تعني «موقع مخصص لعبادة الله وخدمته»، والجذر اللغوي س ل م، الذي يعني على ما يُعتقد «سلام»، أو يشير إلى إله كنعاني قديم اسمه «شاليم»، وهو إله الغسق. أطلق العبرانيون على أقدم الأقسام المأهولة من المدينة اسميّ «مدينة داود» و«صهيون»، وقد أصبحت هذه الأسماء ألقاب ونعوت للمدينة ككل فيما بعد بحسب التقليد اليهودي. حُرّف اسم القدس من قبل الإغريق خلال العصر الهيليني، فأصبح يُلفظ «هيروسليما» (باليونانية: Ἱεροσόλυμα)، وعند سيطرة الإمبراطورية الرومانية على حوض البحر المتوسط، أطلق الرومان على المدينة تسمية «مستعمرة إيليا الكاپيتولينيّة» (باللاتينية: Colonia Aelia Capitolina) سنة 131 للميلاد. في بعض الرسائل الإسلامية باللغة العربية من القرون الوسطى، وخصوصًا في العهدة العمرية، تذكر المدينة باسم «إيلياء» أو «إيليا» وهو على ما يبدو اختصار لاسمها اللاتيني. ذُكرت المدينة في فترة لاحقة من القرون الوسطى باسم «بيت المقدس»، وهو مأخوذ من الآرامية בית מקדשא بمعنى «الكنيس». ولا يزال هذا الاسم يُستخدم في بعض اللغات مثل اللغة الأردية، وهو مصدر لقب «مقدسي» الذي يطلق على سكان المدينة.
أما اسم القدس الشائع اليوم في العربية وخاصة لدى المسلمين فقد يكون اختصارًا لاسم «بيت المقدس» أو لعبارة «مدينة القدس» وكثيرًا ما يُقال «القدس الشريف» لتأكيد قدسية المدينة. أما السلطات الإسرائيلية فتشير في إعلاناتها إلى المدينة باسم «أورشليم القدس».

## تاريخ القدس

### نظرة شاملة
تلعب القدس دورًا أساسيًا عند الحديث عن القومية العربية عمومًا والوطنية الفلسطينية خصوصًا، وكذلك بالنسبة للقومية الإسرائيلية أو الصهيونية، لذا فإن الحديث عن تاريخها الطويل، الذي يمتد لأكثر من 5,000 سنة، غالبًا ما يأخذ منحى متحيزًا من الناحية الأيديولوجية. فعلى سبيل المثال، يُركز القوميون الإسرائيليون على الحقبة التاريخية التي استوطن فيها بنو إسرائيل أرض فلسطين ويزعمون بأن جميع يهود العالم اليوم ينحدرون من أولئك القوم إلى جانب المكابيين، مما يدعم قضيتهم الهادفة إلى توطين يهود العالم في فلسطين ويعزز من موقفهم أمام الشعوب المختلفة، حيث يُظهرون أنهم الورثة الشرعيين للمدينة والبلاد ككل. ومن ناحية أخرى، يُركز القوميون العرب والفلسطينيين على الحقبتين المسيحية والإسلامية وغيرها من الحقبات غير الإسرائيلية في تاريخ المدينة، مما يدعم قضيتهم التي تقول بأن الفلسطينيين الحاليين هم ورثة المدينة والبلاد بما أنهم ينحدرون من جميع الشعوب والأمم التي سكنت القدس وفلسطين عبر العصور وتزاوجت واختلطت. وكنتيجة لهذا التباين، يزعم كل من الإسرائيليين والفلسطينيين أن الطرف الآخر يُحرّف التاريخ لتحقيق مصالحه الخاصة والقضاء على مصالح الآخر، ولتأييد ادعائه بأحقيته بالمدينة، وبطبيعة الحال فإن كل طرف وجد المؤيدين لرأيه، وأغلبهم من ذات القومية، والمعارضين، وأغلبهم من القومية الأخرى.

### العهد الكنعاني

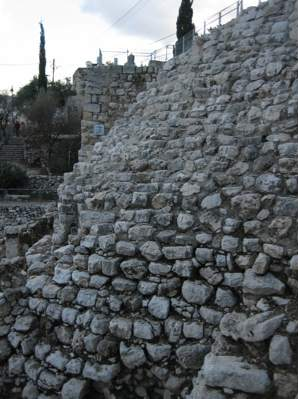
أحد الجدران الحجرية الضخمة لمدينة يبوس قبل وصول داود إليها.

أظهرت بعض التنقيبات الأثرية وجود بعض الأواني الخزفية في مدينة داود، الواقعة ضمن حدود القدس حاليًا، والتي تعود لحوالي الألفية الرابعة قبل الميلاد، أي منذ العصر النحاسي، وأظهرت اكتشافات أخرى وجود مستعمرة بشرية قامت خلال أوائل العصر البرونزي (ما بين عاميّ 3000 و2800 ق.م تقريبًا)، ويقول بعض المؤرخين أن من أسسها هم الكنعانيون الذين سكنوا فلسطين في الألف الثالث قبل الميلاد، وخلال هذه الفترة قدم إليها العرب الساميون في هجرتين كبيرتين: الأولى في بداية الألف الثالث قبل الميلاد، والثانية في بداية الألف الثاني قبل الميلاد، بينما يقول آخرون، مثل عالمة الآثار البريطانية كاتلين كينيون، أن القدس تأسست على يد قوم ساميين شماليين غربيين حوالي سنة 2600 قبل الميلاد. ورد أول ذكر لتجمع سكاني في موقع القدس في رسائل اللعنة الفرعونية من القرن الثامن عشر قبل الميلاد، ويُذكر موقع القدس فيها باسم أشمام كأحد تجمعات العدو الذي يجب لعنه كي لا يضر بالجيوش المصرية.
تنص التوراة على أن المدينة تأسست على يد سام بن نوح، وعابر حفيد سام، من أسلاف النبي إبراهيم (وهو أبو الأنبياء جميعا وجدهم)، وسكنها في ذلك الوقت شعب يُعرف بشعب اليبوسيين، فسُميت المدينة «يبوس» تيمنًا بسكانها. ازدهرت المدينة في عهد ملكي صادق، وهو أحد ملوك اليبوسيين خلال فترة بعثة إبراهيم، واستمر الوضع كما هو إلى حين عهد يشوع، عندما دخلت المدينة في نطاق الأراضي الخاضعة لبني بنيامين، يشوع 28/18] إلا أنها استمرت مأهولة باليبوسيين بعد أن لم يتمكن بنو بنيامين من طردهم. سيطر الملك والنبي داود على المدينة حوالي سنة 1000 ق.م، بعد أن احتلها من اليبوسيين، وجعل منها عاصمة لمملكته. أظهرت أعمال التنقيب مؤخرًا وجود أساسات حجرية ضخمة في وسط القدس، قال الإسرائيليون بأنها بقايا هيكل داود، وقد توقفت أعمال التنقيب بعد أن صرّح الخبراء باعتقادهم هذا، إلى حين أن يتم التصديق على هذا الأمر من قبل مفسري التوراة.

### عهد الهياكل

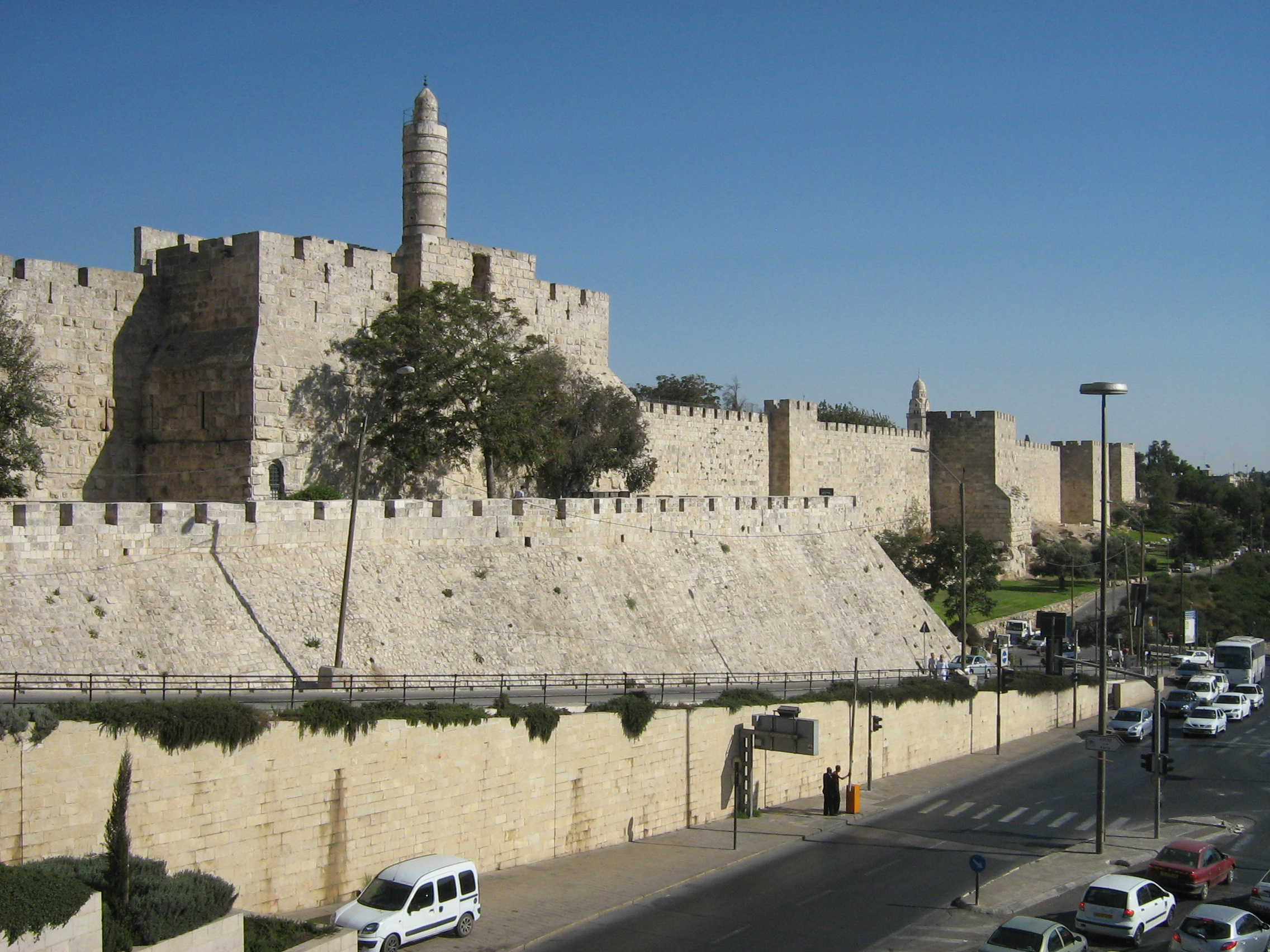
برج القلعة أو «برج داود»، وأسوار البلدة القديمة.

تنص المخطوطات العبرانية على أن النبي داود دام حكمه لمملكة إسرائيل 40 عامًا، وبالتحديد حتى سنة 970 ق.م، وبعد وفاته خلفه ولده سليمان الذي حكم طيلة 33 عامًا، وفي عهده تمّ تشييد هيكل المدينة على جبل موريا، بالإضافة إلى هيكل سليمان الشهير، الذي يلعب دورًا مهمًا عند اليهود، كونه يمثل المستودع الذي حُفظ فيه تابوت العهد وفقًا للمعتقد اليهودي. أصبحت القدس تُسمى بالمدينة المقدسة في عام 975 ق.م، وشكّلت عاصمة لمملكة إسرائيل الموحدة، وبعد وفاة سليمان انقسمت المملكة إلى قسمين شمالي وجنوبي وذلك بعد تمرد الأسباط العبرية الشمالية بسبط يهوذا الجنوبي الذي كان آل داود ينتمون إليه. سُمي القسم الجنوبي بمملكة يهوذا في الجنوب، وأصبحت القدس عاصمة لها تحت قيادة رحبعام بن سليمان. وفي سنة 587 ق.م، احتل الملك البابلي «نبوخذ نصّر الثاني» مدينة القدس بعد أن هزم آخر ملوك اليهود «صدقيا بن يوشيا»، ونقل من بقي فيها من اليهود أسرى إلى بابل بمن فيهم الملك صدقيا نفسه، وعاث في المدينة دمارًا وخرابًا وأقدم على تدمير هيكل سليمان، مما أنهى الفترة التي يُطلق عليها المؤرخون تسمية «عهد الهيكل الأول».
بعد 50 سنة من السبي إلى بابل، سمح الملك الفارسي قورش الكبير عام 538 ق.م لمن أراد من أسرى اليهود في بابل بالعودة إلى القدس وإعادة بناء الهيكل المهدم، فعاد عدد من اليهود إلى القدس وشرعوا ببناء الهيكل الثاني، وانتهوا من العمل به سنة 516 ق.م، في عهد الملك الفارسي دارا الأول، وعُرف فيما بعد بمعبد حيرود تيمنًا بملك اليهود حيرود الكبير الذي قام بتوسيعه. وحوالي سنة 445 ق.م، أصدر الملك الفارسي «أرتحشستا الأول» مرسومًا سمح فيه لسكان المدينة بإعادة بناء أسوارها، واستمرت المدينة عاصمة لمملكة يهوذا طيلة العقود التي تلت. فقدت الإمبراطورية الفارسية فلسطين بما فيها القدس لصالح القائد والملك المقدوني، الإسكندر الأكبر، عام 333 ق.م، وبعد وفاته استمر خلفاؤه المقدونيون البطالمة في حكم المدينة، واستولى عليها في العام نفسه بطليموس الأول وضمها مع فلسطين إلى مملكته في مصر عام 323 ق.م. ثم في عام 198 ق.م، خسر بطليموس الخامس القدس ومملكة يهوذا لصالح السلوقيين في سوريا، بقيادة أنطيوخوس الثالث الكبير. حاول الإغريق أن يطبعوا المدينة بطابعهم الخاص ويجعلوا منها مدينة هيلينية تقليدية، لكن هذه المحاولة باءت بالفشل سنة 168 ق.م، عندما قام المكابيين بثورة على الحاكم أنطيوخوس الرابع، تحت قيادة كبير الكهنة «متياس» وأبنائه الخمسة، ونجحوا بتأسيس المملكة الحشمونائيمية وعاصمتها القدس سنة 152 ق.م. استولى قائد الجيش الروماني «پومپيوس الكبير»، على القدس في عام 63 ق.م بعد أن استغل صراعًا على سدّة المُلك بين الملوك الحشمونائيمية، وبهذا ضُمت القدس إلى الجمهورية الرومانية.

### الحروب اليهودية الرومانية

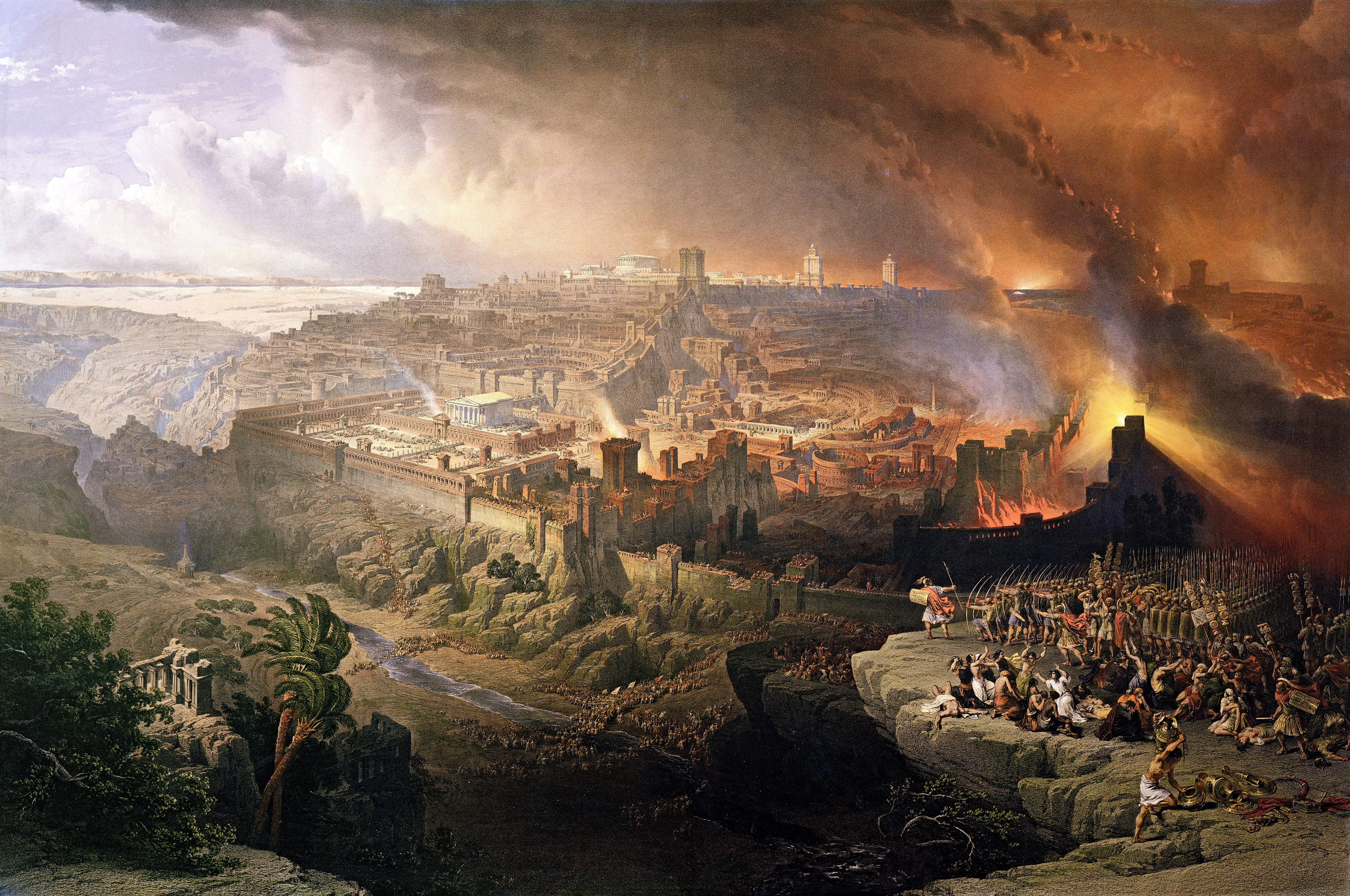
الحصار الروماني وتدمير القدس، بريشة ديفيد روبرتس، 1850.

أقدم الرومان على تنصيب حيرود الأول ملكًا على اليهود ليضمنوا سيطرتهم وتحكمهم بمملكة يهوذا، فكرّس حيرود عهده لتجميل المدينة وتطوير مرافقها، فبنى عددًا من الأسوار والقصور والأبراج والقلاع، وقام بتوسيع المعبد حتى تضاعف حجم المنطقة حيث يقع. وبعد وفاة حيرود الأول في السنة السادسة قبل الميلاد، خلفه حيرود الثاني في حكم القدس من عام 4 قبل الميلاد حتى 6 بعده وعندها أخضع الرومان مملكة يهوذا للحكم الروماني المباشر نتيجة لعدم ثقة الحكومة بحيرود، فأصبحت تُعرف بمقاطعة اليهودية، على الرغم من أن خلفاء حيرود الأول، المتحدرين من أغريباس الثاني، استمروا بحكم المناطق المجاورة بوصفهم ملوك تابعين لروما حتى سنة 96 ميلادية.
شهد الحكم الروماني المباشر للقدس حوادث كثيرة، أولها الثورة اليهودية الكبرى، التي استمرت من سنة 66 إلى سنة 70م، حيث قام اليهود في القدس بأعمال شغب وعصيان مدني قمعها الحاكم الروماني «تيطس» بالقوة فأحرق المدينة وأسر كثيراً من اليهود ودُمّر المعبد للمرة الثانية، وعادت الأمور إلى طبيعتها في ظل الاحتلال الروماني للمدينة المقدسة. ثم عاود اليهود التمرد وإعلان العصيان مرتين في عاميّ 115 و132م، والمرة الأخيرة عُرفت بثورة شمعون بن كوكبة، تيمنًا بقائد العصيان، وخلالها تمكن اليهود بالفعل من السيطرة على المدينة، وأعلنوها عاصمة لمملكة يهوذا مجددًا، إلا أن الإمبراطور الروماني «هادريان» تعامل مع الثوّار بعنف وأسفر ذلك عن تدمير القدس للمرة الثانية، وأخرج اليهود المقيمين فيها ولم يبق إلا المسيحيين، ومن شدّة نقمة الإمبراطور على اليهود، أصدر مرسومًا بجعل المدينة ذات طابع روماني فتم تغيير اسمها إلى «مستعمرة إيليا الكاپيتولينيّة» واشترط ألا يسكنها يهودي، بل أقدم على تغيير اسم مقاطعة اليهودية بكاملها وجعله «مقاطعة سوريا الفلسطينية» (باللاتينية: Syria Palaestina) تيمنًا بالفلستينيون الذين سكنوا الساحل الجنوبي الكنعانيون.

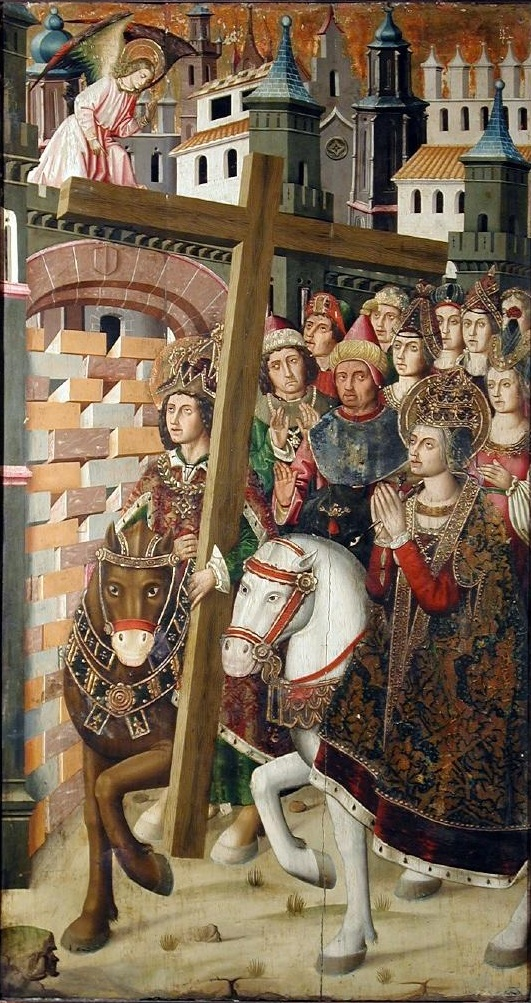
أيقونة إسبانية من القرن الخامس عشر تظهر الإمبراطور هرقل يعيد الصليب الحقيقي إلى القدس بعد استعادتها، ترافقه القديسة هيلانة.

خضعت المدينة لسيطرة الرومان ثم الروم البيزنطيين خلال القرون الخمسة التي تلت ثورة شمعون بن كوكبة، وبعد أن نقل الإمبراطور الروماني قسطنطين الأول عاصمة الإمبراطورية الرومانية من روما إلى بيزنطية، وأعلن المسيحية ديانة رسمية للدولة، أمر بتشييد عدد من المعالم المسيحية بالقدس، فبنيت كنيسة القيامة عام 326م، فكانت تلك نقطة تحول بالنسبة للمسيحيين في المدينة، حيث لم يعودوا مضطهدين، واستطاعوا ممارسة شعائرهم الدينية بحريّة. أصبحت القدس مركزًا لبطريركية من البطريركيات الخمس الكبرى، وهي إلى جانب القدس: الإسكندرية وروما والقسطنطينية وأنطاكية، بعد أن تقرر إنشائها في مجمع نيقية. استمرت القدس بالنمو والاتساع منذ أن انتهى عهد الهيكل الثاني بعد تدمير الأخير، حيث بلغت مساحتها كيلومترين مربعين (0.8 أميال مربعة.) ووصل عدد سكانها إلى حوالي 200,000 نسمة. استمر حظر دخول اليهود إلى القدس طيلة عهد قسطنطين الأول حتى القرن السابع الميلادي.

### حروب الروم والفرس
انقسمت الإمبراطورية الرومانية عام 395م إلى قسمين متناحرين: الإمبراطورية الغربية وعاصمتها روما، والإمبراطورية الشرقية أو البيزنطية وعاصمتها القسطنطينية، وخضعت القدس مع باقي بلاد الشام إلى الإمبراطورية الأخيرة. شجع الانقسام الروماني الفرس على الإغارة على القدس، فأمر شاه الإمبراطورية الساسانية، كسرى الثاني، قائدا جيوشه «شهربراز» و«شاهين»، بالسير إلى سوريا واستخلاص القدس من أيدي الروم، ففعلا ما طُلب منهما ونجحا في احتلالها، خصوصًا بعد أن ساعدهم اليهود في فلسطين، الذين كانوا ناقمين على البيزنطيين.
فتح الفرس المدينة في سنة 614م، بعد حصار استمر 21 يومًا. تنص السجلات البيزنطية أن الفرس واليهود ذبحوا آلاف المسيحيين من سكان القدس، وما زال هذا الأمر موضع جدال بين المؤرخين، حيث قال البعض بصحته ونفاه البعض الآخر. استمرت المدينة خاضعة للفرس طيلة 15 سنة، إلى أن استطاع الروم استعادتها سنة 629م تحت قيادة الإمبراطور هرقل، وظلت بأيديهم حتى الفتح الإسلامي عام 636م.
يؤمن المسلمون أنه خلال هذه الفترة، وبالتحديد في عام 621م تقريبًا، شهدت القدس زيارة النبي محمد، حيث أسرى به الملاك جبريل ليلاً من المسجد الحرام إلى المسجد الأقصى ثم صعد إلى السماوات العلى حيث رأى الأنبياء والرسل السابقين وعاد بعد أن خاطب الله الذي علّمه عدد الصلوات المفروضة على الإنسان، وبهذا الحدث، أصبحت القدس ثالث أقدس الأماكن عند المسلمين.

### الفتح الإسلامي
أصبحت القدس مدينة مقدسة بالنسبة للمسلمين بعد حادثة الإسراء والمعراج، وبعد أن فُرضت الصلاة على المسلمين، أصبحوا يتوجهون أثناء إقامتها نحو المدينة، وبعد حوالي 16 شهرًا، عاد المسلمون ليتوجهوا في صلاتهم نحو مكة بدلاً من القدس، بسبب كثرة تعيير اليهود للنبي محمد وللمسلمين بسبب استقبالهم لقبلة اليهود، ولأسباب أخرى.

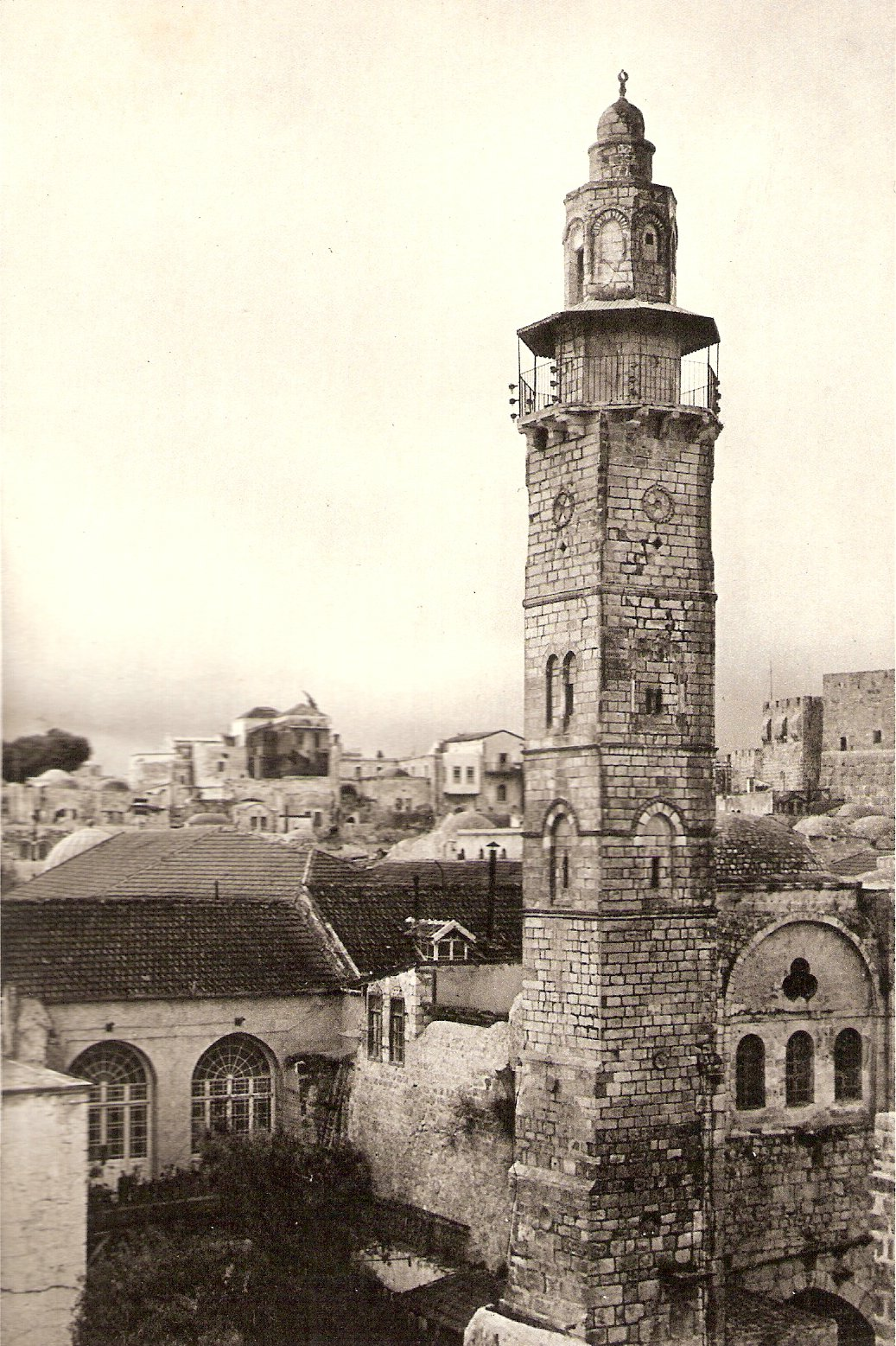
مئذنة مسجد عمر بن الخطاب في القدس سنة 1925.

في عهد عمر بن الخطاب والفتوحات الإسلامية، أُرسل عمرو بن العاص وأبو عبيدة بن الجراح لفتح فلسطين عامة ونشر الدعوة الإسلامية فيها، لكن القدس عصيت عليهم ولم يتمكنوا من فتحها لمناعة أسوارها، حيث اعتصم أهلها داخل الأسوار. وعندما طال حصار المسلمين لها، طلب رئيس البطاركة والأساقفة، المدعو «صفرونيوس»، طلب منهم أن لا يسلم القدس إلا للخليفة عمر بن الخطاب بشخصه. فأرسل عمرو بن العاص يخبر عمر في المدينة بما طلبه صفرونيوس رئيس الأساقفة المسيحيين في القدس فاستشار الخليفة عمر بن الخطاب أصحابه فكان أول من تكلم عثمان بن عفان فقال: «أقم ولا تسر إليهم فإذا رأوا أنك بأمرهم مستخفن ولقتالهم مستحقر فلا يلبثون إلا اليسير حتى ينزلوا على الصغار ويعطوا الجزية». وقال علي بن أبي طالب: «إني أرى أنك إن سرت إليهم فتح الله هذه المدينة على يديك وكان في مسيرك الأجر العظيم». ففرح عمر بن الخطاب بمشورة علي فقال: «لقد أحسن عثمان النظر في المكيدة للعدو وأحسن علي المشورة للمسلمين فجزاهما الله خيراً ولست آخذاً إلا بمشورة علي فما عرفناه إلا محمود المشورة ميمون الغرة».
فقصد عمر بن الخطاب وخادمه ومعهما ناقة إلى بيت المقدس في رحلة شاقة. وما أن وصلا مشارف القدس حتى أطل عليهما صفرونيوس والبطاركة وسألوا من هذين الرجلين فقال المسلمون إنه عمر بن الخطاب وخادمه، فسأل أيهما عمر فقيل ذاك الواقف على قدميه إذ كان خادمه ممتطيا الناقة فذهلوا بهذا لأنه مذكور في كتبهم، فكان الفتح العمري لبيت المقدس. كتب عمر مع المسيحيين وثيقةً عُرفت باسم «العهدة العمرية» وهي وثيقة منحتهم الحرية الدينية مقابل الجزية، وتعهد بالحفاظ على ممتلكاتهم ومقدساتهم، وعرض صفرونيوس على عمر بن الخطاب أن يؤدي الصلاة في كنيسة القيامة بعد أن حان موعدها أثناء زيارته لها، فخرج من الكنيسة وصلى على مبعدة منها وعاد. ولمّا سأله البطريرك صفرونيوس عن السبب أجابه أنه يخاف من أن يتخذ المسلمون من فعله ذريعة فيما بعد للسيطرة على الكنيسة فيقولون من بعده «ها هنا صلّى عمر» وبالتالي يحولون الكنيسة إلى مسجد للمسلمين. سمح المسلمون لليهود بالرجوع للسكن في المدينة بعد فتحها، وطبقوا عليهم ما طبقوه على المسيحيين من حماية لمقدساتهم مقابل الجزية. أقام المسلمون مسجدًا في الموقع الذي صلّى به عمر بن الخطاب، بالقرب من مدخل كنيسة القيامة اليوم، وقال الأسقف الغالي «أركولف» الذي عاش في القدس من سنة 679 حتى سنة 688، أن مسجد عمر كان مبنًى خشبيًا مربع الشكل بُني على أنقاض بعض المباني والمنشآت، وكان يتسع لحوالي 3,000 مصل.

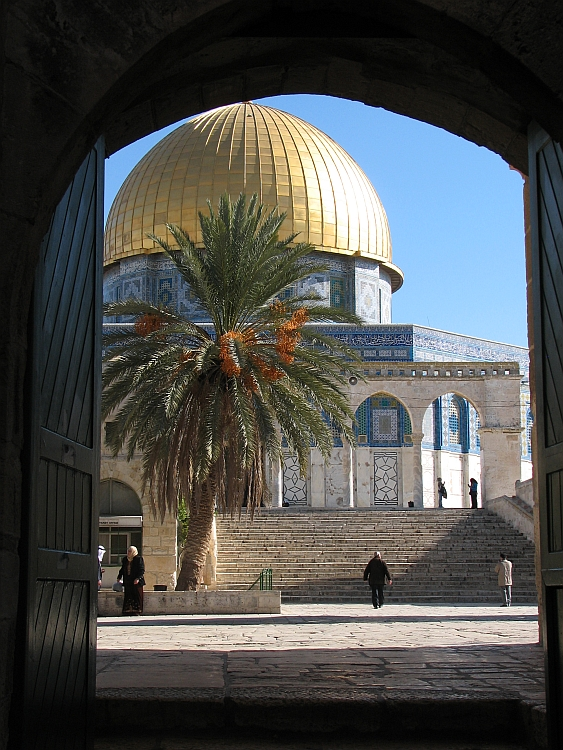
قبة الصخرة كما تبدو من باب سوق القطّانين.

قام عمر بن الخطاب بعد فتح المدينة بالبحث عن مكان المسجد الأقصى المذكور في القرآن والصخرة المقدسة واضعًا نصب عينيه الرواية التي سمعها من محمد ليلة الإسراء، وسأل الصحابة وكعب الأحبار، وهو من اليهود الذين أسلموا، والبطريرك صفرنيوس، وكان عمر بن الخطاب يراجع المرافقين له حين يدلونه على مكان لا يجد أوصافه تنطبق على ما لديه قائلاً: «لقد وصف لي رسول الله صلّى الله عليه وسلم المسجد بصفة ما هي عليه هذه». وقد عثر الخليفة على مكان المسجد الأقصى والصخرة المقدسة في وقت قصير، وكان المكان مطموراً بالأتربة التي تكاد تخفي معالمه. وأمر عمر بن الخطاب بإقامة مسجد موضع المسجد الأول، وإقامة ظلة من الخشب فوق الصخرة المقدسة، وعندما جاء الخليفة الأموي عبد الملك بن مروان بنى قبة الصخرة فوق الصخرة المقدسة عام 691، ثم بنى الخليفة الوليد بن عبد الملك الجامع القبلي عام 709. يقول المؤرخ من القرن العاشر، محمد بن أحمد شمس الدين المقدسي، أن عبد الملك بن مروان بنى قبة الصخرة وجعل منها ذهبية كي تطغى على قبب الكنائس المنتشرة في القدس، ولتصبح معلمًا بارزًا يلفت نظر الزائر أوّل ما يراها. اهتم الأمويون والعباسيون بالمدينة فشهدت نهضة علمية في مختلف الميادين، لكن شهرتها سرعان ما تضعضعت بسبب عدم الاستقرار الذي شهدته الدولة العباسية وانقسامها إلى دويلات عديدة.

### عهد الصليبيين، الأيوبيين، والمماليك

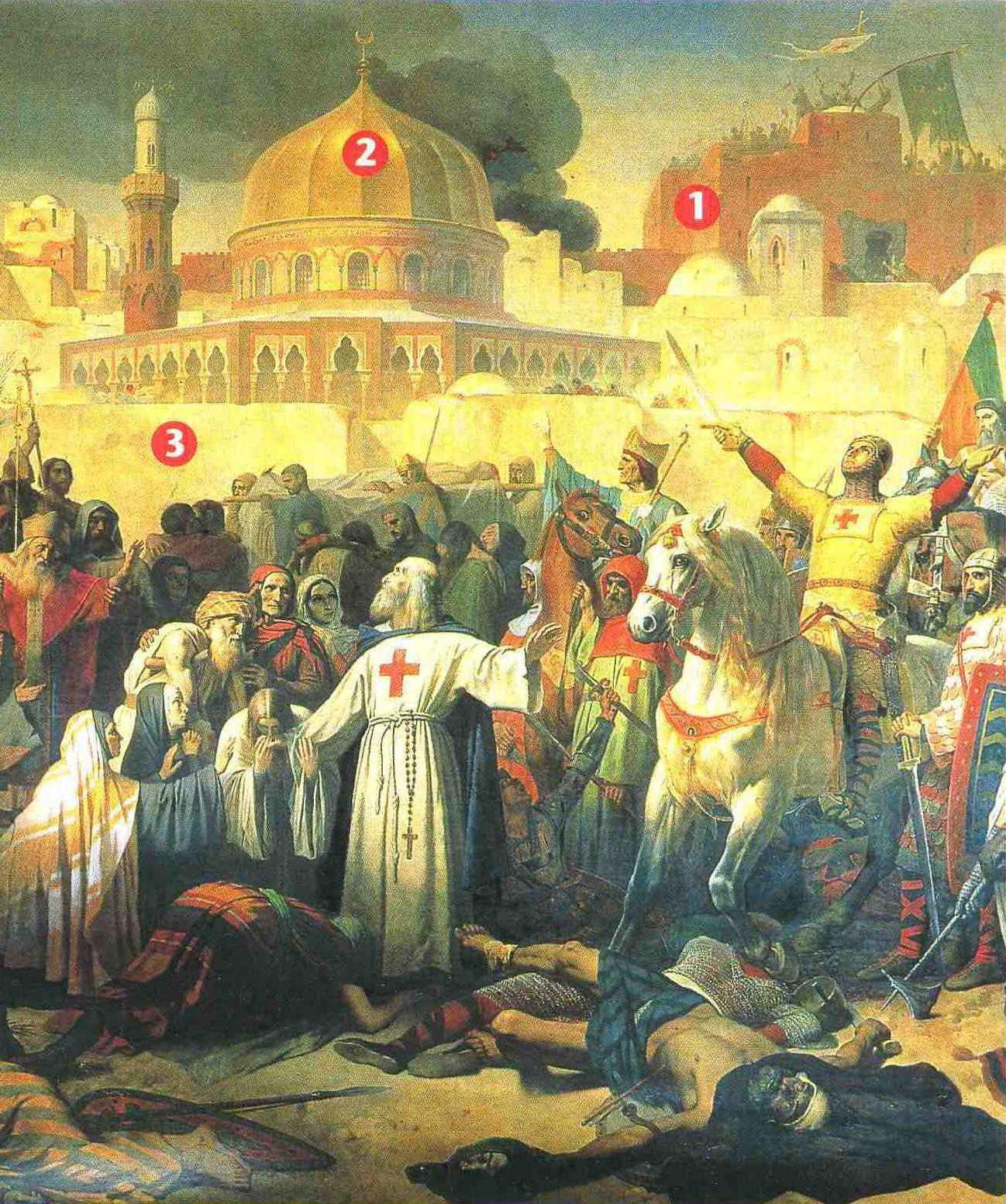
الصليبيون يدخلون القدس يوم 15 يوليو سنة 1099
1. كنيسة القيامة
2. قبة الصخرة
3. الأسوار

أدّى تفكك الدولة العباسية إلى دويلات متناحرة إلى ضعف العمل بالشريعة الإسلامية من قبل بعض الحكّام، فلقي المسيحيون كثيرًا من الاضطهاد، وهُدمت كنيسة القيامة في القدس خلال عهد الخليفة الفاطمي، أبو علي منصور الحاكم بأمر الله، وتعرّضت حياة الحجاج الأوروبيين للخطر. وعندما سقطت القدس بقبضة الأتراك السلاجقة سنة 1076، ازدادت الحالة سوءًا وكثر التعدي على الحجاج الأوروبيين بشكل خاص بسبب ما كانوا يحملونه معهم من النفائس والأموال، فكانت تلك إحدى الأسباب التي أدّت لنشوب الحروب الصليبية. انطلق الصليبيون في حملتهم الأولى سنة 1095 متوجهين إلى مدينة القدس، فوصلوها في سنة 1099 وضربوا الحصار عليها فسقطت في أيديهم بعد شهر من الحصار، وقتل الصليبيون فور دخولهم القدس قرابة 70 ألفًا من المسلمين واليهود وانتهكوا مقدساتهم، وقامت في القدس منذ ذلك التاريخ مملكة لاتينية تُحكم من قبل ملك كاثوليكي فرض الشعائر الكاثوليكية على المسيحيين الأرثوذكس مما أثار غضبهم.

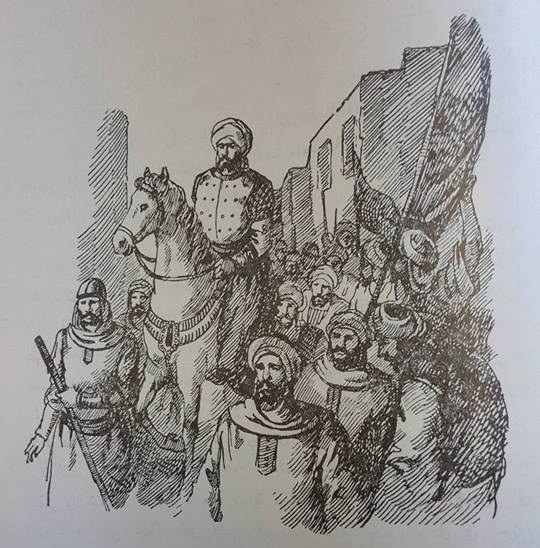
صلاح الدين يدخل بيت المقدس على رأس جيش المسلمين.

استطاع صلاح الدين الأيوبي استرداد القدس من الصليبيين عام 1187 بعد معركة حطين، وعامل أهلها معاملة طيبة، وأزال الصليب عن قبة الصخرة، ودعا اليهود والمسلمين ليعودوا إلى المدينة، واهتم بعمارتها وتحصينها. ولكن الصليبيين نجحوا في السيطرة على المدينة بعد وفاة صلاح الدين في عهد الإمبراطور فريدريش الأول بربروسا إمبراطور الإمبراطورية الرومانية المقدسة، وكانت القدس في هذه الفترة قد ضعف شأنها وأفل نجمها وأصبحت مجرّد قرية عاديّة نظرًا لتراجع أهميتها الإستراتيجية، خصوصًا بسبب انهماك أولاد صلاح الدين بالنزاع فيما بينهم، وعدم تركيزهم على محاربة الصليبيين. ظلت القدس بأيدي الصليبيين 11 عامًا إلى أن استردها نهائياً الملك الصالح نجم الدين أيوب عام 1244.
تعرضت المدينة لغزو التتار الخوارزميين عام 1244، الذين قضوا على القسم الأعظم من سكانها المسيحيين وطردوا اليهود منهم. هُزم التتار على يد المماليك بقيادة سيف الدين قطز والظاهر بيبرس في معركة عين جالوت عام 1259، وضمت فلسطين بما فيها القدس إلى السلطنة المملوكية التي حكمت مصر والشام بعد الدولة الأيوبية حتى عام 1517. وخلال هذه الفترة تعرّضت المدينة والمنطقة ككل لسلسلة من الزلازل وتفشّى فيها وباء الطاعون الأسود.

### العهد العثماني

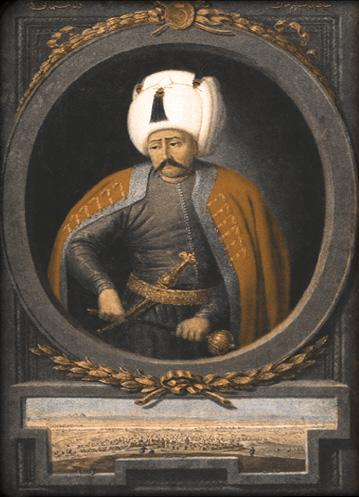
السلطان سليم خان الأوّل "القاطع"، سلطان الدولة العثمانية من سنة 1512 حتى سنة 1520.

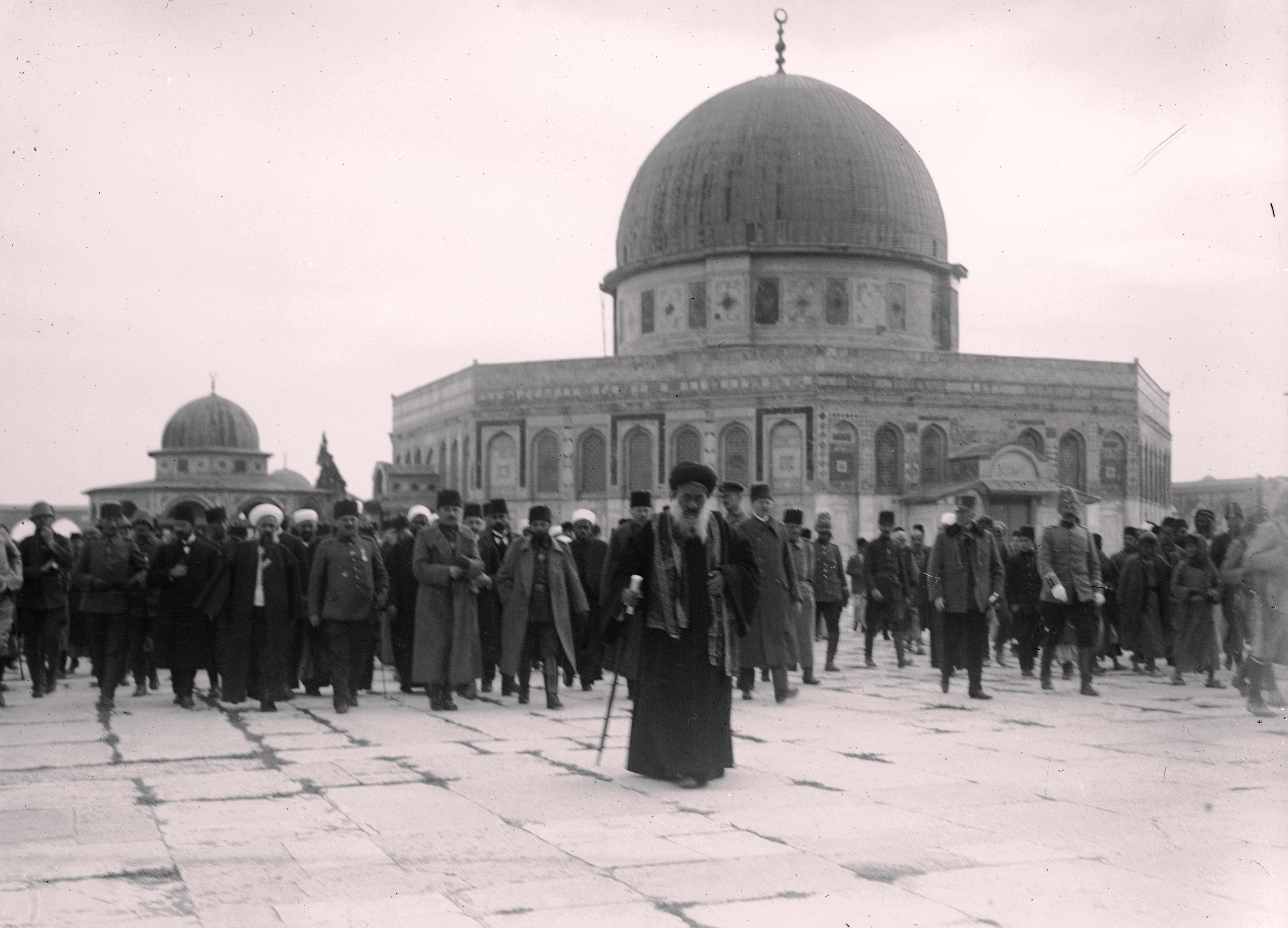
أنور باشا وأحمد جمال باشا "السفّاح"، في زيارة لقبة الصخرة بالقدس أواخر عهد الدولة العثمانية.

دخلت جيوش العثمانيين فلسطين بقيادة السلطان سليم الأول بعد معركة مرج دابق في سنة 1517، وأصبحت القدس مدينة تابعة للدولة العثمانية طيلة 400 سنة حتى سقوطها بيد قوّات الحلفاء في الحرب العالمية الأولى سنة 1917. تمتعت القدس بعهد من الرخاء والازدهار خلال عهد السلطان سليمان الأول "القانوني"، خليفة سليم الأول، حيث أعاد الأخير بناء أسوار المدينة وقبة الصخرة. استمرت القدس خلال معظم العهد العثماني مجرّد مدينة محلّية عادية ولم يعلوا شأنها التجاري أو الثقافي بشكل يُذكر، لكنها بقيت من ضمن المدن العثمانية المهمة نظرًا لمكانتها الدينية. تطوّرت الحياة المقدسيّة بشكل ملحوظ خلال القرن التاسع عشر بعد أن أنشأت السلطات العثمانية عدد من المرافق الحديثة لتسهيل حياة الناس، فافتتح مركز للبريد وأنشأت خطوط سير نظامية مخصصة لمركبات الجياد العمومية، وأُنيرت الشوارع بالمصابيح الزيتيّة، وفي أواسط القرن سالف الذكر أنشأ العثمانيون أوّل طريق معبّدة بين القدس ويافا، وبحلول عام 1892، كانت المدينة موصولة بغيرها من المدن الشاميّة والحجازية بسكة حديدية.
خلال الفترة الممتدة من عام 1831 حتى عام 1840، أصبحت فلسطين جزءًا من الدولة المصرية التي أقامها محمد علي باشا، وخلال هذا العهد أخذت الإرساليات والقنصليات الأجنبية تضع موطئ قدم لها في المدينة. وفي سنة 1836، سمح إبراهيم باشا بن محمد علي، سمح لليهود أن يعيدوا إنشاء أربعة معابد رئيسيّة، ومن ضمنها كنيس الخراب. ثار الشوام على الحكم المصري بعد أن استقر في البلاد لأسباب مختلفة منها زيادة الضرائب بمقدار لم يعهده الناس أيام العثمانيين والتجنيد الإجباري في الجيش المصري، وكان من ضمن هذه الثورات ثورة قامت في سنة 1834 بفلسطين بقيادة قاسم الأحمد، الذي قاد جيشًا من الثوّار من مدينة نابلس تعاونه عشائر بلدة أبو غوش، وهاجم القدس ودخلها بتاريخ 31 مايو 1834، لكن الجيش المصري استطاع أن يرد الثوّار على أعقابهم في الشهر التالي.
عادت القدس إلى الحكم العثماني بعد هزيمة المصريين أمام الجيوش الحليفة العثمانية والأوروبية سنة 1840، إلا أن كثيرًا من المصريين بقي واستقر بالمدينة، وفي نفس الفترة قدمت وفود من اليهود والمسلمين المغاربة، من مدينة الجزائر وغيرها من مدن المغرب العربي، واستقرت في القدس. أخذت القوى العظمى في العالم تتدخل في الشؤون الداخلية العثمانية بشكل متزايد خلال عقد الأربعينيات والخمسينيات من القرن التاسع عشر، بحجة حماية الأقليات الدينية في الدولة العثمانية، وقد لعب القناصلة في القدس دورًا كبيرًا في هذه المسألة. أفاد القنصل البروسي بالقدس أن عدد سكان المدينة في سنة 1845 وصل إلى 16,410 نسمة، منهم 7,120 يهودي، 5,000 مسلم، 3,390 مسيحي، 800 جندي تركي، و100 شخص أوروبي. ارتفعت نسبة الحجاج المسيحيين في المدينة خلال العهد العثماني، الأمر الذي كان يجعل جمهرة المسيحيين بالقدس تتضاعف في حجمها خلال موسم الفصح.

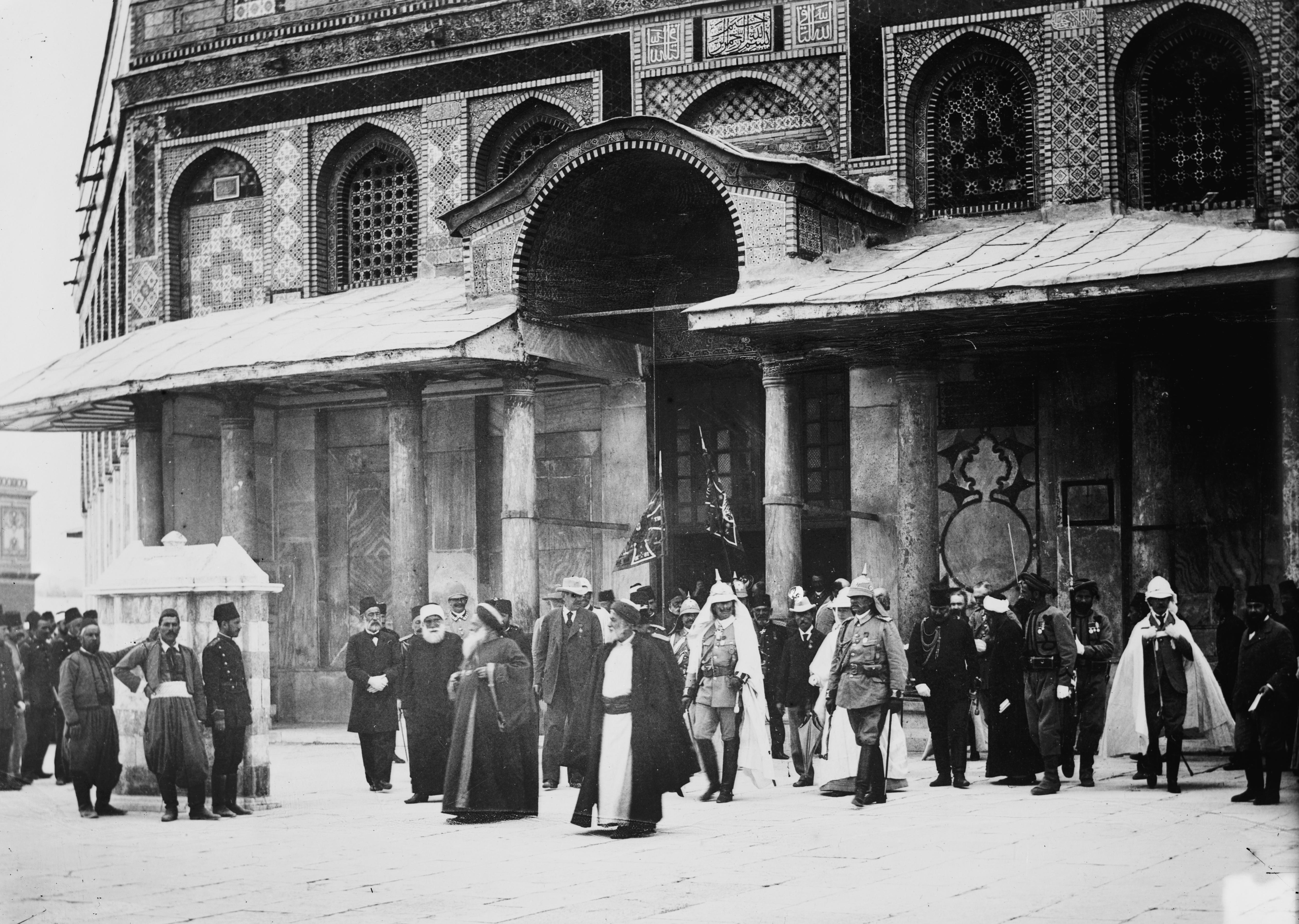
القيصر الألماني ڤيلهلم الثاني أثناء زيارته القدس، يرافقه حشد من رجال الدولة العثمانية ورؤساء الطوائف الروحيّة في القدس.

أخذت المنازل تظهر خارج أسوار القدس خلال عقد الستينيات من القرن التاسع عشر، بعد أن ازداد عدد سكان المدينة بفعل المهاجرين، ولإقامة منشآت أكثر صحيّة مخصصة لاستضافة الحجاج المسيحيين، خصوصًا وأن كثيرًا منهم كان يشتكي من الاكتظاظ السكاني داخل المدينة ومن رداءة نظام الصرف الصحي. ومن المنشآت المهمة التي برزت خلال هذه الفترة، المجمّع الروسي سنة 1860، الذي خُصص لاستقبال وإيواء الحجاج الروس الأرثوذكس. قدّرت إحدى إحصائيات إرسالية أمريكية عدد سكان القدس سنة 1867 «بأكثر من» 15,000 نسمة، 6,000 منهم مسلمين، وما بين 4,000 إلى 5,000 منهم يهود، كذلك تبيّن أن عدد الحجاج الروس كان يتراوح بين 5,000 إلى 6,000 حاج كل عام. أنشأت الدولة العثمانية عام 1880 متصرفية القدس، وأزيل الحائط القديم للمدينة عام 1898 لتسهيل دخول القيصر الألماني ڤيلهلم الثاني وحاشيته أثناء زيارته للقدس. وظلت المدينة تحت الحكم العثماني حتى هزمت الدولة العثمانية في الحرب العالمية الأولى.

### الانتداب البريطاني وحرب سنة 1948

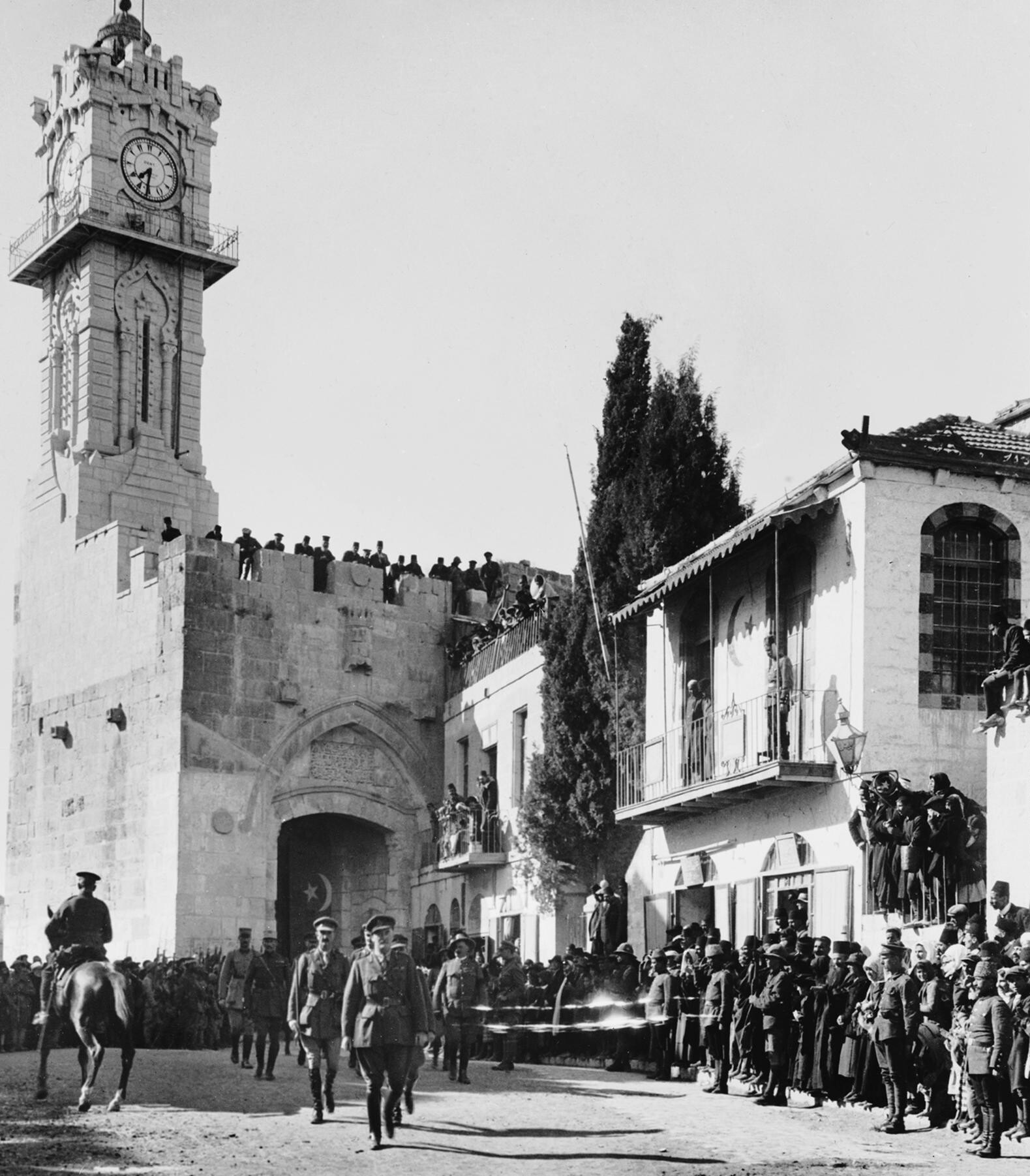
الفريق أول إدموند ألنبي يدخل بلدة القدس القديمة بتاريخ 11 ديسمبر سنة 1917.

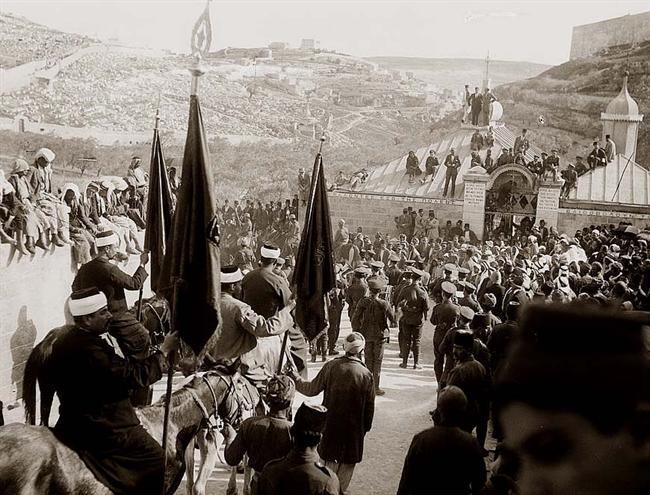
موسم النبي موسى في القدس في شهر أبريل من سنة 1920، أحد أشهر المناسبات الدينية الإسلامية للسكان المقدسيين منذ فتح صلاح الدين الأيوبي للمدينة.

سقطت القدس بيد الجيش البريطاني بقيادة الفريق أول إدموند ألنبي في سنة 1917، بعد أن تقهقر الجيش العثماني مهزومًا أمامهم، وفي سنة 1922 منحت عصبة الأمم بريطانيا حق الانتداب على فلسطين وإمارة شرق الأردن والعراق، وأصبحت القدس عاصمة فلسطين تحت الانتداب البريطاني.
دخلت المدينة في عهد جديد كان من أبرز سماته زيادة أعداد المهاجرين اليهود إليها خاصة بعد وعد بلفور الذي أصدرته الحكومة البريطانية، وقد أظهرت بعض إحصائيات تلك الفترة أن عدد سكان المدينة ارتفع من 52,000 نسمة عام 1922 إلى 165,000 نسمة عام 1948 بفعل هجرة اليهود. أدّى ازدياد عدد اليهود في فلسطين عمومًا والقدس خصوصًا، وشرائهم للأراضي ومساعدة البريطانيين لهم، أدّى إلى استياء المقدسيين من مسلمين ومسيحيين، فقامت أعمال شغب في سنتيّ 1920 و1929، وعُرفت الأخيرة بثورة البراق، قُتل خلالها عدد من اليهود. عمل البريطانيون على إخماد هذه الثورات، وساهموا في جعل اليهود يستقرون في المدينة عن طريق بنائهم لأحياء سكنيّة كاملة في شمال وغرب المدينة، وإنشائهم لعدد من مؤسسات التعليم العالي، مثل الجامعة العبرية.
أحيلت قضية القدس إلى الأمم المتحدة بعد الحرب العالمية الثانية، فأصدرت الهيئة الدولية قرارها في 29 نوفمبر سنة 1947 بتدويل القدس تحت رعايتها وإشرافها. وجاء في القرار أنه سوف يُطبّق طيلة 10 سنوات، ويشمل مدينة بيت لحم، وأنه بعد هذه الفترة سيتم إجراء استفتاء عام لتحديد نظام الحكم الذي يرغب أغلبية سكان المدينة بتطبيقه عليهم. إلا أن تطبيق هذا القرار لم يُكتب له أن يتم، فبعد أن أعلنت بريطانيا في عام 1948 إنهاء الانتداب في فلسطين وسحب قواتها، استغلت العصابات اليهودية حالة الفراغ السياسي والعسكري وأعلنت قيام الدولة الإسرائيلية، فثار العرب عمومًا والفلسطينيون خصوصًا وأعلنوا الحرب على إسرائيل، فهوجمت المدينة من قبل الجيش العربي والثوّار الفلسطينيين، وقُتل عدد من الإسرائيليين في هذا الهجوم وتم أسر البعض الآخر. كذلك هاجم القنّاصة العرب القسم الغربي من المدينة.

### التقسيم والضم

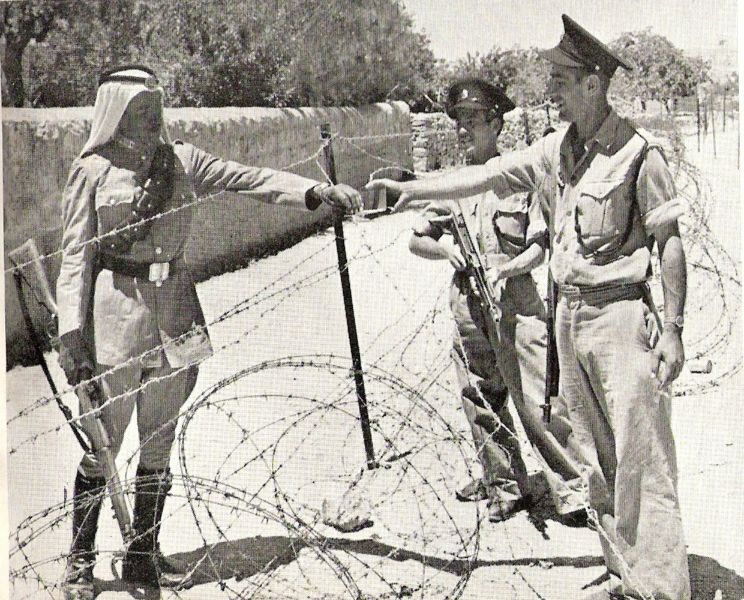
شرطي إسرائيلي يلتقي بجندي أردني قرب معبر مندلباوم على خط الهدنة الذي كان يفصل مدينة القدس بين سنتيّ 1949 و1967.

كان من نتائج حرب سنة 1948 بين العرب والإسرائيليين أن قُسمت القدس إلى شطرين: الجزء الغربي الخاضع لإسرائيل، والجزء الشرقي الخاضع للأردن. وفي شهر نوفمبر من نفس السنة، أقيمت منطقة عازلة بين الجزئين، حيث قابل قائد القوّات الإسرائيلية في القدس، موشيه دايان، نظيره الأردني عبد الله التل في إحدى منازل حيّ مصرارة بالقدس، وقاما بتعليم الحدود الفاصلة بين شطريّ المدينة، حيث لوّنت حصة إسرائيل باللون الأحمر وحصة الأردن باللون الأخضر. نجم هذا اللقاء عن رسم خريطة لحدود غير رسميّة بين الطرفين المتحاربين، لكنها أخذت بعين الاعتبار عند توقيع اتفاقية الهدنة بين إسرائيل ولبنان ومصر والأردن وسوريا سنة 1949، والتي اتفقت فيها تلك الدول على وقف إطلاق النار والتزام الإسرائيليين بالبقاء ضمن هذه الحدود لحين إيجاد حل سلمي للنزاع. كذلك نصّت هذه الاتفاقية على تقسيم القدس على أن يبقى جبل المشارف في يد إسرائيل على الرغم من أنه يقع في القسم الشرقي، بوصفه جيب داخلي. بناءً على هذا، أقيمت الحواجز الاسمنتيّة والأسلاك الشائكة في وسط المدينة ومرّت بالقرب من باب الخليل في الجانب الغربي من البلدة القديمة، وأُنشأت نقطة عبور شمال الأخيرة عُرفت بمعبر ماندلباوم. استمرت بعض المناوشات العسكرية بين الأردن وإسرائيل بين الحين والآخر على الرغم من اتفاق وقف إطلاق النار، إلا أنها لم تكن ذات أهمية تُذكر غالبًا. كان داود بن گوريون، رئيس وزراء إسرائيل، قد أعلن في 3 ديسمبر 1948 أن القدس الغربية عاصمة للدولة الإسرائيلية الوليدة، وفي سنة 1950 أعلن الأردن رسميًا خضوع القدس الشرقية للسيادة الأردنية، وقد اعترفت المملكة المتحدة وباكستان بهذا الضم، فيما لم تعترف دول أخرى بهذا الأمر بحجة أن القدس الشرقية خضعت للأردن بحكم الأمر الواقع وليس بشكل رسمي، ويشكك البعض إن كانت باكستان قد اعترفت بضم الأردن للقدس الشرقية حتى.
خضعت أغلبية المواقع المقدسة في القدس للسيادة الأردنية، بما أن أغلبها يقع في القسم الشرقي من المدينة، فأجرت الحكومة الأردنية عدد من الإصلاحات والترميمات لقبة الصخرة والمسجد الأقصى، وسمحت للمسيحيين الأجانب بزيارة المقدسات المسيحية شرط خضوعهم للرقابة، أما اليهود فلم يُسمح لهم بدخول المدينة لاعتبارات سياسية، حيث كانت الحكومة تخشى أن يعمل بعضهم في الجاسوسية لصالح إسرائيل.

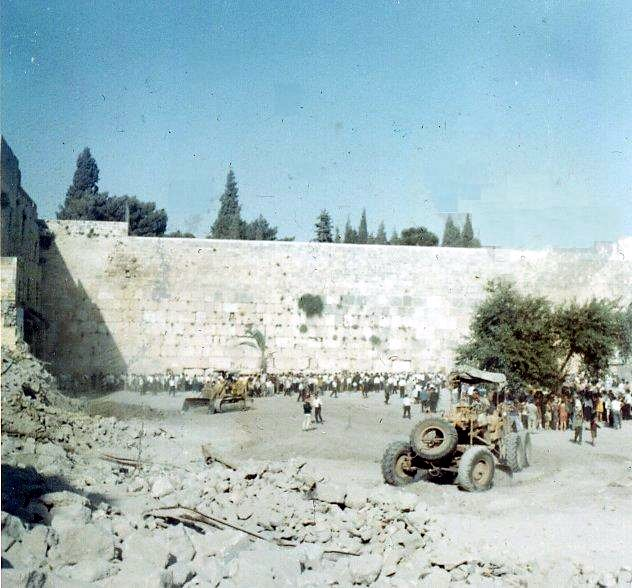
جرّافات إسرائيلية تزيل ركام حارة المغاربة بعد هدمها، في يوليو سنة 1967.

مظليون إسرائيليون بالقرب من حائط البراق بعد سقوط القدس الشرقية بيد إسرائيل في شهر يونيو سنة 1967.

خاض العرب وإسرائيل حربًا أخرى في سنة 1967 انتصرت فيها الأخيرة، وقامت بالسيطرة على القدس الشرقية، وكان من نتيجة ذلك أن عاد اليهود ليدخلوا دون أي قيود إلى أماكنهم المقدسة، كذلك أزيلت القيود المفروضة على المسيحيين الغربيين، أما المسجد الأقصى وقبة الصخرة فاستمرا خاضعين للأوقاف الإسلامية. قام الإسرائيليون بهدم حارة المغاربة بعد دخولهم المدينة، بما أنها كانت تواجه حائط البراق الذي يتعبّد اليهود عنده، ولكي يجعلوا من الموقع ساحة لرفع الصلاة اليهودية. قامت إسرائيل بتوسيع حدود المدينة بعد انتهاء الحرب وذلك عبر بناء عدد من الأحياء السكنية والمستعمرات اليهودية شرق الخط الأخضر، وقد أقدمت إسرائيل منذ سنة 1967 بمحاولات عديدة تهدف إلى تهويد المناطق التي احتلتها بعد الحرب، وذلك عبر وسائل عديدة، منها التركيز الإعلامي على أهمية المواقع الأثرية العبرانية في المدينة.
قوبل ضم إسرائيل للقدس الشرقية بالاستنكار الدولي، وبعد أن أصدرت إسرائيل قانون أساس اعتبرت فيه القدس الموحدة عاصمة أبدية للبلاد، أصدر مجلس أمن الأمم المتحدة القرار رقم 478 الذي نص على أن إسرائيل خرقت قانونًا دوليًا وطالب جميع الدول الأعضاء بسحب ما تبقى من سفاراتها من القدس. ما زالت مسألة القدس تُشكل قضية محورية في الصراع العربي الإسرائيلي، خصوصًا مع إقرار الحكومة الإسرائيلية بناء وحدات استيطانية جديدة على الدوام في حارات وأحياء في البلدة القديمة يسكنها مسلمون وتحوي مقدسات إسلامية، في سبيل رفع عدد اليهود في القدس الشرقية، إلا أن علماء الدين المسلمون وعدد من المؤرخين العرب يزعمون أن اليهود ليس لهم أي حق في المدينة لأسباب متنوعة، منها أن حائط البراق الذي بُني منذ حوالي 2,500 سنة كان جزءًا من مسجد سليمان الذي تسميه اليهود هيكل سليمان. طالب الفلسطينيون وما زالوا بالقدس الشرقية عاصمة للدولة الفلسطينية المستقبلية، لذا لطالما كانت حدود المدينة موضع نقاش وجدال في المحادثات الثنائية بين السلطة الفلسطينية وإسرائيل. أقام بعض الأشخاص من الفلسطينيين والإسرائيليين الراغبين بالسلام نصبًا تذكاريًا مصنوع من الأسلحة القديمة البالية، يواجه سور القدس القديم ونقشوا عليه عبارات بالعربية والعبرية مقتبسة من سفر أشعياء.

## الجغرافيا

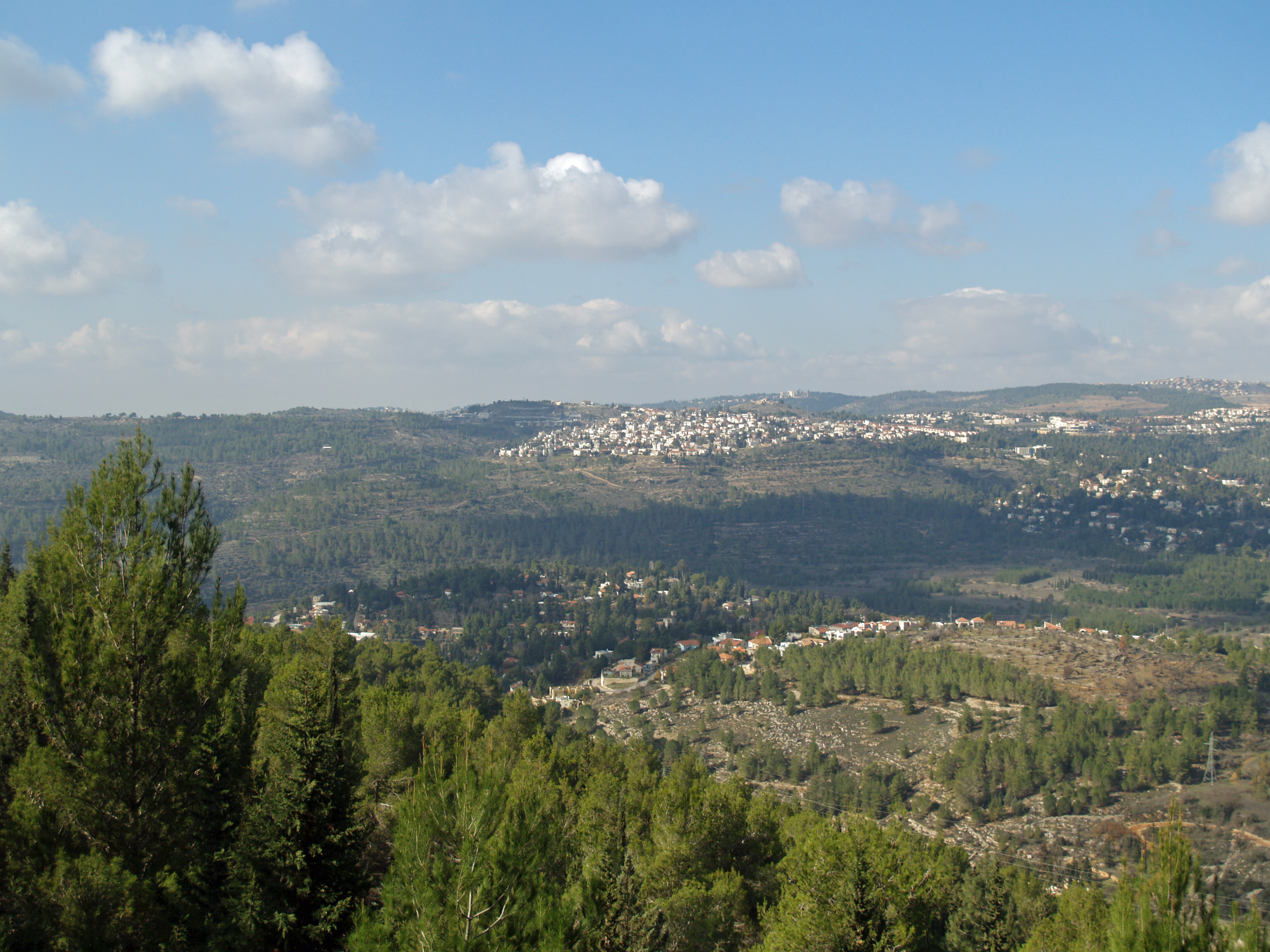
منظر للقدس من إحدى الهضاب المحيطة بها.

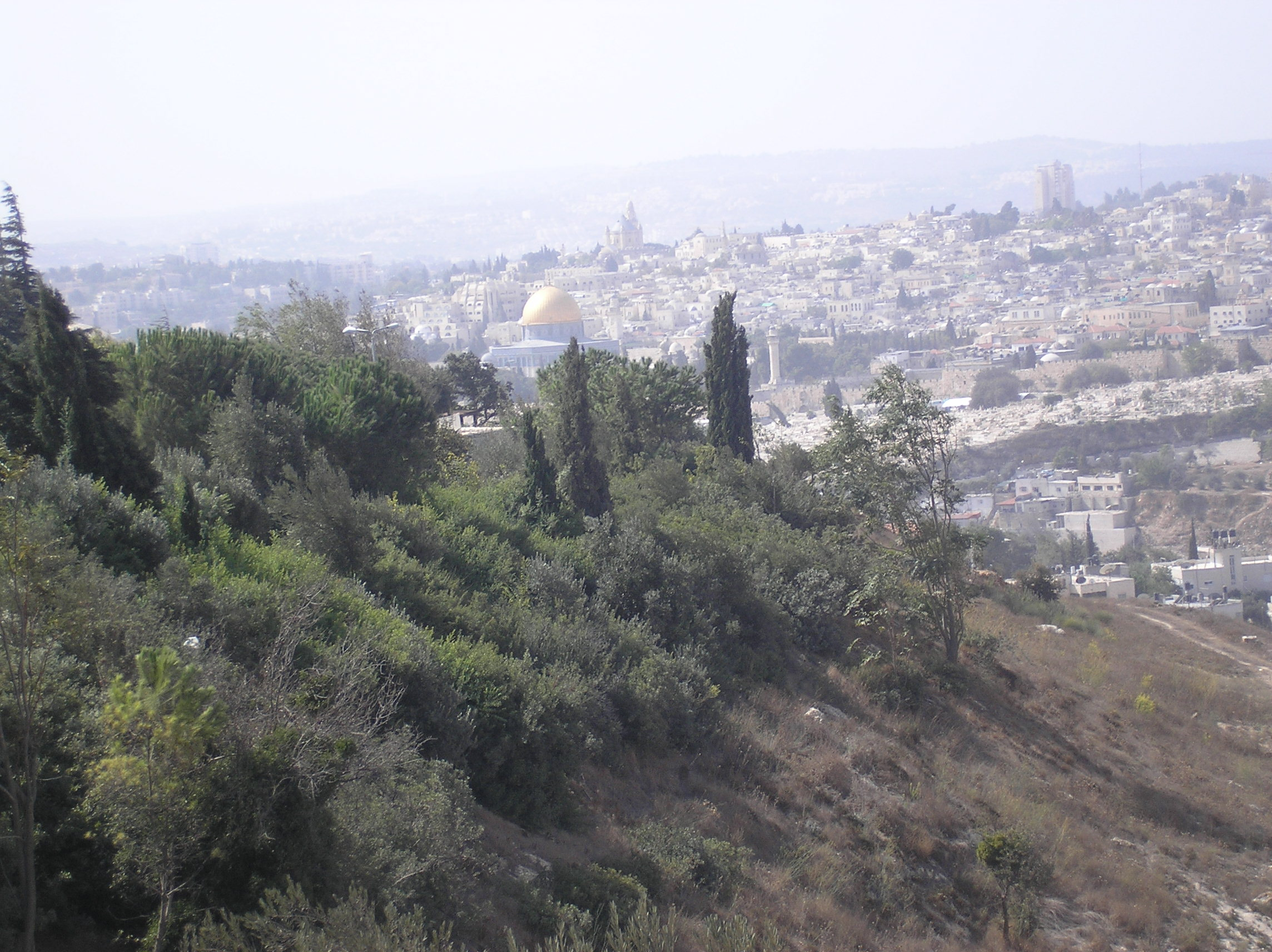
منظر لبلدة القدس القديمة من جبل المشارف.

تقع مدينة القدس في وسط فلسطين تقريبًا شرق البحر المتوسط، على رعن هضبة من هضاب جبال الخليل، التي تضم عددًا من الجبال بدورها، وهي: جبل الزيتون أو جبل الطور شرق المدينة، جبل المشارف ويقع إلى الشمال الغربي للمدينة، ويُقال له أيضًا «جبل المشهد»، وقد أقيمت فوقه في سنة 1925 الجامعة العبرية، ومستشفى هداسا الجامعي في سنة 1939، جبل صهيون ويقع إلى الجنوب الغربي وتكوّن البلدة القديمة جزءًا كبيرًا منه وتمر أسوارها من فوقه، جبل المكبر الذي سُمي بهذا الاسم عندما دخل عمر بن الخطاب القدس وكبّر على متنه، بالإضافة إلى جبل النبي صموئيل، وجبل أبو غنيم. ترتفع القدس عن سطح البحر المتوسط نحو 750 مترًا (2,460 قدمًا)، وعن سطح البحر الميت نحو 1150 مترًا (3,770 قدمًا). بالإضافة إلى جبال القدس فإن هناك ثلاثة أودية تحيط بها وهي: وادي سلوان أو وادي جهنم واسمه القديم «وادي قدرون»، الوادي أو الواد، وادي الجوز، ونبع أم الدرج.

كانت القدس محاطة بغابات من أشجار الجوز الزيتون الصنوبر منذ القدم، إلا أن الحروب والاستغلال البشري كان لها وقعٌ مدمّر عليها، فاختفت معظم هذه الغابات، وقد أثّر ذلك على تماسك التربة، فاضطر المزارعون إلى تشييد المدرّجات الزراعية على عدد من السفوح لمنع تآكلها وانجراف تربتها. شكّل شح المياه مشكلة للمقدسيين منذ العهود الأولى لاستيطان المدينة، فقاموا بتشييد عدد من القناطر والقنوات لجرّ مياه الأنهار، إضافة لعدد من البرك والآبار لجمع ماء الأمطار، وما زال البعض منها موجودًا بالبلدة القديمة. ومن أبرز آبار المدينة بئر أيوب، نسبة إلى النبي أيوب، وهذه البئر هي التي يؤمن المسلمون أنها ذُكرت في القرآن بسورة ص، حيث جاء: ﴿ارْكُضْ بِرِجْلِكَ هَذَا مُغْتَسَلٌ بَارِدٌ وَشَرَابٌ﴾، كذلك من أبرز بركها أو عيونها، العين المعروفة بعين سلوان، وهي إحدى العيون الجارية التي يؤمن المسلمون أنها ذُكرت في القرآن أيضًا في سورة الرحمن: ﴿فِيهِمَا عَيْنَانِ تَجْرِيَانِ﴾. قال مجير الدين الحنبلي عن القدس في نهاية القرن التاسع سنة 900 هـ: 
| القدس | مدينة عظيمة محكمة البناء بين جبال وأودية، وبعض بناء المدينة مرتفع على علو، وبعضه منخفض في واد وأغلب الأبنية التي في الأماكن العالية مشرفة على ما دونها من الأماكن المنخفضة وشوارع المدينة بعضها سهل وبعضها وعر، وفي أغلب الأماكن يوجد أسفلها أبنية قديمة، وقد بني فوقها بناء مستجد على بناء قديم، وهي كثيرة الآبار المعدة لخزن الماء، لأن ماءَها يجمع من الأمطار. | القدس |

تبعد القدس نحو 60 كيلومترًا (37 ميلاً) عن البحر المتوسط، وحوالي 35 كيلومترًا (22 ميلاً) عن البحر الميت، و250 كيلومتر (155 ميلاً) عن البحر الأحمر، وتبعد عن عمّان 88 كيلومتر (55 ميلاً)، وعن بيروت 388 كيلومتر (241 ميلاً)، وعن دمشق 290 كيلومتر (180 ميلاً). أما المدن والبلدات المجاورة للقدس فتشمل: بيت لحم وبيت جالا جنوبًا، أبو ديس ومستوطنة معاليه أدوميم شرقًا، مڤاسرت صهيون غربًا، ورام الله ومستوطنة گفعات زئيف شمالاً.

### مناطق القدس

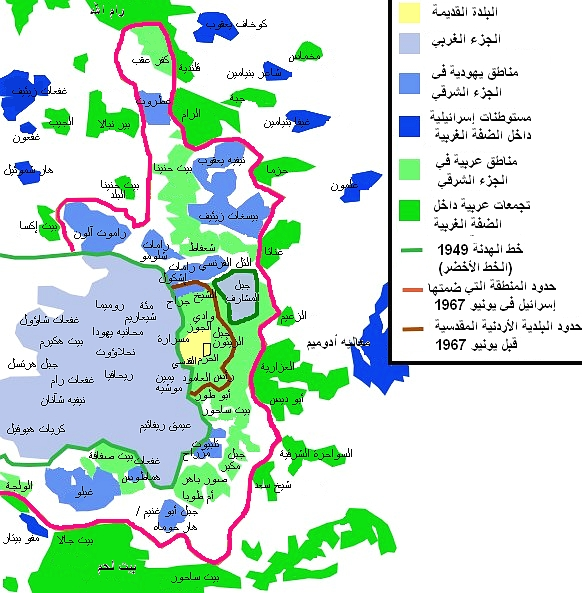
خارطة مناطق القدس.

تمتد أراضي بلدية القدس اليوم لتشمل مناطق شاسعة كانت في السابق قرى أو ضواحي للمدينة، فتشمل حدود البلدية كل من: بيت حنينا، كفر عقب، شعفاط، التل الفرنسي، جبل المشارف، الشيخ جراح، وادي الجوز، جبل الزيتون، البلدة القديمة، سلوان، العيسوية، رأس العمود، أبو الطور، جبل المكبر، صور باهر، أم طوبا، جبل أبو غنيم، بيت صفافا والولجة، قائمة المدن والقرى في فلسطين التاريخية.
من جهة أخرى، أقامت إسرائيل العديد من المستوطنات، كما قامت بضم مستوطنات قديمة أخرى خارج حدود البلدية بعد احتلالها للقدس الشرقية عام 1967 وبنائها لجدار الفصل عام 2002، والذي عزل العديد من البلدات العربية عن القدس، كالعيزرية، أبو ديس، الرام، حزما، عناتا، السواحرة الشرقية، بيت إكسا، الشيخ سعد وقلنديا - حيث مطار القدس الدولي، والتي من المفترض أن تشكل الامتداد الطبيعي لتوسع الأحياء العربية في المدينة مستقبلاً. وهذه المستوطنات هي: مستوطنة عطروت، مستوطنة نيڤيه يعقوب، مستوطنة بيسغات زئيف، مستوطنة رامات أشكول، مستوطنة غيلو، مستوطنة هماطوس ومستوطنة ناليبوت مزراح.
القدس الغربية
أقدمت إسرائيل بعد قيامها عام 1948، على تدمير معظم القرى الواقعة غرب القدس، من أهمها: المالحة، دير ياسين، عين كارم، لفتا، والقسطل. وأقامت مكانها العديد من المستوطنات التي أصبحت تشكل فيما بعد مناطق القدس الغربية، وهي: گفعات شاؤول، بيت هيكرم، جبل هرتزل، كريات هيوفيل، عميق زيفائيم، يمين موشيه، ربحاميا، نحلاؤوت، محانيه يهودا، مئة سيعاريم، روميما وگفعات رام.

### الحياة البرية والغابات

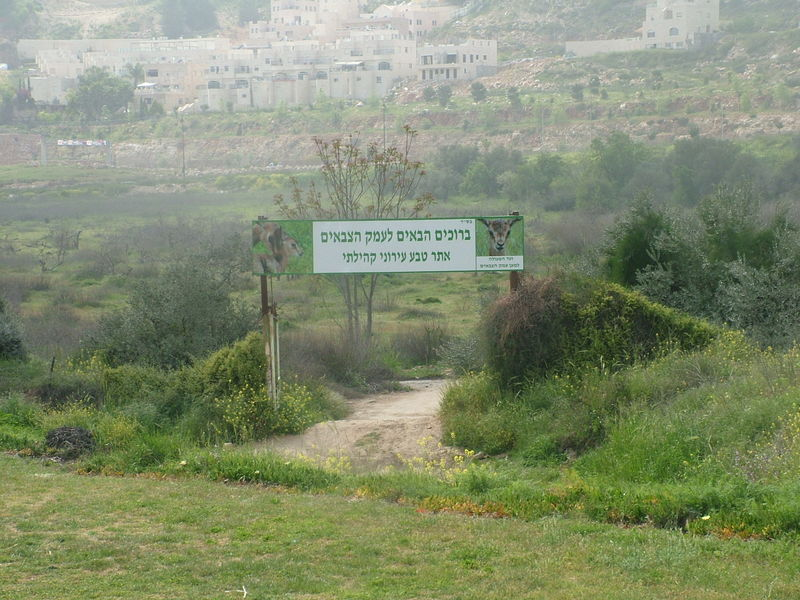
وادي الغزال.

يقع في محيط القدس عدة غابات ومناطق برية مثل وادي الغزال، تقع هذه المنطقة بوسط القدس بالقرب من حي «گفعات مردخاي» اليهودي،
وهي أرض مكشوفة تبلغ مساحتها 260 دونمًا. أُطلق هذا الاسم على الوادي كون ما يُقارب من 17 غزالاً جبليًا تتخذ منه موطنًا ولا تستطيع مغادرته لإحاطة المدينة به من مختلف الجوانب. كان متعهدو العقارات والمقاولون قد خططوا لتحويل المنطقة إلى منطقة سكنية، لكن محبي الطبيعة وجمعية حماية البيئة في إسرائيل استطاعت إيقاف هذا الأمر، وإرغام السلطات المختصة على النظر في مسألة حماية الموقع.

### المناخ
تتميز القدس بمناخ البحر الأبيض المتوسط (تصنيف كوبن للمناخ: Csa)، مع صيف حار جاف، وشتاء مُعتدل البرودة رطب. تتساقط الثلوج عادةً مرة أو مرتين خلال الشتاء، على الرغم من أن المدينة تختبر تساقطًا كثيفًا للثلوج مرة كل ثلاث إلى أربع سنوات، في المتوسط، مع تراكم قصير العمر.
يُعتبر يناير أبرد شهور السنة، بمتوسط درجة حرارة 9.1 درجة °مئوية (48.4 درجة °فهرنهايت)؛ يُعد شهري يوليو وأغسطس الأكثر سخونة، حيث يبلغ متوسط درجة الحرارة 24.2 درجة °مئوية (75.6 درجة °فهرنهايت)، وعادة ما تكون أشهر الصيف جافة. يبلغ متوسط هطول الأمطار السنوي حوالي 537 مليمترًا (21 إنشًا)، وذلك في الفترة الممتدة بين شهريّ أكتوبر ومايو، أما الأشهر الأخرى فينعدم فيها تساقط الأمطار غالبًا. تساقط الثلوج ليس شائعًا، لكن تساقط الثلوج بغزارة يعتبر نادرًا. تلقت القدس أكثر من 30 سم (12 بوصة) من الثلج في 13 ديسمبر 2013، والتي شلت المدينة تقريبًا. مع متوسط درجات حرارة في الصيف مماثلة للسواحل، فإن التأثير البحري من البحر الأبيض المتوسط قوي، لا سيما بالنظر إلى أن القدس تقع على خط عرض مشابه للصحاري الحارة غير البعيدة إلى الشرق.
كانت أعلى درجة حرارة مُسجلة في القدس 44.4 درجة °مئوية (111.9 درجة °فهرنهايت) في 28 و30 أغسطس 1881، وكانت أدنى درجة حرارة مُسجلة −6.7 درجة °مئوية (19.9 درجة °فهرنهايت) في 25 يناير 1907.
يأتي معظم تلوث الهواء في القدس من حركة مرور السيارات. لم يتم بناء العديد من الشوارع الرئيسية في القدس لاستيعاب هذا الحجم الكبير من حركة المرور، مما أدى إلى ازدحام حركة المرور والمزيد من انبعاثات أول أكسيد الكربون في الهواء. تُساهم انبعاثات المصانع بنسبة ضئيلة من تلوّث الهواء بالمدينة، إلا أنه يمكن لتلك الصادرة عن المصانع الواقعة على ساحل البحر المتوسط أن تتجه شرقًا ناحية القدس وتُشكل ضبخانًا فوقها.
| البيانات المناخية لـالقدس                   | البيانات المناخية لـالقدس | البيانات المناخية لـالقدس | البيانات المناخية لـالقدس | البيانات المناخية لـالقدس | البيانات المناخية لـالقدس | البيانات المناخية لـالقدس | البيانات المناخية لـالقدس | البيانات المناخية لـالقدس | البيانات المناخية لـالقدس | البيانات المناخية لـالقدس | البيانات المناخية لـالقدس | البيانات المناخية لـالقدس | البيانات المناخية لـالقدس |
| الشهر                                       | يناير                     | فبراير                    | مارس                      | أبريل                     | مايو                      | يونيو                     | يوليو                     | أغسطس                     | سبتمبر                    | أكتوبر                    | نوفمبر                    | ديسمبر                    | المعدل السنوي             |
| ------------------------------------------- | ------------------------- | ------------------------- | ------------------------- | ------------------------- | ------------------------- | ------------------------- | ------------------------- | ------------------------- | ------------------------- | ------------------------- | ------------------------- | ------------------------- | ------------------------- |
| الدرجة القصوى °م (°ف)                       | 23.4 (74.1)               | 25.3 (77.5)               | 27.6 (81.7)               | 35.3 (95.5)               | 37.2 (99.0)               | 36.8 (98.2)               | 40.6 (105.1)              | 44.4 (111.9)              | 37.8 (100.0)              | 33.8 (92.8)               | 29.4 (84.9)               | 26.0 (78.8)               | 44.4 (111.9)              |
| متوسط درجة الحرارة الكبرى °م (°ف)           | 11.8 (53.2)               | 12.6 (54.7)               | 15.4 (59.7)               | 21.5 (70.7)               | 25.3 (77.5)               | 27.6 (81.7)               | 29.0 (84.2)               | 29.4 (84.9)               | 28.2 (82.8)               | 24.7 (76.5)               | 18.8 (65.8)               | 14.0 (57.2)               | 21.5 (70.7)               |
| المتوسط اليومي °م (°ف)                      | 9.8 (49.6)                | 10.5 (50.9)               | 13.1 (55.6)               | 16.8 (62.2)               | 21.0 (69.8)               | 23.3 (73.9)               | 25.1 (77.2)               | 25.0 (77.0)               | 23.6 (74.5)               | 21.1 (70.0)               | 16.3 (61.3)               | 12.1 (53.8)               | 18.1 (64.6)               |
| متوسط درجة الحرارة الصغرى °م (°ف)           | 6.4 (43.5)                | 6.4 (43.5)                | 8.4 (47.1)                | 12.6 (54.7)               | 15.7 (60.3)               | 17.8 (64.0)               | 19.4 (66.9)               | 19.5 (67.1)               | 18.6 (65.5)               | 16.6 (61.9)               | 12.3 (54.1)               | 8.4 (47.1)                | 13.5 (56.3)               |
| أدنى درجة حرارة °م (°ف)                     | −6.7 (19.9)               | −2.4 (27.7)               | −0.3 (31.5)               | 0.8 (33.4)                | 7.6 (45.7)                | 11.0 (51.8)               | 14.6 (58.3)               | 15.5 (59.9)               | 13.2 (55.8)               | 9.8 (49.6)                | 1.8 (35.2)                | 0.2 (32.4)                | −6.7 (19.9)               |
| معدل هطول الأمطار مم (إنش)                  | 133.2 (5.24)              | 118.3 (4.66)              | 92.7 (3.65)               | 24.5 (0.96)               | 3.2 (0.13)                | 0.0 (0.0)                 | 0.0 (0.0)                 | 0.0 (0.0)                 | 0.3 (0.01)                | 15.4 (0.61)               | 60.8 (2.39)               | 105.7 (4.16)              | 554.1 (21.81)             |
| متوسط الأيام الممطرة                        | 12.9                      | 11.7                      | 9.6                       | 4.4                       | 1.3                       | 0.0                       | 0.0                       | 0.0                       | 0.3                       | 3.6                       | 7.3                       | 10.9                      | 62                        |
| متوسط الرطوبة النسبية (%)                   | 61                        | 59                        | 52                        | 39                        | 35                        | 37                        | 40                        | 40                        | 40                        | 42                        | 48                        | 56                        | 46                        |
| ساعات سطوع الشمس الشهرية                    | 192.9                     | 243.6                     | 226.3                     | 266.6                     | 331.7                     | 381.0                     | 384.4                     | 365.8                     | 309.0                     | 275.9                     | 228.0                     | 192.2                     | 3٬397٫4                   |
| المصدر #1: مصلحة الأرصاد الجوية الإسرائيلية |                           |                           |                           |                           |                           |                           |                           |                           |                           |                           |                           |                           |                           |
| المصدر #2: NOAA (sun, 1961–1990)            |                           |                           |                           |                           |                           |                           |                           |                           |                           |                           |                           |                           |                           |

### القرى

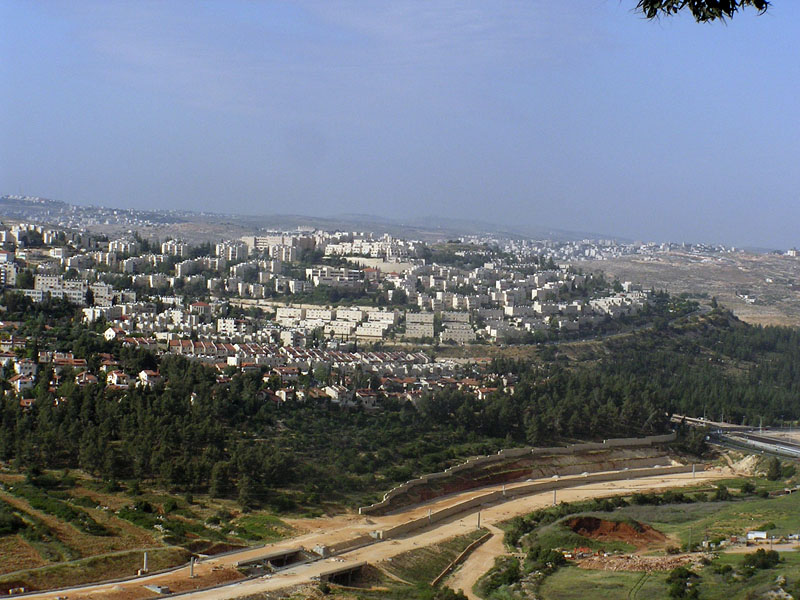
مستوطنة راموت الإسرائيلية في ريف القدس، إحدى المناطق حيث كانت تقوم قرية فلسطينية.

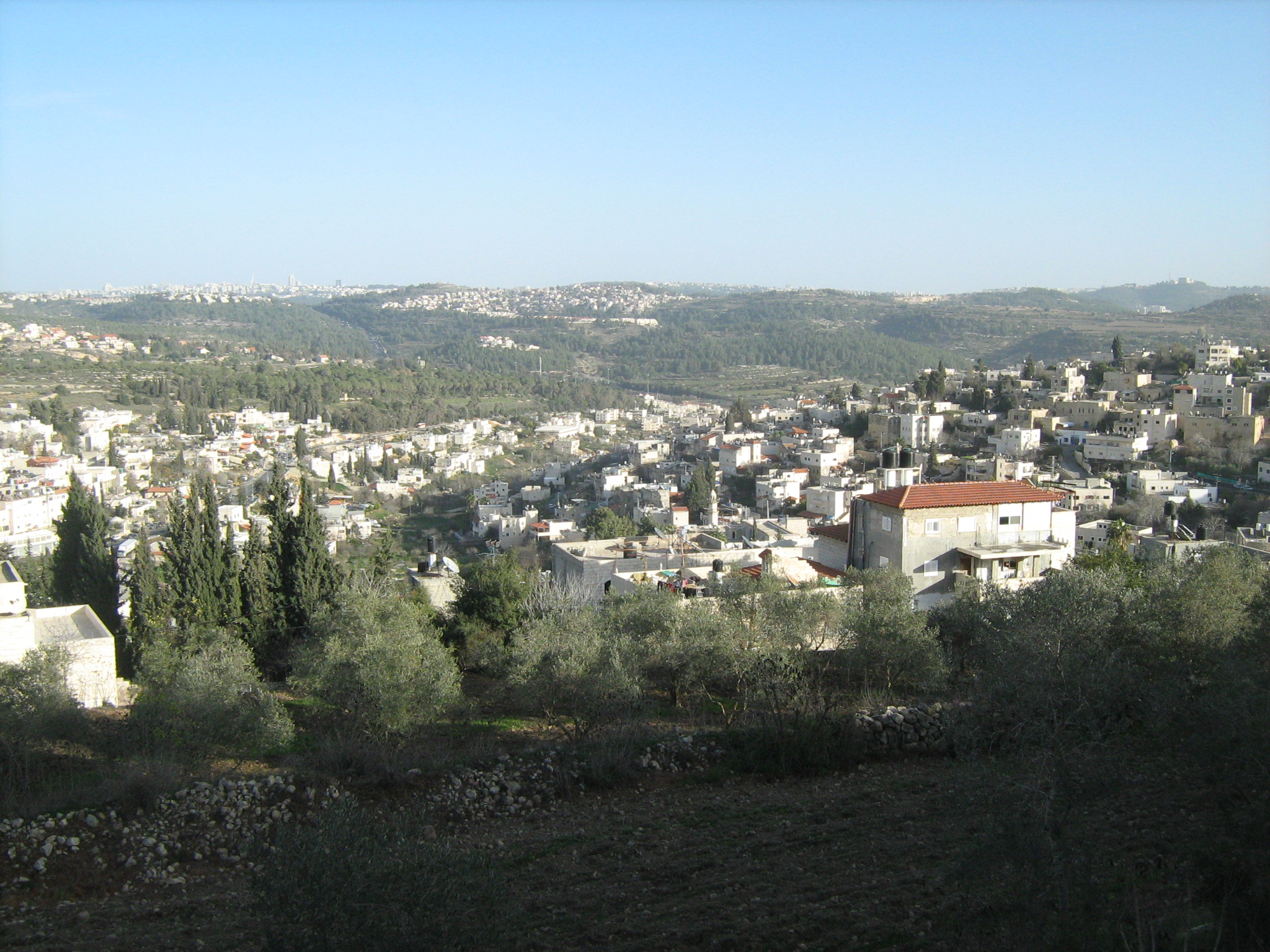
بلدة أبو غوش، أكبر القرى العربية المقدسيّة الباقية.

قرى القدس عديدة وكثيرة فقد اختلف التحاق بعض القرى لمدينة القدس وفقًا للتغيرات التاريخية التي مرت بها المدينة. كان آخر تغيير لحدود مدينة القدس الإدارية في يونيو سنة 1967 بموجب قرار أصدرته الحكومة الإسرائيلية بعد احتلال الضفة الغربية من الأردن. نص هذا القرار على ضم 70,4 كيلومترات مربعة إلى منطقة البلدية المقدسية الإسرائيلية وفرض القانون الإسرائيلي عليها. كانت 6,4 كيلومترات مربعة من المساحة المضمومة تابعة للبلدية المقدسية الأردنية قبل حرب سنة 1967، أما الباقي فكان من أراضي بعض القرى المجاورة للقدس. أقدم الإسرائيليون على هدم عدد من القرى الفلسطينية وبناء قرىً ومستوطنات جديدة على أنقاضها، وقد سمحت الحكومة في وقت لاحق لبعض المهجرين من الفلسطينيين بالعودة إلى قراهم، فأقاموا بجانب المستوطنات قرىً جديدة. حاز سكان المنطقة المضمومة على مكانة «مقيم دائم» في إسرائيل، دون أن يحصلوا على المواطنة، أما القرى التي بقيت خارج حدود القدس الإدارية وسكانها، فيخضعون لسيطرة الحكم العسكري أو لسيطرة السلطة الوطنية الفلسطينية. وكانت الحكومة الإسرائيلية قد أصدرت قانون أملاك الغائب عام 1950، الذي منح إسرائيل صفة الوصي على على أملاك الفلسطينيين الغائبين، وأعطاها الحق في الاستيلاء عليها وإدارتها. من القرى العربية التي كانت بجوار القدس من جانبها الغربي قبل حرب سنة 1948 لم تبق إلا ثلاثًا: أبو غوش (أكبرها)، عين رافة، وعين نقوبا. تعتبر هذه القرى الثلاثة اليوم تجمعات عربية إسرائيلية وسكانها ذوي جنسية إسرائيلية. ومن قرى القدس الأخرى: إشوع، البريج، بيت أم الميس، بيت عطاب، بيت محسير، جرش، خربة العمور، خربة اللوز، دير الشيخ، وغيرها.

## التركيبة السكانيّة

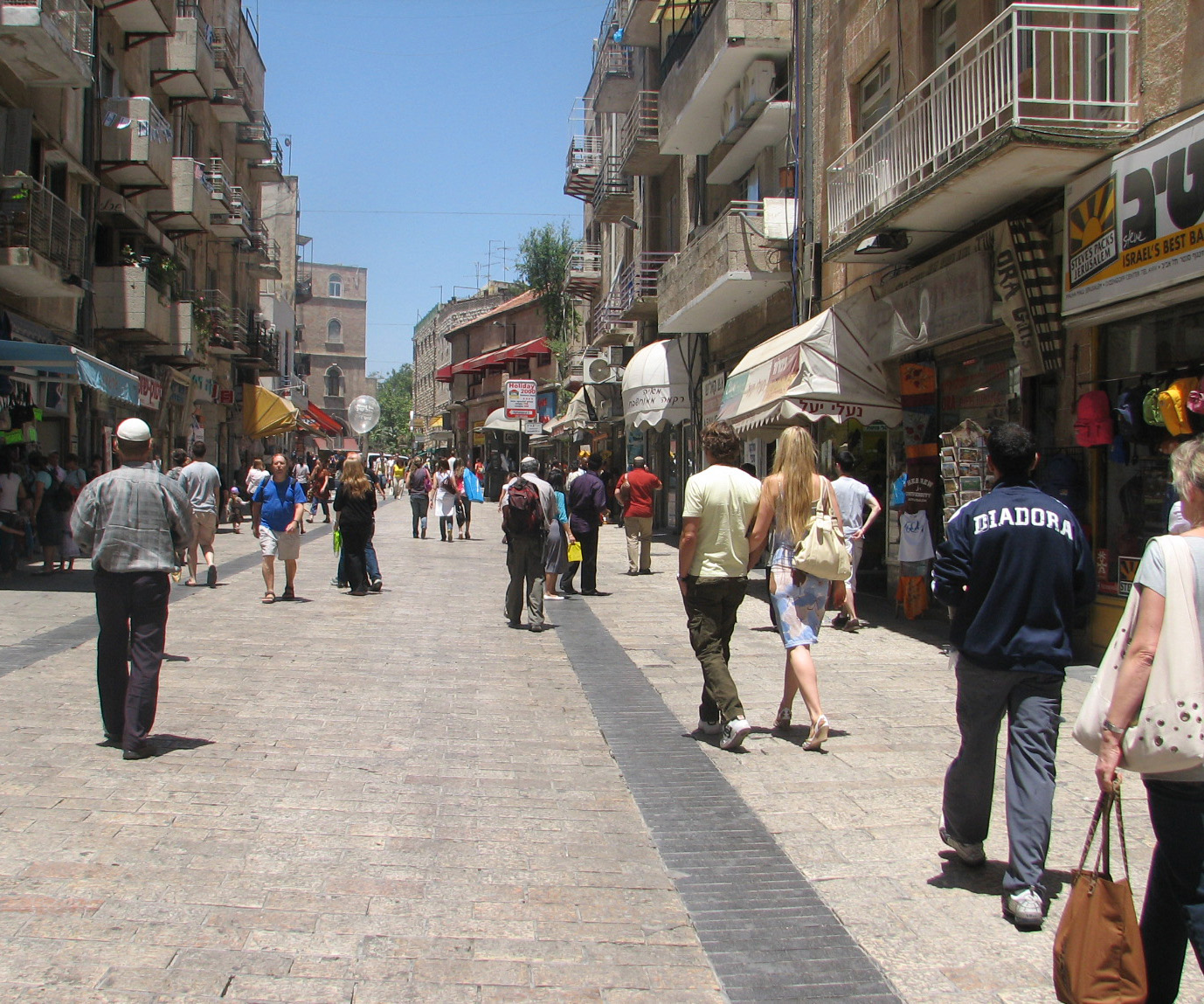
القدس الغربيّة ذات الأغلبية السكانية اليهودية.

أشارت الإحصاءات الإسرائيلية الرسمية الصادرة نهاية عام 2000 إلى أنّ تعداد السكان في المدينة ارتفع بنسبة 2% من إجمالي السكان البالغ 646,3 ألف نسمة، بينهم 436,7 ألف يهودي بنسبة 67,6%، في حين بلغ عدد السكان العرب 209,5 آلاف عربي بنسبة 32.4%. وقد تبيّن في إحصائية أخرى من نفس السنة أن نسبة السكان من اليهود تتراجع تدريجيًا بينما نسبة العرب في ازدياد مطّرد، ويرجع ذلك إلى نسبة الولادات الأعلى عند العرب وإلى هجرة البعض من اليهود إلى مدن وبلدان أخرى. كذلك أفادت نفس الدراسة أن حوالي 9% من جمهرة البلدة القديمة البالغة 32,488 نسمة كانوا يهودًا. بلغت نسبة الكثافة السكانيّة بالمدينة في نهاية عام 2005 حوالي 5,750.4 نسمة في الكيلومتر المربّع (14,893.5 نسمة/ميل مربّع)، وفي نهاية سنة 2006 أظهرت إحصائية أعدّتها مؤسسة إسرائيلية للدراسات حول مدينة القدس إن عدد سكان القدس بلغ 733 ألف شخص بينهم 481 ألف يهودي و252 ألف فلسطيني يعيشون خصوصًا في الأحياء الشرقية من المدينة. وفي شهر ديسمبر من سنة 2007، وصل عدد سكان القدس إلى 747,600 نسمة، 64% منهم يهود و32% مسلمين و2% مسيحيين.

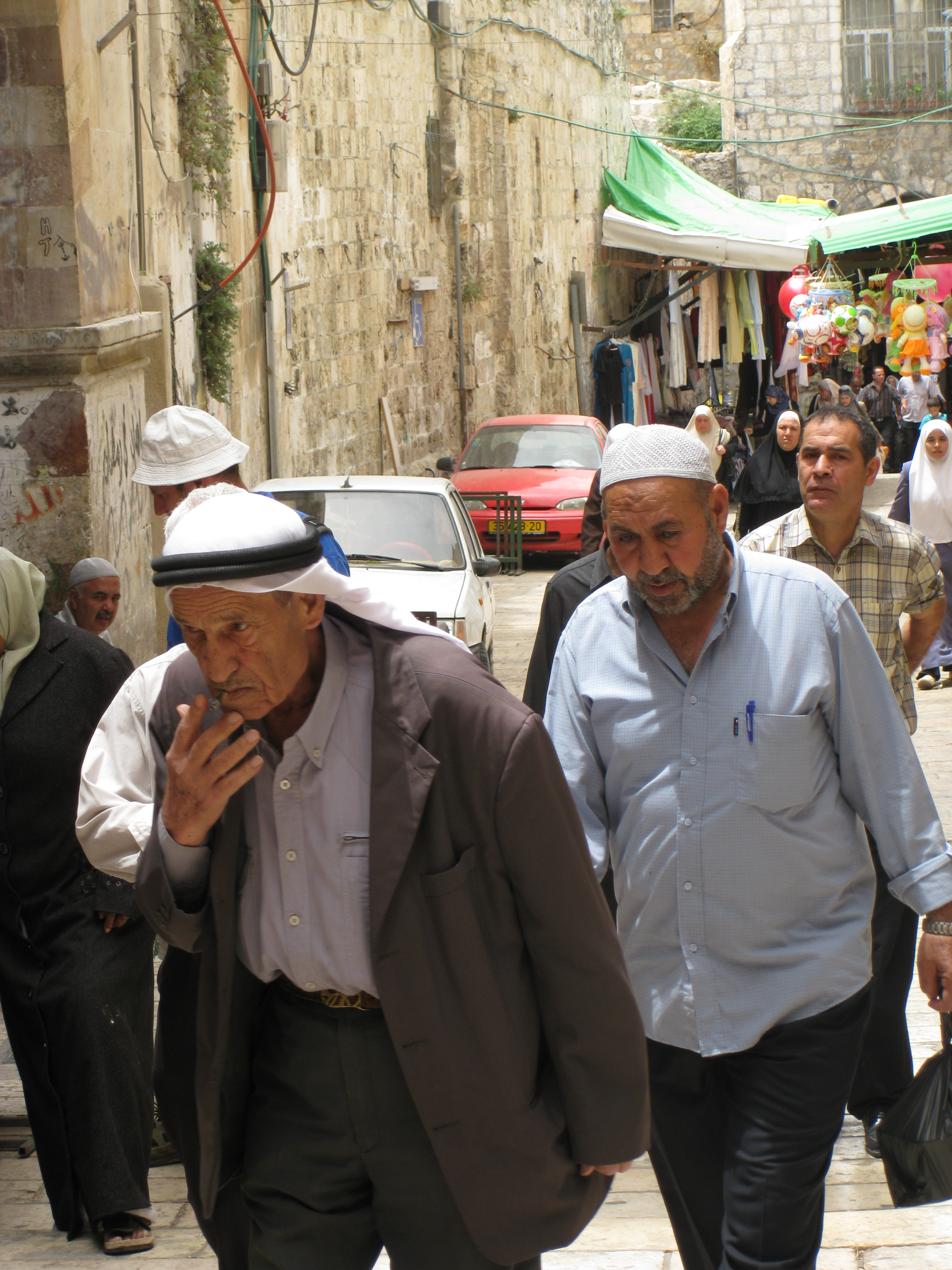
عرب مقدسيّون.

يخوض الفلسطينيون والإسرائيليون حربًا ديمغرافيّة في القدس، حيث يسعى كل طرف إلى زيادة عدد السكان المنتمين إلى عرقيته ليضمن هيمنته على المدينة، وتعمل الحكومة الإسرائيلية - كما تقول الدكتورة سارة هيرشكوبيتس رئيسة قسم التخطيط الإستراتيجي في بلدية القدس - على ألا تتعدى نسبة العرب بالمدينة 28%. وتحاول الحكومة الإسرائيلية زيادة عدد اليهود في المدينة بطرق عدة، منها على سبيل المثال العمل على إحلال اليهود محلّ العرب الذين هدّمت منازلهم بحجّة البناء دون تصريح. وتشير إحصائيات بيت الشرق لعام 1999 في هذا الصدد إلى هدم أكثر من ألفيْ منزل منذ عام 1967، مما خلق ظروفاً صعبة للفلسطينيين حيث يسكن معظمهم في منازل مكتظة. ومن الوسائل الأخرى التي تتّخذها إسرائيل لإجبار المقدسيّين على الهجرة من القدس، عدم منحهم تصاريح بناء إلا فيما ندر، وتسهيل بناء المنازل لليهود المهاجرين. وفي سنة 2005، قدم المدينة 2,850 مهاجر يهودي جديد من الولايات المتحدة وفرنسا ومن بعض دول الاتحاد السوڤيتي السابق، وبنهاية السنة ذاتها تبيّن أن 16,000 من السكان غادر المدينة، إلا أن جمهرة المدينة ما زالت في ازدياد بفضل ارتفاع نسبة الإنجاب بين الأهالي العرب واليهود الحريدية. يصل معدل الخصوبة الكلي في القدس إلى 4.02، وهو أعلى من ذاك الخاص بتل أبيب (1.98) والمعدل الوطني حتى، الذي يصل إلى 2.90.

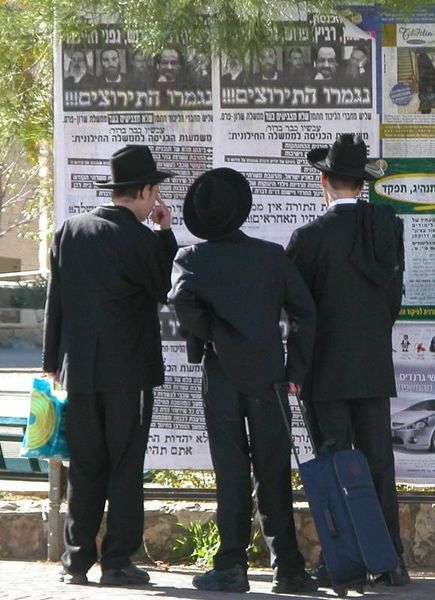
يهود حريديون في القدس يطلعون على ملصقات إخبارية.

بلغت الزيادة الصافية للسكان في سنة 2000، بعد حساب الولادات والوفيات والمهاجرين من وإلى المدينة، 12600 نسمة، كان نصيب اليهود منها 2900 نسمة، في حين بلغت الزيادة العربية 9700. وبهذا كانت نسبة نمو السكان اليهود في القدس هي 0.7% بينما كانت عند السكان العرب 4.7%. وفي سنة 2005 ازداد عدد السكان بحوالي 13,000 نسمة، أي قرابة 1.8%، وهي نسبة مشابهة لنسبة معدّل النمو السكاني في إسرائيل في ذلك العام، إلا أن ما يميزها هو التباين في التركيبة السكانيّة والعرقيّة، فقرابة 31% من الجمهرة اليهودية تألفت من أولاد دون سن الخامسة عشر، بالمقابل فإن هذه النسبة وصلت لحوالي 42% عند السكان العرب، ويتوافق ذلك مع الدراسات التي أظهرت تراجع عدد اليهود في القدس خلال العقود الأربع الماضية، واتجاه معظمهم إلى المدن الساحلية والضواحي.
عادت نسبة اليهود الحريدية في المدينة إلى الارتفاع بحلول عام 2009، حيث تبيّن في إحدى الإحصائيات أن 59,900 تلميذ من أصل 150,100، أو 40% منهم، يطلبون العلم في المدارس الرسميّة العلمانيّة والدينيّة على حد سواء، بينما 90,200 تلميذ أو 60% من المجموع الأصلي، يتلقون دراستهم في مدارس حريدية خاصة.
يرى العديد من الإسرائيليين أن القدس مدينة فقيرة تمزقها النزاعات السياسية والدينية، لذا فهم يفضلون سكن مدن أخرى أكثر أمانًا وغنى، وبالمقابل تستقطب المدينة عددًا كبيرًا من الفلسطينيين من سكّان الضفة الغربية وقطاع غزة، كونها تقدم لهم فرص عمل وخدمات صحية أكبر من تلك المتاحة في مدنهم وقراهم. شجّع الزعماء الفلسطينيون والعرب السكان الفلسطينيين عبر السنين على البقاء في المدينة لتأكيد حقهم بالمطالبة بها، وقد فعل البعض منهم هذا.

### مخيم شعفاط

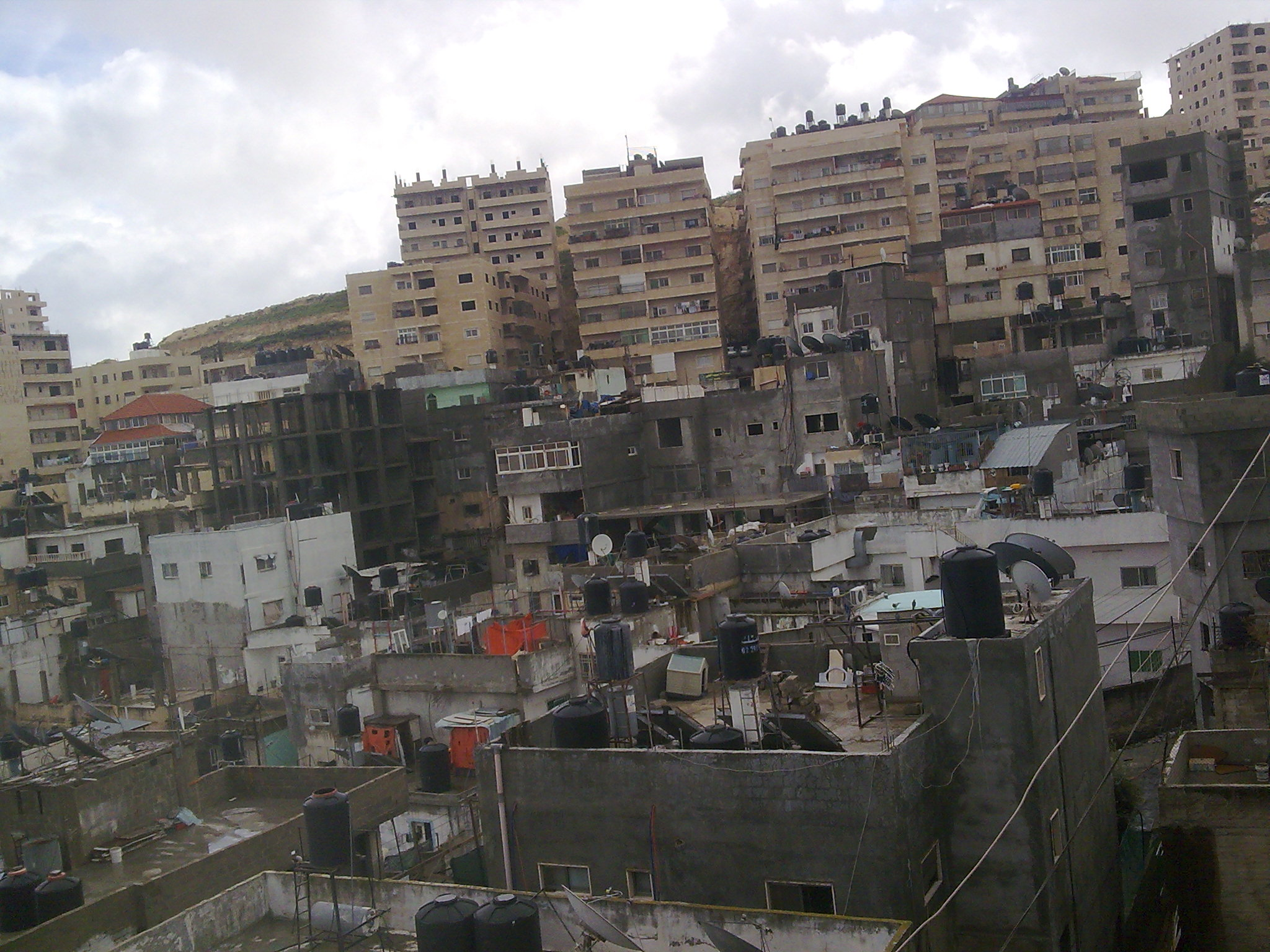
مخيم شعفاط، شمال القدس.

تأسس مخيم شعفاط للاجئين في عام 1965، أي بعد أكثر من عقد واحد على تأسيس كافة المخيمات الرسمية الأخرى في الضفة الغربية، وذلك فوق أرض مساحتها 0,2 كيلومتر مربع شمال القدس. وقد تأسس مخيم شعفاط بعد أن تم إغلاق مخيم المعسكر في المدينة القديمة للقدس بسبب سوء الظروف الصحية فيه.
وتعود أصول اللاجئين في مخيم المعسكر والذين رُحلوا إلى شعفاط إلى 55 قرية تابعة لمناطق القدس واللد ويافا والرملة. ومثل باقي مخيمات الضفة الغربية، فقد تأسس المخيم فوق قطعة من الأرض استأجرتها وكالة غوث وتشغيل اللاجئين الفلسطينيين من الحكومة الأردنية.
ويُعد مخيم شعفاط المخيم الوحيد في الضفة الغربية الذي يقع ضمن الحدود البلدية للقدس. ولذلك، فإن اللاجئين فيه يحق لهم الحصول على هويات مدنية تابعة للقدس، الأمر الذي يضمن لهم حقوق الإقامة في القدس ويجعلهم مؤهلين للحصول على بعض الخدمات الاجتماعية الإسرائيلية، بما في ذلك الرعاية الصحية.
وفي الوقت الذي تبين سجلات الأونروا الرسمية أن عدد اللاجئين المسجلين في المخيم يصل إلى حوالي 11,000 لاجئ، إلا أنه من المرجح أن يبلغ عدد اللاجئين فيه أكثر من 18,000. ويُقدر أن حوالي 4,000 لاجئ قد انتقلوا إلى المخيم في السنوات الأخيرة لتجنب فقدان حقوق الإقامة في القدس. ويعمل حوالي 70% من سكان المخيم في القطاع الخاص الإسرائيلي.

### تهويد القدس

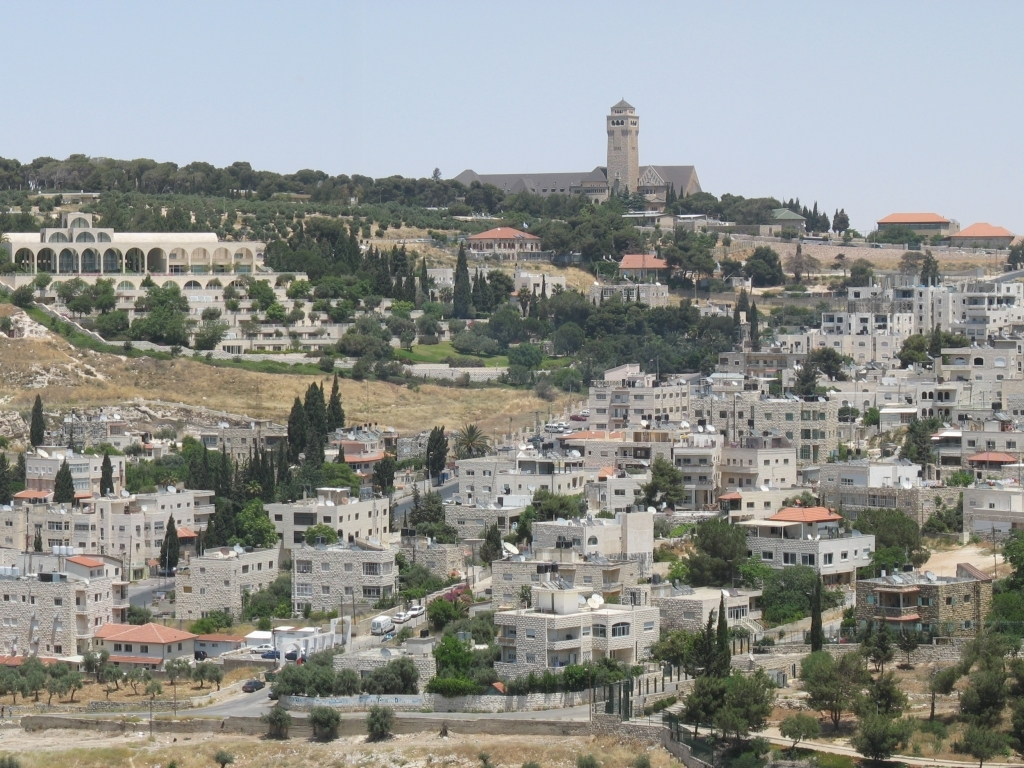
القدس الشرقيّة في عام 2006.

تتّبع إسرائيل سياسة دمج المستوطنات لاستيعاب أكبر عدد ممكن من اليهود داخل القدس، فعلى سبيل المثال دمجت الحكومة الإسرائيلية مستوطنة گفعات زئيف ومعاليه أدوميم ومناطق الخط الأخضر لاحتواء حوالي 30 ألف مستوطن جديد داخل المدينة. كما بنت 142 ألف شقة في القطاع اليهودي لزيادة حجم السكان فيها. تفيد إحدى تقارير البنك الدولي أن عدد مخالفات البناء في الفترة الممتدة بين عاميّ 1996 و2000، كان أكبر بأربع مرّات ونصف في الأحياء اليهودية، وأن عمليات الهدم في القدس الغربية كانت أقل بأربع مرّات من تلك الحاصلة في القدس الشرقية؛ كذلك أفاد التقرير أن السلطات الإسرائيلية كانت تمنح الفلسطينيين أذونًا بالبناء أقل بكثير من الأذون التي تمنحها لليهود، وأن المخالفين الفلسطينيين تُزال مخالفاتهم بنسبة أكبر من مخالفات اليهود. حصلت بعض المؤسسات اليهودية على إذن من الحكومة الإسرائيلية خلال السنوات القليلة الماضية، يسمح لها بتشييد المباني والمعالم على الأراضي المتنازع عليها، من شاكلة «حديقة الملك سليمان» المخطط إنشاؤها في قرية سلوان بمدينة داود، والتي يُشكل العرب حوالي 60% من سكانها، وفي مقبرة «مأمن الله». أطلق معارضو هذه الخطوات المُتخذة من قبل الحكومة الإسرائيلية مصطلح «تهويد القدس» على هذه الإجراءات، كونها تصب في مصلحة اليهود دون الفلسطينيين.

## القدس الرسمية

### البلديّة

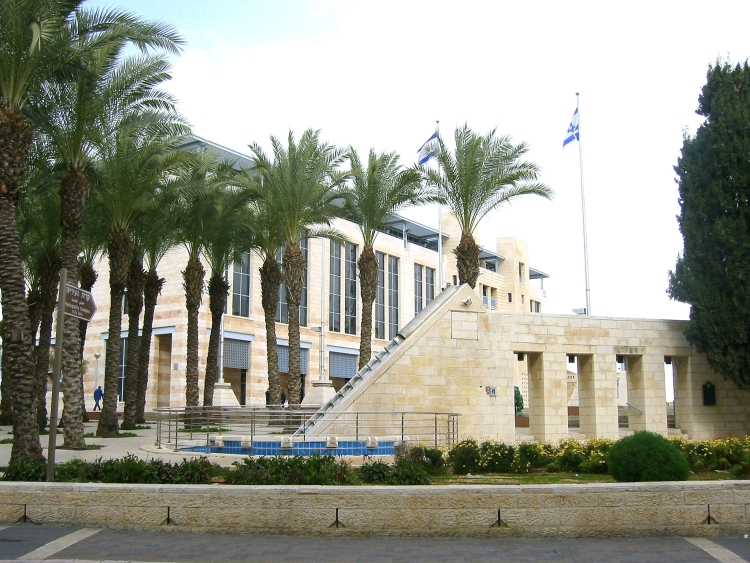
مبنى بلديّة القدس في ساحة الصفراء.

تأسس المجلس البلدي لمدينة القدس في سنة 1863 أبّان الحكم العثماني، وقد انقسم هذا المجلس إلى مجلسين عند تقسيم المدينة. تولت أمانة القدس الاهتمام بالقدس العربية بين نكبة فلسطين واحتلال القدس في حرب 1967.
يتألّف مجلس بلديّة القدس الإسرائيلي اليوم من 31 عضوًا منتخبًا على رأسهم رئيس البلديّة، الذي يُنتخب لخمس سنوات، ويتمتع بحق تعيين ستة مفوضين بلديين لينوبوا عنه، وهؤلاء إلى جانب رئيس البلدية يتلقون رواتبهم كاملة من الحكومة الإسرائيلية، أما باقي الأعضاء فيُعتبر عملهم تطوعيًا. يعقد مجلس بلدية القدس معظم اجتماعاته بصفة سريّة، عدا جلسة واحدة في كل شهر تكون علنيّة. تُشكل الأحزاب الدينية عصبة قويّة داخل مجلس البلدية، حيث تسيطر غالبًا على معظم المقاعد. يقع دار بلدية القدس ومكتب رئيسها في ساحة الصفراء في شارع يافا. يتكوّن مجمّع البلدية، الذي افتتح في سنة 1993، من مبنيين حديثيّ البناء إلى جانب عشرة مبان قديمة مجددة، تحيط بساحة عامّة واسعة. تتبع المدينة محافظة القدس وتُشكّل عاصمتها. إضافة إلى ذلك، تقوم مؤسسة الأقصى لإعمار المقدسات بصيانة وترميم ورعاية المؤسسات والمباني الإسلامية في القدس.
قامت بلدية القدس الغربية في سنة 1949 بإجراء مسابقة لتصميم علم للشطر الغربي من المدينة، ففاز تصميم تضمن رسمًا لخطين عريضين باللون الأزرق يرمزان إلى شال الصلاة اليهودية، على خلفية بيضاء يقع في وسطهما شعار المدينة. وجعلت إسرائيل التصميم الإسرائيلي شعارًا للمدينة بشطريها بعد حرب سنة 1967 عندما ضمت القدس الشرقية، على الرغم من أن السكان العرب والمجتمع الدولي لم يتعرف بذلك، لكن العلم والشعار بقيا بحكم الأمر الواقع. صُمم شعار القدس ما بين سنتيّ 1950 و1951، وهو يُظهر أسدًا جامحًا يُرمز به إلى أسد يهودا، شعار القبيلة اليهودية القديمة، محاطًا بأغصنة زيتون، وفي الخلفية رُسم حائط البراق. أما السلطة الفلسطينية فلم تنشئ شعار ولا علم للمدينة.

### رؤساء البلدية

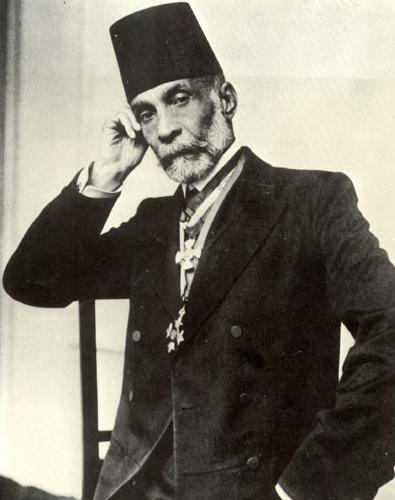
موسى كاظم الحسيني، آخر رؤساء بلدية القدس في العهد العثماني.

توالى على رئاسة بلدية القدس عدد من أعيان المدينة، كان أولهم «موسى العلمي». تولّى اليهود رئاسة البلدية لأوّل مرة في سنة 1937، وذلك عندما فاز «دانيال أستر» برئاسة البلدية بدعم من حكومة الانتداب البريطانية. وعندما انقسمت القدس إلى شطرين، أصبحت هناك بلديتين: بلدية القدس الشرقية ورئيسها عربي، وبلدية القدس الغربية ويرأسها إسرائيلي. أما أوّل رؤساء بلدية القدس الشرقية فهو «أنور الخطيب»، وأوّل رؤساء بلدية القدس الغربية هو الحاكم العسكري «دوڤ يوسف». وعندما ضمّت إسرائيل القدس الشرقية بعد حرب حزيران سنة 1967، أسست بلدية «أورشليم القدس» وتولّى رئاستها «ثيودور كولك». يشغل نير بركات منصب رئيس بلدية أورشليم القدس حاليًا، ويرأس زكي الغول أمانة القدس الشرقية، بما أن السلطة الوطنية الفلسطينية وأغلب دول العالم لا تعتبر ضم الأخيرة قانونياً.

### الوضع السياسي

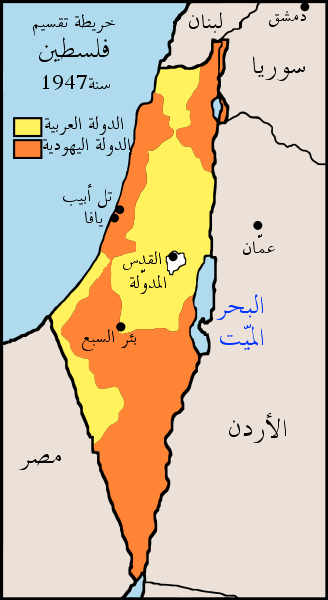
خريطة تقسيم فلسطين وتدويل القدس، في سنة 1947.

بعد أن أصدرت هيئة الأمم المتحدة قرارها القاضي بتقسيم فلسطين في سنة 1947، نصّت على وجوب تدويل القدس تحت إشرافها ورقابتها، وقد سارع القادة اليهود إلى قبول هذا الأمر نظرًا لأنه يحقق مطامحهم في إقامة دولة لهم، بينما عارضه الزعماء العرب ورفضوا أي تقسيم يُخطط إجراؤه في فلسطين. انقسمت المدينة إلى شطرين بعد حرب سنة 1948 بين العرب وإسرائيل، واحتلت الأخيرة القسم الغربي، فيما سيطر الأردن على القسم الشرقي. اعتبرت معظم الدول، وما زالت، أن وضع القدس ينبغي أن يُحدد كما ورد في قرار التقسيم، لذا فإن أغلبها لا يعترف بالقدس عاصمة لإسرائيل.
بعد أن أعلن دافيد بن غوريون، أوّل رئيس وزراء لإسرائيل، أن القدس الغربية عاصمة البلاد، اتخذت جميع الهيئات الحكومية الإسرائيلية، من قضائية وتشريعية وتنفيذية، من المدينة مقرًا لها، عدا وزارة الدفاع، التي لا تزال تتخذ من منطقة كرياة بوسط تل أبيب مركزًا لها. سيطرت إسرائيل على المدينة بشطريها مباشرةً بعد حرب سنة 1967، وجعلت منها جزءًا من العاصمة بحكم الأمر الواقع، على الرغم من معارضة المجتمع الدولي لهذا الأمر. لا تزال هويّة القدس كعاصمة «أبديّة» لإسرائيل تُشكّل موضع جدل كبير في المجتمع الدولي، فعلى الرغم من أن بعض الدول فتحت قنصليات لها في المدينة، فإن جميع السفارات موجودة خارجها، ومعظمها في تل أبيب. وبسبب عدم الاعتراف بالقدس كعاصمة لإسرائيل، فإن معظم الصحف العالمية والمحلية تصف إعلانات الحكومة الإسرائيلية بأنها «صادرة عن تل أبيب».
أصدر مجلس أمن الأمم المتحدة القرار رقم 478 بتاريخ 20 أغسطس سنة 1980، الذي نصّ على أن قانون الأساس الذي أصدرته إسرائيل واعتبرت فيه القدس عاصمة أبدية لها، قانونًا «فاسدًا باطلاً وينبغي إلغاؤه فورًا»، واقتُرح أن تقوم الدول الأعضاء في هذا المجلس بسحب كل هيئاتها الدبلوماسية من المدينة حتى تذعن إسرائيل للقرار الدولي، وقد استجابت معظم الدول ذات السفارات المتبقية في القدس لهذا الأمر، وقامت بنقل مراكز سفاراتها إلى تل أبيب، كما فعلت غيرها من الدول قبيل صدور القرار رقم 478، وكنتيجة لهذا الأمر، فرغت القدس من السفارات الأجنبية، لكن بعضًا منها اتخذ من إحدى ضواحيها، وهي «مڤاسرت صهيون»، مقرًا لها، كذلك استمرت 4 قنصليات موجودة بالمدينة. قرر الكونغرس الأمريكي نقل مقر السفارة الأمريكية من تل أبيب إلى القدس في سنة 1995، وذلك بعد إصدار «قانون السفارة في القدس» (بالإنگليزية: Jerusalem Embassy Act)، إلا أن بيل كلنتون، رئيس الولايات المتحدة آنذاك، استمر بتأجيل التوقيع على هذا القرار إلى أن انتهت ولايته، وعندها قال الرئيس الذي خلفه، وهو جورج بوش الابن، قال بأن قرارات الكونغرس المتعلقة بوضع القدس ليست إلزامية والهدف منها إبداء النصح والمشورة فقط، فلم يُقدم على توقيع القرار واستمرت السفارة الأمريكية موجودة في تل أبيب. قال أمين عام الأمم المتحدة، بان كي مون، في 28 أكتوبر سنة 2009، بأن القدس يجب أن تكون عاصمةً لكل من فلسطين وإسرائيل كي يتحقق السلام العادل والشامل.

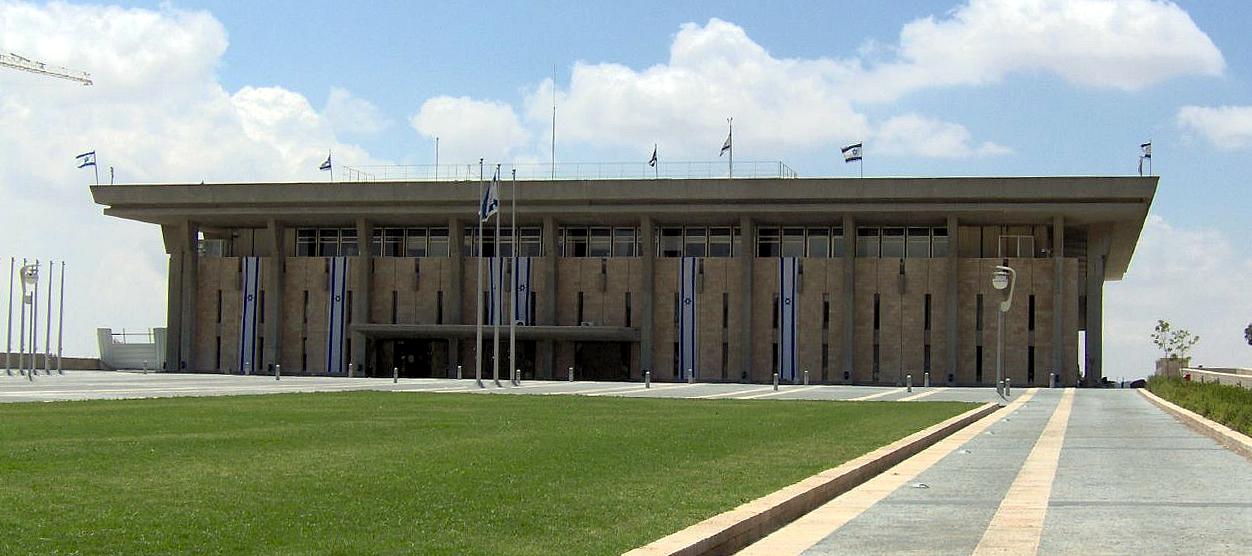
مبنى الكنيست، أو البرلمان الإسرائيلي، في القدس.

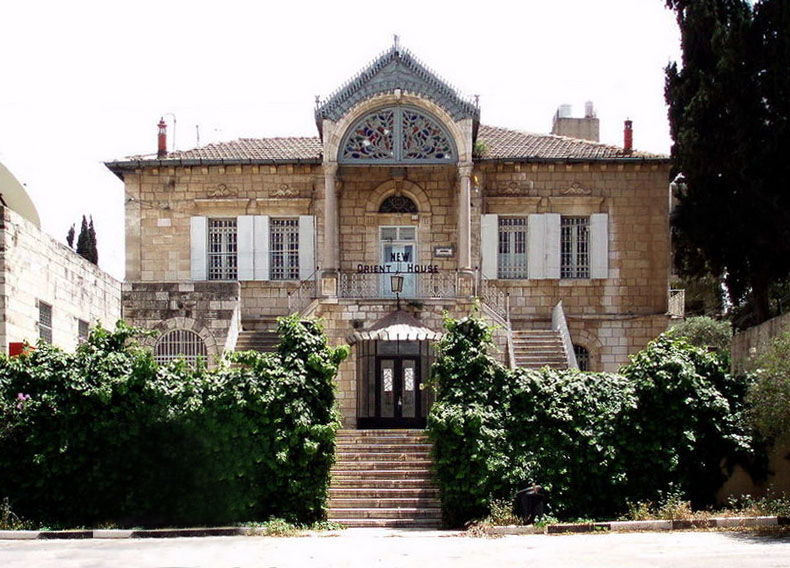
بيت الشرق، المقر السابق لمنظمة التحرير الفلسطينية في القدس.

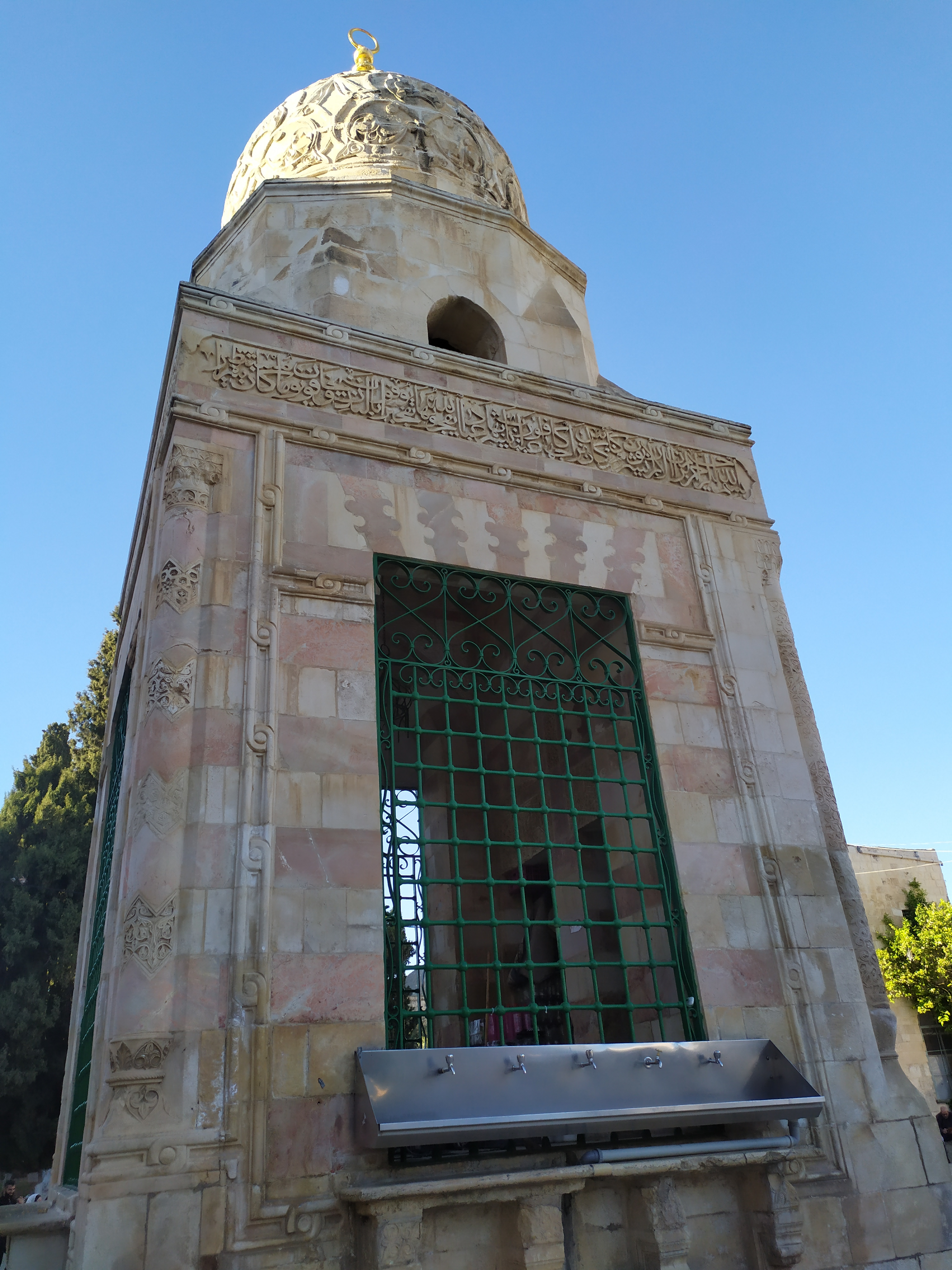
سبيل ماء قايتباي في المسجد الأقصى المبارك

تقع في القدس أبرز المؤسسات الحكومية الإسرائيلية، بما فيها البرلمان أو الكنيست، والمحكمة العليا، والمقر الرسمي لرئيس الجمهورية ورئيس الوزراء. وقبيل إعلان قيام «دولة» إسرائيل، كانت القدس عاصمةً إدارية للأراضي الشاميّة الخاضعة للانتداب البريطاني، أي تلك التي تشمل اليوم أراضي السلطة الفلسطينية وإسرائيل والأردن. كانت القدس الغربية عاصمةً لإسرائيل من سنة 1949 حتى سنة 1967، إلا أن دول العالم لم تعترف بهذا الأمر بما أن قرار الأمم المتحدة رقم 194 كان قد نصّ على تدويل المدينة. بعد أن خضعت المدينة بشطريها لإسرائيل بعد حرب سنة 1967، أعلنت حكومة ليڤي أشكول تطبيق القانون الإسرائيلي على القدس الشرقية وامتداد نطاق اختصاص القضاء الإسرائيلي إليها، لكنها وافقت على خضوع منطقة المسجد الأقصى وقبة الصخرة لوزارة الأوقاف الأردنية. أمرت السلطات الإسرائيلية بإقفال بيت الشرق، وهو مقرّ منظمة التحرير الفلسطينية، في سنة 1988 لأسباب أمنيّة، وفي سنة 1992 أعيد افتتاح البيت بصفته مضافة. نصّت اتفاقية أوسلو على أن الوضع النهائي للقدس يجب أن يتحدد عن طريق مفاوضات مع السلطة الفلسطينية، التي تعتبر القدس الشرقية عاصمة لدولة فلسطينية مستقبلية، وقد قال الرئيس الفلسطيني محمود عبّاس أن أية مفاوضات لا تتضمن الاعتراف بالقدس الشرقية عاصمة لفلسطين ستكون غير مقبولة. في السادس من ديسمبر 2017 قرر الرئيس الأمريكي دونالد ترامب الاعتراف بالقدس عاصمة لإسرائيل ونقل سفارة الولايات المتحدة إلى القدس.

## الأهمية الدينية
القدس مدينة ذات أهمية دينية كبرى عند أتباع الديانات الإبراهيمية الثلاث: اليهود والمسيحيون والمسلمون. أظهرت إحدى الإحصائيات من سنة 2000 أن القدس تحوي حاليًا 1204 كنسات، 158 كنيسة، و73 مسجدًا، والبعض من دور العبادة هذه يُعتبر من بين أكثر المواقع تقديسًا عند أتباع هذه الديانة أو تلك، إن لم يكن أقدسها في بعض الأحيان، لذا فقد كان انتهاك حُرمة إحدى هذه الدور من بين الأسباب التي أدّت دومًا إلى حصول نزاعات كبيرة في المدينة والمنطقة ككل.

### في الإسلام

مسلمون يقيمون الصلاة داخل المسجد الأقصى.

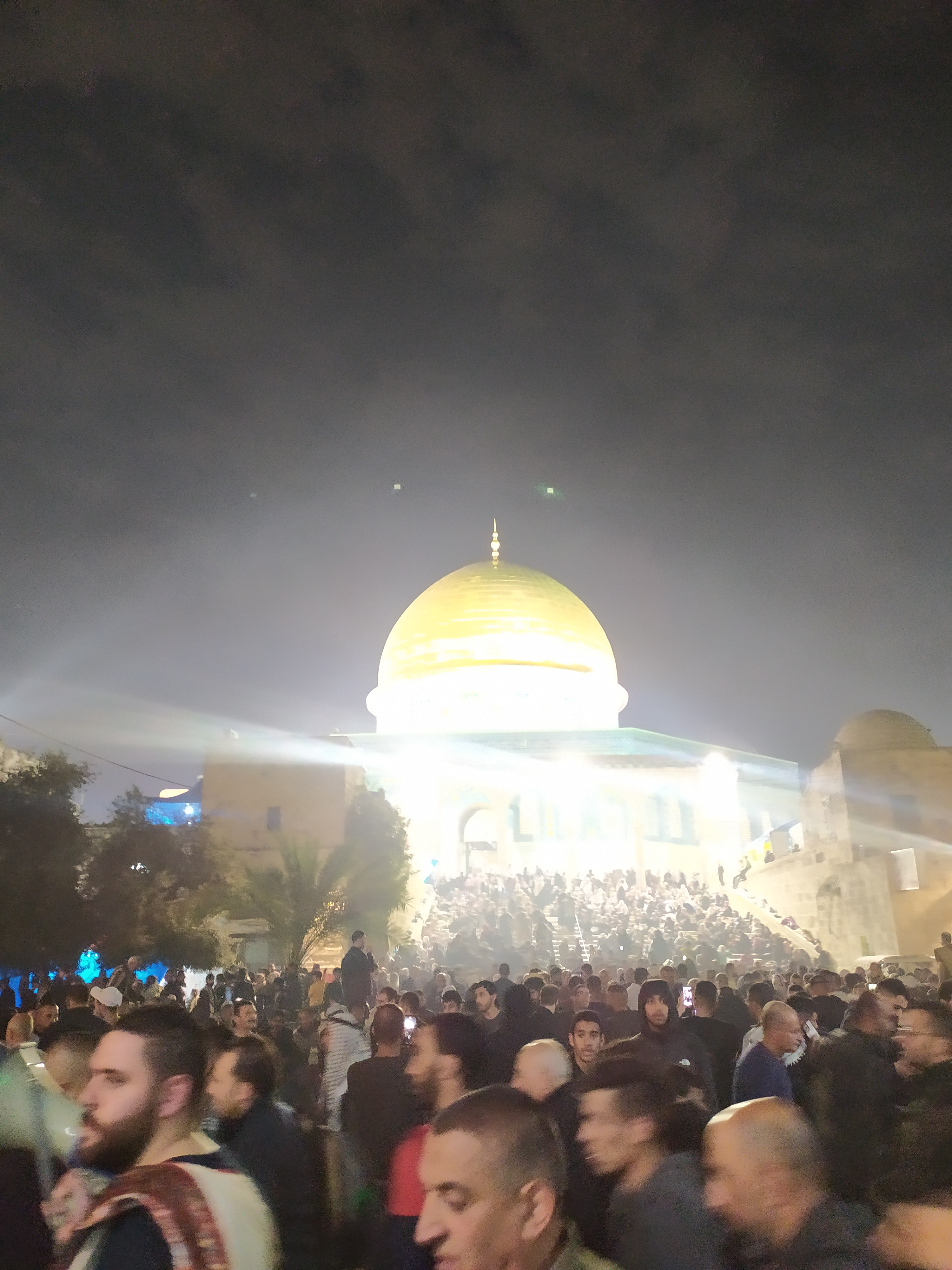
قبة الصخرة المشرفة ليلاً في شهر رمضان المبارك

القدس هي ثالث أقدس الأماكن عند المسلمين بعد مكة والمدينة المنورة، وكانت تمثّل قبلة الصلاة الإسلامية طيلة ما يُقارب من سنة، قبل أن تتحول القبلة إلى الكعبة في مكة. وقد أصبحت القدس مدينة ذات أهميّة دينية عند المسلمين بعد أن أسرى الملاك جبريل بالنبي محمد إليها، وفق المعتقد الإسلامي، قرابة سنة 620 حيث عرج من الصخرة المقدسة إلى السماوات العلى حيث قابل جميع الأنبياء والرسل الذين سبقوه وتلقّى من الله تعاليم الصلاة وكيفية أدائها. تنص سورة الإسراء أن محمدًا أُسري به من المسجد الحرام إلى «المسجد الأقصى»: ﴿سُبْحَانَ الَّذِي أَسْرَى بِعَبْدِهِ لَيْلاً مِّنَ الْمَسْجِدِ الْحَرَامِ إِلَى الْمَسْجِدِ الأَقْصَى الَّذِي بَارَكْنَا حَوْلَهُ لِنُرِيَهُ مِنْ آيَاتِنَا إِنَّهُ هُوَ السَّمِيعُ الْبَصِيرُ﴾؛ وقد أجمع المفسرون على أن المقصود بالمسجد الأقصى مدينة القدس ذاتها، وسُميت الأقصى لبعد المسافة بينها وبين المسجد الحرام، إذ لم يكن حين إذن فيها المسجد الأقصى الحالي. يقع اليوم معلمين إسلاميين في الموقع الذي عرج منه النبي محمد (صلى الله عليه وسلم) إلى السماء، وهما قبة الصخرة التي تحوي الصخرة المقدسة، والمسجد الأقصى الذي بُني خلال العهد الأموي. ومما يجعل من القدس مدينة مهمة في الإسلام أيضًا، أن عددًا كبيرًا من الأنبياء والصالحين الذين يتشارك المسلمون وأهل الكتاب عمومًا بالإيمان بهم، مع اختلاف النظرة إليهم، حيث يعتبر المسلمون واليهود أن عدد منهم أنبياء أو رسل بينما ينظر المسيحيون إليهم بصفتهم قديسين، قطنوا المدينة عبر التاريخ أو عبروها، ومنهم داود وسليمان وزكريا ويحيى والمسيح عيسى بن مريم، وكذلك لذكر المدينة في القرآن بأنها وما حولها أراض مباركة شكّلت قبلة للأنبياء ومهبطًا للملائكة والوحي وأن الناس يُحشرون فيها يوم القيامة.
أما عند الشيعة الإثنا عشرية فالمسجد الأقصى مكانه في السماء الرابعة وليس على الأرض فليس للمسجد الأقصى مكانة ذات أهمية لديهم، عن سلام الحناط، عن رجل، عن أبي عبد الله قال: سألته عن المساجد التي لها الفضل فقال: المسجد الحرام ومسجد الرسول، قلت: والمسجد الأقصى جعلت فداك؟ فقال: ذاك في السماء إليه أسري رسول الله صلى الله عليه وآله فقلت: إن الناس يقولون: إنه بيت المقدس؟ فقال: مسجد الكوفة أفضل منه.

### في المسيحية

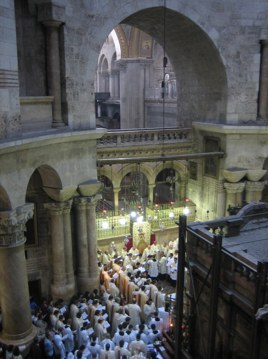
قدّاس احتفالي في كنيسة القيامة.

يجلّ المسيحيون القدس لأسباب مختلفة، منها تاريخها الذي ورد ذكره في العهد القديم، إضافة إلى لعبها دورًا محوريًا في حياة يسوع المسيح. ينص العهد الجديد أن يسوع أُحضر إلى المدينة بعد ولادته بفترة قصيرة، وتذكر التقاليد المسيحية أنه قام لاحقًا بتطهير معبد حيرود من الأصنام الرومانية التي وضعها الملك حيرود داخله، وأنه قلب موائد الصيارفة وكراسي باعة الحمام ولم يدع أحدًا يجتاز الهيكل بمتاع.
يؤمن البعض أن العليّة حيث تناول المسيح وتلاميذه العشاء الأخير، تقع على جبل صهيون في ذات المبنى حيث يقع ضريح الملك داود. ومن المواقع المسيحية المقدسة في المدينة أيضًا، التلّة المعروفة باسم «جلجثة»، وهي موقع صلب يسوع بحسب الإيمان المسيحي. يصف إنجيل يوحنا هذه التلّة بأنها تقع خارج القدس، إلا أن بعض الحفريات أظهرت مؤخرًا أنها تقع على بُعد مسافة قليلة من البلدة القديمة داخل حدود المدينة الحاليّة. أمّا أقدس الأماكن المسيحية في القدس فهي كنيسة القيامة، التي يحج إليها المسيحيون من مختلف أنحاء العالم منذ حوالي ألفيّ سنة، ويقول بعض الخبراء والمؤرخين أنها أكثر المواقع احتمالاً بأن تكون قد شُيدت على الجلجثة.

### في اليهودية

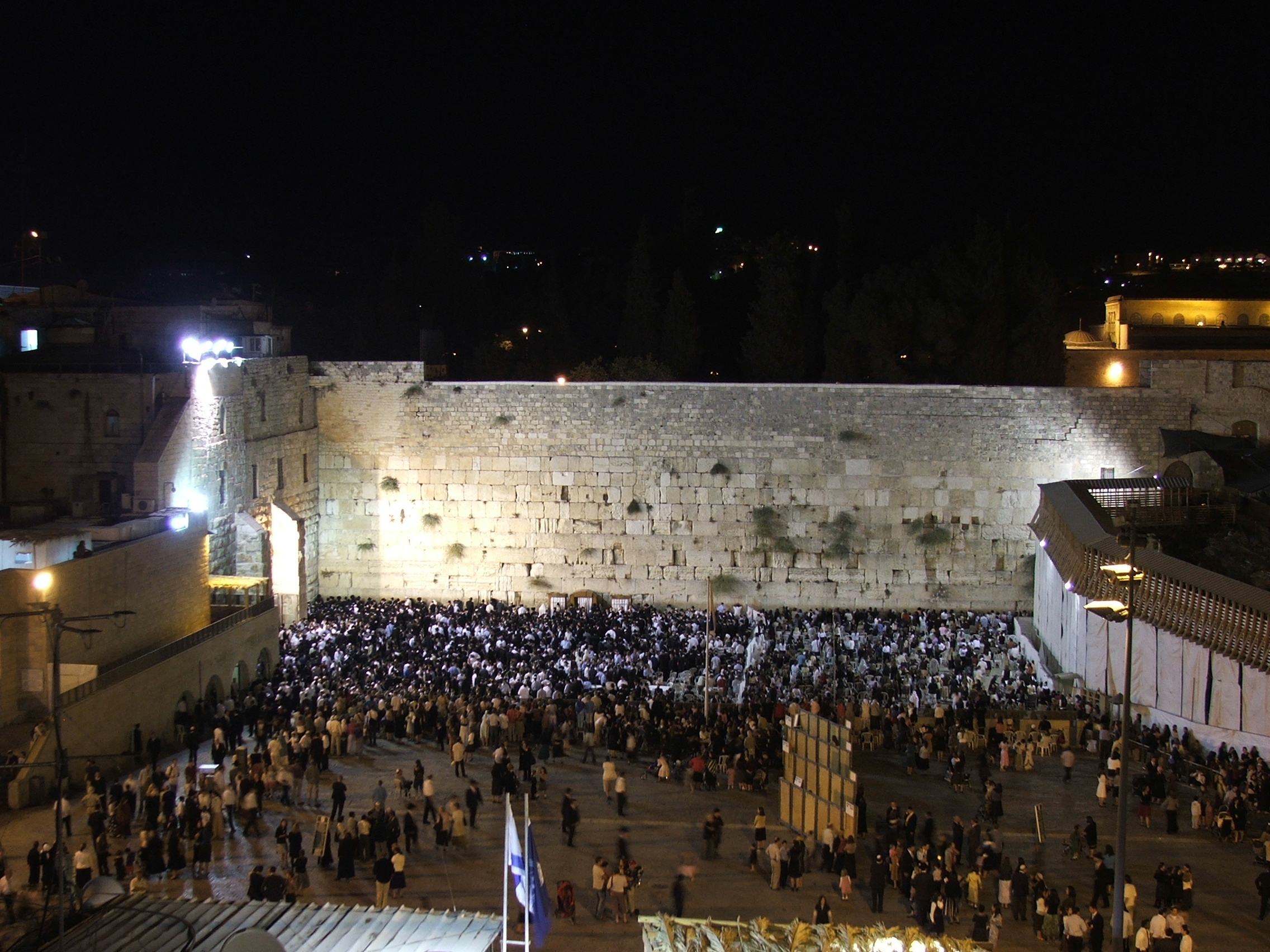
حشد من اليهود يتلون صلاتهم عند حائط البراق، أو حائط المبكى.

أصبحت المدينة مقدسة عند اليهود بعد أن فتحها النبي والملك داود وجعلها عاصمة مملكة إسرائيل الموحدة في القرن العاشر قبل الميلاد. وكانت القدس تحوي الهيكل الذي بناه سليمان بن داود، الذي يسميه اليهود «هيكل سليمان»، بالإضافة إلى هيكل أو معبد حيرود الذي شُيّد في وقت لاحق بعد أن هُدم الهيكل الأوّل. ورد ذكر هذا الهيكل 632 مرّة في الكتاب المقدس، وما زال اليهود اليوم يتعبدون عند حائط البراق أو حائط المبكى، الذي يؤمنون بأنه كل ما تبقى من المعبد القديم، ويُشكل هذا الحائط ثاني أقدس الأماكن في اليهودية بعد «قدس الأقداس».
تُبنى جميع الكنس في العالم ومحرابها يواجه القدس، أما محاريب كنس القدس فتواجه «قدس الأقداس». تنص التوراة الشفهية والشريعة اليهودية أن الصلاة يجب أن تتلى في اتجاه القدس وهيكل حيرود، والكثير من الأسر اليهودية تضع لويحة «مزراح [الإنجليزية]» على إحدى جدران منزلها لتحديد قبلة الصلاة. ذُكرت القدس في التناخ 669 مرّة، وذُكر اسم «صهيون» التي يقصد بها اليهود المدينة تارة وفلسطين ككل تارة أخرى، 154 مرّة.

## معالم المدينة
تعتبر البلدة القديمة بحد ذاتها إحدى المعالم التاريخية المقدسية. تبلغ مساحة القدس القديمة، ضمن الأسوار قرابة كيلومترًا مربعًا ويقع المسجد الأقصى في الناحية الشرقية من المدينة وأسوارها. وتقسم المدينة إلى حارات أو خطط، وفي هذه الأحياء أسواق محلية صغيرة استقلت عن الأسواق الرئيسة، وكانت الأحياء تضم مجموعات سكانية منسجمة في بيئتها الاجتماعية والدينية، وطرق المدينة القديمة متعرجة، غُطي بعضها بعقود، وقد تقوم منشآت أو امتدادات عالية للبيوت. ومن أهم هذه المنشآت المساجد والمآذن والمدارس، وإذا استثنيت قبة الصخرة والمسجد القبلي، فإن أكثر المساجد والمآذن في القدس تعود إلى العصر المملوكي، مثل المئذنة الفخرية عام 1278، ومئذنة باب الغوانمة من عام 1329، ومئذنة باب الأسباط عام 1367. ومن المساجد هناك مسجد القلعة الذي بُني عام 1310، والمسجد القيمري عام 1276 وجامع الخانقاة الصلاحية، وتعود مئذنته إلى عام 1395. ومن المساجد التي بنيت في العهد العثماني مسجد النبي داود الذي أنشأه السلطان سليمان القانوني وهو مجمع معماري، ولقد حوّلته إسرائيل إلى كنيس وأزيلت الكتابات القرآنية منه واستبدلت بكتابة عبرية، وجامع المولوية المُشيّد سنة 1587 والمسجد القيمري.
إن أكثر المباني الإسلامية في القدس هي المدارس التعليمية. حيث أن عدد المدارس والزوايا في القدس خلال القرن الحادي عشر الهجري كان 630 مدرسة، ومن أقدم المدارس المدرسة المنصورية التي أنشأها الملك المنصور قلاوون. وتمتاز عمارة المدارس بالفناء ذي البركة تشرف عليه الأواوين والغرف، أما الواجهة الجميلة التي تدخل منها إلى المدرسة من خلال دركاه، فهي من مميزات العمارة المملوكية، وإذا كانت المدارس المملوكية في القدس لم ترق إلى مستوى المدارس في القاهرة التي تميزت بالاتساع والفخامة كمدرسة السلطان حسن، فإنها مع ذلك تتمتع بالأناقة والبساطة والوحدة، ومن أهم المدارس المملوكية الباقية حتى اليوم: المدرسة السلامية (1300م)، المدرسة الجاولية (1320م)، المدرسة التنكزية (1329م)، المدرسة الأمينية (1330م)، المدرسة الملكية (1340م)، المدرسة الفارسية (1353م)، المدرسة الأرغونية (1356م)، المدرسة القشتمرية (1358م)، المدرسة المحدثية (1360م)، والمدرسة الطشتمرية (1384م). تشمل معالم القدس الحاليّة ما يلي:
| مصلى قبة الصخرة (جزء من المسجد الأقصى) مسجد قبة الصخرة، أو قبة الصخرة، هو أبرز معالم مدينة القدس، إذ تلفت قبته الذهبية نظر المرء حتى من على بعد ومن مواقع عديدة في المدينة. يقع هذا المسجد على الحرم القدسي الشريف، وتقع في داخله الصخرة المقدسة التي يؤمن المسلمون أن النبي محمد عرج منها إلى السماء. ابتدأ تشييد هذه القبّة في العصر الأموي خلال عهد الخليفة عبد الملك بن مروان، الذي رغب بأن يجعلها مكانًا "يأوي إليه المسلمين هربًا من البرد والقيظ"، ولتكون مزارًا للحجاج عوض أن تكون مسجدًا للصلاة. | مسجد قبة الصخرة           |
| المصلى القبلي (جزء من المسجد الأقصى) أحد أبرز وأهم معالم المدينة كونه يُمثل جزء من ثالث أقدس المساجد عند المسلمين. يقول بعض المؤرخين مثل مجير الدين العليمي وجلال الدين السيوطي ومحمد بن أحمد شمس الدين المقدسي، أن الخليفة الأموي عبد الملك بن مروان هو من شرع ببناء المسجد الأقصى سنة 690م. أصيب المسجد بأضرار عبر الزمن جرّاء بعض الزلازل والأعمال التخريبية، وأعيد إصلاحه وتأهيله مرارًا وتكرارًا. | المسجد الأقصى.            |
| كنيسة القيامة من المعالم البارزة ذات الأهمية الكبرى بالقدس. يؤمن العديد من المسيحيين أنها تقع على تلة الجلجثة حيث صُلب يسوع وفقًا للعهد الجديد، وأنها تحوي المكان الذي دُفن به يسوع وقام فيه من الموت، ولهذا السبب يحج المسيحيين حول العالم إلى هذه الكنيسة منذ حوالي القرن الرابع. تُشكل الكنيسة اليوم مقر بطريركية الروم الأرثوذكس المقدسيّة، وهي كنيسة مشتركة بين 3 طوائف: الرومان الكاثوليك، الروم الأرثوذكس، والأرمن الأرثوذكس؛ أما سائر الكنائس فهي تمتلك مذبحًا أو ركنًا من أركان الكنيسة ضمن الطائفة التي تنتمي إليها. وقع بين أبناء الطوائف الثلاث سالفة الذكر عدد كبير من العراكات والمشاكل حول من يحتفظ بمفاتيح الكنيسة ومن ثم وجد الحل بأن تقوم عائلة مقدسية مسلمة بهذه العملية وهو ما لا يزال يُطبق حتى اليوم منذ العهد العثماني. | كنيسة القيامة.            |
| حائط البراق يُعرف أيضًا باسم حائط المبكى، وهو يقع عند القاعدة الغربية للحرم القدسي الشريف، تؤمن اليهود بأنه كل ما تبقى من السور القديم الذي كان يُحيط بمعبد حيرود، لذا فهو يُمثل أحد أقدس الأماكن في الديانة اليهودية. يتلوا اليهود صلواتهم عند هذا الحائط منذ القرن الرابع كما تنص أقدم المصادر الموجودة، وقد حاول عدد من الأثرياء اليهود شراء هذا الموقع من الأوقاف الإسلامية خلال القرن التاسع عشر، لكن أحدًا منهم لم يفلح، ولم يسيطر اليهود فعليًا عليه حتى سنة 1967، عندما ضمّت إسرائيل القدس الشرقية. | حائط البراق               |
| برج القلعة يُعرف أيضًا باسم برج داود، وهو جزء من قلعة حصينة قديمة تقع بالقرب من باب الخليل ببلدة القدس القديمة. بُنيت هذه القلعة لتعزيز إحدى النقاط الضعيفة إستراتيجيًا بالقدس، وذلك حوالي القرن الثاني قبل الميلاد. دُمّرت هذه القلعة وأُعيد بناؤها على يد أمم وشعوب عديدة، مثل البيزنطيين والعرب والصليبيين والمماليك والعثمانيين. أًطلق على البرج بالقلعة تسمية برج داود بحكم العرف والعادة فقط، إذ أن هذا البرج يختلف عن برج قلعة النبي داود الذي دُمّر قبل تشييده بمئات السنين. | برج القلعة.               |
| باب العمود أو باب دمشق أهم بوابات بلدة القدس القديمة وأجملها على الإطلاق. شُيدت البوابة القائمة حاليًا في سنة 1542 على يد السلطان العثماني سليمان الأول "القانوني"، أما البوابة الأساسية فقد شُيدت خلال العهد الذي كان فيه معبد حيرود لا يزال قائمًا، ثم هُدمت وشيّد الرومان بوابة أخرى في عهد الإمبراطور هادريان خلال القرن الثاني، وكان هناك عمود ينتصب أمام واجهة الباب تخليدًا لذكرى الانتصارات العسكرية للجيش الروماني، ومن هنا جاء اسم هذه البوابة باللغة العربية. يُطلق الإسرائيليون تسمية "بوابة نابلس" على هذه البوابة في معظم وسائلهم الإعلامية المنشورة باللغة الإنگليزية. | باب العمود.               |
| طاحونة مونتيفيوري تُعرف أيضًا باسم طاحونة باب الخليل، شُيدت في حي "مشكنوت شعاننيم" اليهودي في سنة 1857 بهدف صناعة الطحين الدقيق، بعد أن تبرّع أحد المحسنين الإنگليز اليهود، واسمه "موسى مونتيفيوري"، بمبلغ من المال لبنائها في سبيل المساهمة بتحسين مستوى الصناعة والتعليم والعناية الصحية في الأراضي المقدسة. أصبحت الطاحونة اليوم متحفًا صغيرًا يُعرض فيه ما حققه موسى مونتيفيوري من إنجازات في حياته. | طاحونة مونتيفيوري.        |
| ضريح السيدة مريم هو ضريح يقع في وادي الجوز عند سفح جبل الزيتون بالقرب من كنيسة كل الأمم وبستان الجسمانية خارج القدس. تؤمن معظم الكنائس الشرقية أن هذا الضريح هو الذي دُفنت فيه مريم العذراء والدة يسوع المسيح، وذلك بعد أن قام أحد أعضاء رهبان الفرنسيسكان، واسمه "بلارامينو بگاتي"، بإجراء بعض التنقيبات في هذا الموقع إثر إصلاح الأضرار التي حصلت له جرّاء فيضان في سنة 1972، فعثر على مقبرة قديمة ترجع إلى القرن الأول الميلادي، قال السكّان المسيحيين أن الضريح الرئيسي فيها يعود لمريم العذراء. | ضريح السيدة مريم.         |
| مسجد عمر بن الخطاب يقع هذا المسجد في مواجهة الباحة الجنوبية لكنيسة القيامة بالقرب من البيمارستان القديم. بُني هذا المسجد في الموضع الذي صلّى فيه عمر بن الخطاب، خليفة المسلمين الثاني، عندما جاء القدس ليتسلم مفاتيحها من البطريرك صفرنيوس. يقول الأسقف الغالي "أركولف" أن مسجد عمر كان مبنًى خشبيًا مربع الشكل بُني على أنقاض بعض المباني والمنشآت، أما المسجد بشكله الحالي فقد شُيد بأمر من السلطان الأيوبي، الأفضل بن صلاح الدين في سنة 1193، وجدد بناءه السلطان العثماني عبد المجيد الأول في القرن التاسع عشر. | مسجد عمر بن الخطاب.       |
| كاتدرائية الثالوث الأقدس تُعرف أيضًا باسم الكاتدرائية المسكوبيّة، وهي تُشكل جزءًا من مجمّع كبير يقع في وسط القدس. تأسست هذه الكاتدرائية على يد مبشرين روس قدموا المدينة خلال القرن التاسع عشر، وشيدوها على أرض كانت تُشكل مضمارًا للفروسية، بعد أن حصلوا على إذن من الحكومة العثمانية. انتهى العمل على هذه الكاتدرائية في سنة 1863، لكنها لم تُكرّس رسميًا حتى سنة 1872. رُممت خلال الفترة الممتدة من عام 1895 حتى عام 1897، وعانت أضرار كبيرة جرّاء حرب سنة 1948، وهي تحت الولاية القضائية للبطريركية المسكوفيّة منذ عام 1948. | كاتدرائية الثالوث الأقدس. |
| باب الأسباط إحدى بوابات بلدة القدس القديمة. تقع في السور الشرقي للبلدة القديمة، وهي تُمثل بداية طريق الآلام التي سار عليها يسوع حتى صُلب وفق المعتقد المسيحي. من أبرز سمات البوّابة وجود 4 نقوش لنمور غالبًا ما يُخطئ الناس ويعتقدون أنها أسود، وقد نُقشت بأمر من السلطان سليمان القانوني كنصب يُخلّد ذكرى انتصار العثمانيين على المماليك في بلاد الشام. وهناك أسطورة محلية مفادها أن السلطان سليم الأول، سلف سليمان، كان قد هدد بتسوية المدينة بالأرض عندما وصلها، فهاجمته أسود دفاعًا عنها ولم تتركه إلا عندما تعهد بأن يحميها ويبني سورًا حولها. | باب الأسباط.              |
| كاتدرائية القديس جرجس هي كاتدرائية أنجليكانية تأسست في سنة 1899. تُشكل مقر أسقف القدس للكنيسة الأسقفية في القدس والشرق الأوسط. تقع كليّة القديس جرجس على أراضي الكاتدرائية، وهي تُقدّم تعليمًا لاهوتيًا للإكليروس والعلمانيين على حد سواء، حول العالم. | كاتدرائية القديس جرجس.    |
| كنيس القدس الكبير هو أكبر الكنس بالمدينة، ابتدأ التخطيط لبناؤه سنة 1923، عندما قرر كبار حاخامات فلسطين المنتدبة، وهما "إبراهيم كوك" و"يعقوب مئير"، بناء كنيس مركزيّ كبير في القدس، إلا أن الأمر لم يتم حتى سنة 1958، أي عندما ابتُكر منصب حاخام إسرائيل، حيث شُيد كنيس صغير في موقع الكنيس الحالي، ثم أخذ يتوسع شيئاً فشيئاً حتى جاء أحد المحسنين اليهود الإنگليز، واسمه إسحق ولفسون [الإنجليزية]، وتبرّع بمبلغ من المال لتوسيع المبنى وتكبيره، فأصبح ماهو عليه اليوم. | كنيس القدس الكبير.        |
| باب الساهرة إحدى بوابات بلدة القدس القديمة، وهي تُجاور حارة المسلمين وتبعد مسافة قصيرة عن باب العمود. تعتبر هذه البوابة إحدى أحدث بوابات البلدة القديمة، فقد كانت بوابة صغيرة نادرًا ما تُستخدم تقع مكانها حين شيّد السلطان سليمان القانوني السور الحالي، وفي سنة 1875 شُيدت البوابة الحالية لفتح المجال أمام السكّان المتزايدين في العدد للدخول والخروج من المدينة براحة أكبر. أطلق الصليبيون على البوابة تسمية "بوابة حيرود" وشيدوا في موقعها كنيسة اعتقادًا منهم أن قصر حيرود الثاني كان يقع في هذا المكان في زمن صلب يسوع. | باب الساهرة.              |
| كنيسة مريم المجدلية تقع هذه الكنيسة على جبل الزيتون بالقرب من بستان الجسمانية، وهي تتبع بطريركية موسكو للروس الأرثوذكس. سُميت الكنيسة تيمنًا بالقديسة مريم المجدلية، وهي إحدى أتباع يسوع المسيح. بُنيت الكنيسة في سنة 1886 بأمر من القيصر الروسي ألكسندر الثالث بمثابة صدقة على روح والدته ماريا ألكسندروڤانا. تأوي الكنيسة رفات قديسين أرثوذكسيين: الأرشيدوقة أليصابيت فيدوروڤانا والراهبة بربارة يعقوبليڤا، والأميرة أليس اليونانية. | كنيسة مريم المجدلية.      |
| طريق الآلام طريق الآلام هي الطريق التي سار عليها يسوع المسيح متجهًا إلى تلة الجلجثة حيث صُلب وفق المعتقد المسيحي. ترجمتها الكنسية هي "درب الصليب"، وهي تحوي 14 مرحلة حيث سقط المسيح وحيث التقى أمه وجرّد من ثيابه وحيث أعانه سمعان القيرواني في حمل الصليب وغير ذلك من المراحل. تقع الطريق في بلدة القدس القديمة، وهي إحدى الأماكن التي يحج إليها المسيحيين حول العالم ليسيروا على خطوات مؤسس هذه الديانة. شُيدت الطريق الحالية خلال القرن الثامن عشر، وقد تمّ تعليمها بعلامات في المواضع حيث وقع المسيح أثناء سيره من شدّة الإرهاق. | طريق الآلام.              |
| باب الخليل تُعرف هذه البوابة أيضًا باسم "باب محراب داود" أو "باب داود"، وهي إحدى بوابات بلدة القدس القديمة. تتخذ هذه البوابة شكل زاوية قائمة على سور البلدة القديمة، ويُعتقد أن بناءها على هذا الشكل جاء لأغراض دفاعية، أو لجعلها قريبة بما فيه الكفاية من شارع يافا، الذي كان الحجاج يصلون عبره إلى المدينة المقدسة. | باب الخليل.               |

## الثقافة

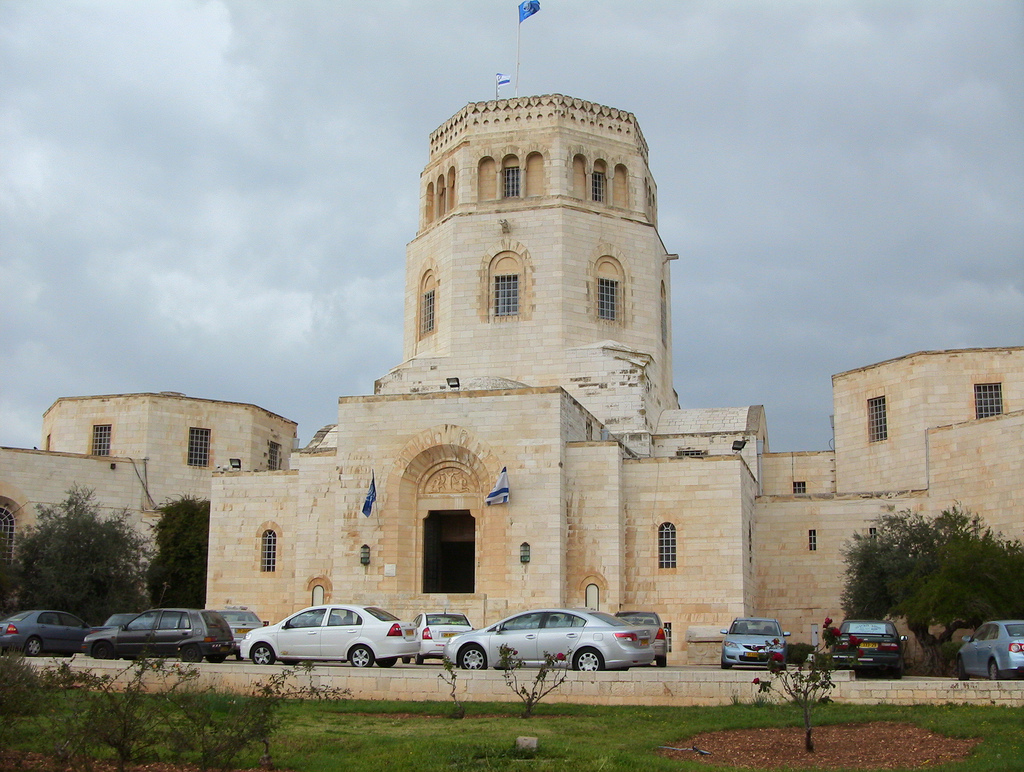
متحف روكفيلر أو "متحف فلسطين للآثار" قبل النكبة، بالقدس الشرقية. أول متحف للآثار بالشرق الأوسط، شُيد في فترة الانتداب البريطاني.

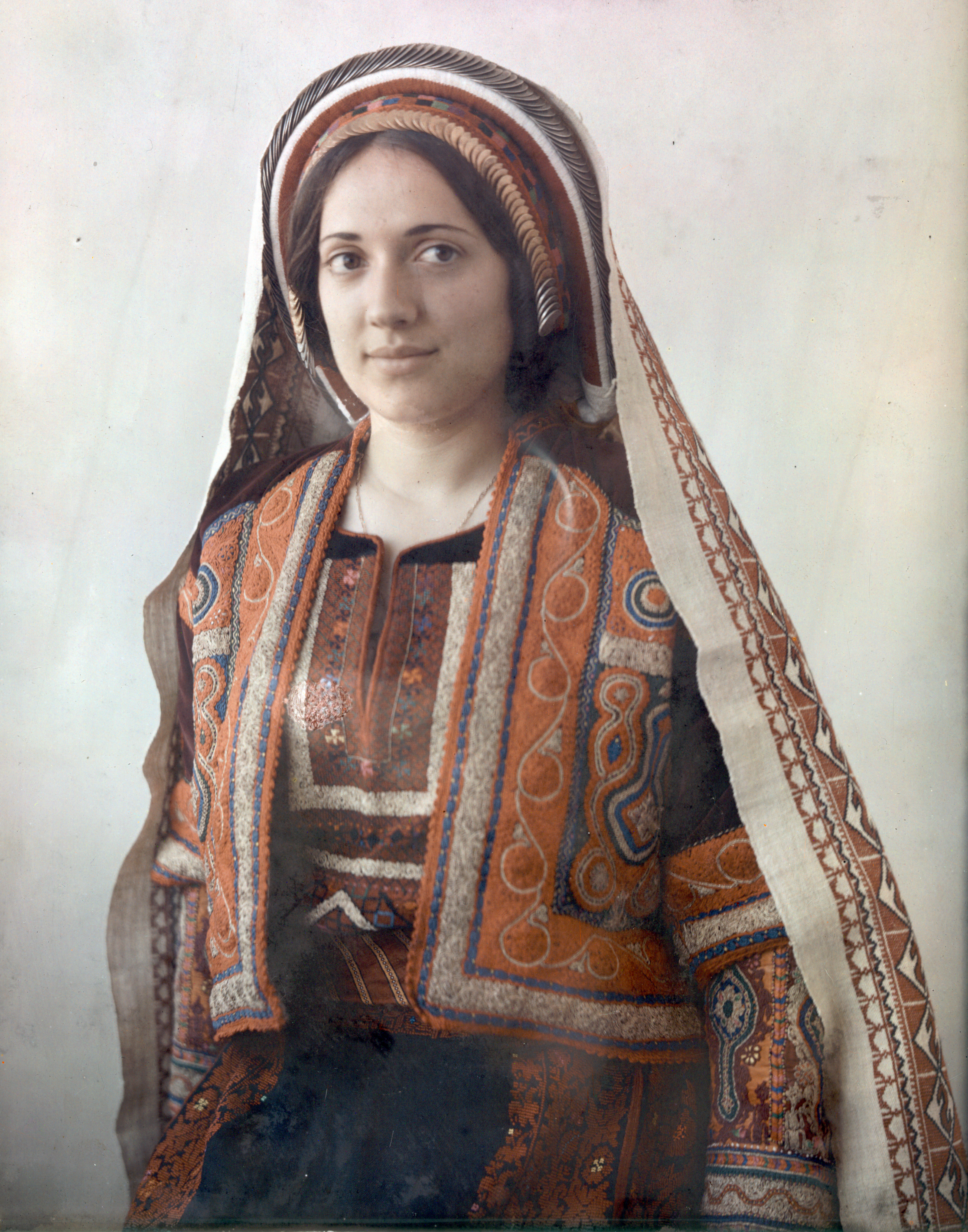
امرأة ترتدي الزيّ النسائي الفلسطيني التقليدي.

تُعتبر القدس مدينةً تنصهر فيها دينيًا الثقافة في بوتقة واحدة، نظرًا لأهميتها الدينية ولعب الدين دورًا مهمًا في حياة سكانها من العرب والإسرائيليين، كما أن ثقافة سكان منطقة القدس شكلت جزءًا كبيرًا من هويتهم منذ زمن بعيد، والتي كانت في الأغلب ثقافة تعبر عن الحضر الفلسطيني، وهذا يظهر بشكل واضح في اللكنة أو اللهجة التي تميز سكان هذه المنطقة عن معظم اللهجات الفلسطينية بقلب القاف إلى ألف، كذلك هو الحال بالنسبة للزي التقليدي الذي تميّز في منطقة القدس ووسط الضفة الغربية عن غيره من الأزياء الفلسطينية الأخرى، حيث أن لمدينة القدس ثوبها الخاص، الذي يمتاز بأنه أكثر الأثواب الفلسطينية جمعًا لآثار كل العصور التي مرت على المدينة، فعلى الصدر توجد قبة ملكات الكنعانيون وعلى الجوانب تظهر طريقة التصليب منذ أيام الحكم الصليبي، كما ويظهر الهلال والآيات القرآنية كدليل على عودة القدس للحكم الإسلامي العربي. وبشكل عام فإن آثار النكبة تظهر علي الثوب الفلسطيني، إذ يظهر الحزن والحنين من خلال الألوان، من خلال اختفاء الألوان الزاهية مشيرة إلى أن ظهور تطريز الماكينة دليل على عدم اهتمام المرأة بالتطريز وعلى الوضع الاقتصادي السيئ.
يُعتبر المتحف الإسرائيلي أحد أهم المواقع الثقافية بالمدينة، حيث يستقبل نحو مليون زائر سنويًا، يُشكل السيّاح ثلثهم. تصل مساحة مجمّع المتحف إلى 20 دونم (81,000 م2) وهو يضم عدد من المباني ذات المعارض المختلفة، حيث تُعرض أعمال فنيّة إسرائيلية وأوروبية، إضافة للعديد من المكتشفات الأثرية والمخطوطات اليهودية القديمة. وفي المتحف معلمٌ بارز هو صحن مائي يُعرف بصحن الكتاب، وهو يحوي مخطوطات البحر الميت التي اكتُشفت في أواسط القرن العشرين في كهوف خربة قمران بالقرب من البحر سالف الذكر. خُصصت إحدى أجنحة المتحف لتلقين الأطفال دروس في الرسم النحت، ويزور هذا الجناح قرابة 100,000 طفل في السنة، ولهذا المتحف حديقة خارجية مخصصة لعرض أعمال النحت، ومن أبرز المنحوتات فيها المنحوتة المصغرة لمعبد حيرود. ومن المتاحف الأخرى ذات الأهمية، متحف روكفلر في القدس الشرقية أو «متحف فلسطين للآثار» سابقا، الذي بُني أيام الانتداب البريطاني في سنة 1938، وهو يُعد أوّل متحف للآثار شُيّد في الشرق الأوسط. والذي تتخذه اليوم سلطة الآثار الإسرائيلية مقرا لها.

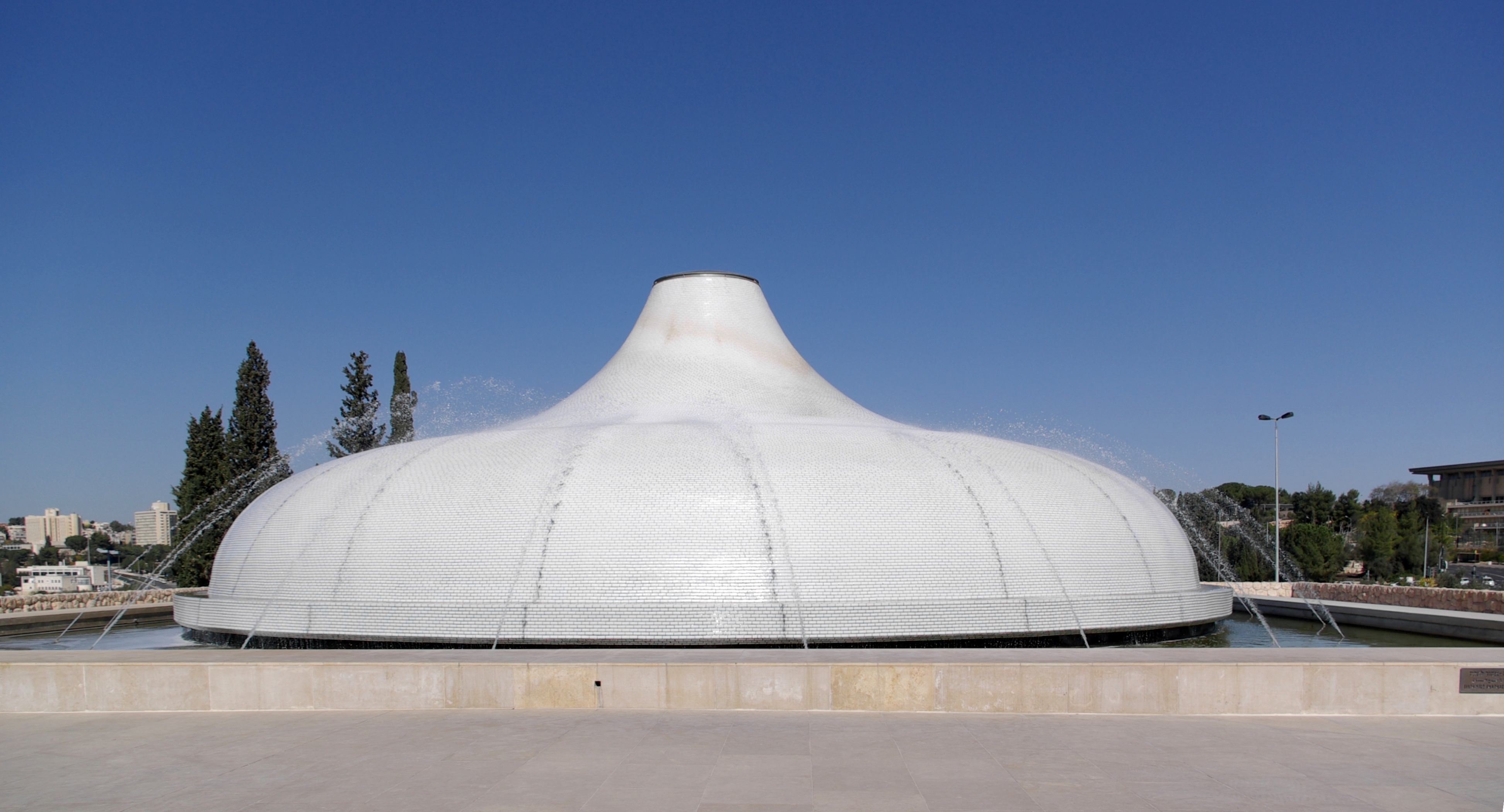
صحن الكتاب الذي يحوي مخطوطات البحر الميت، المتحف الإسرائيلي.

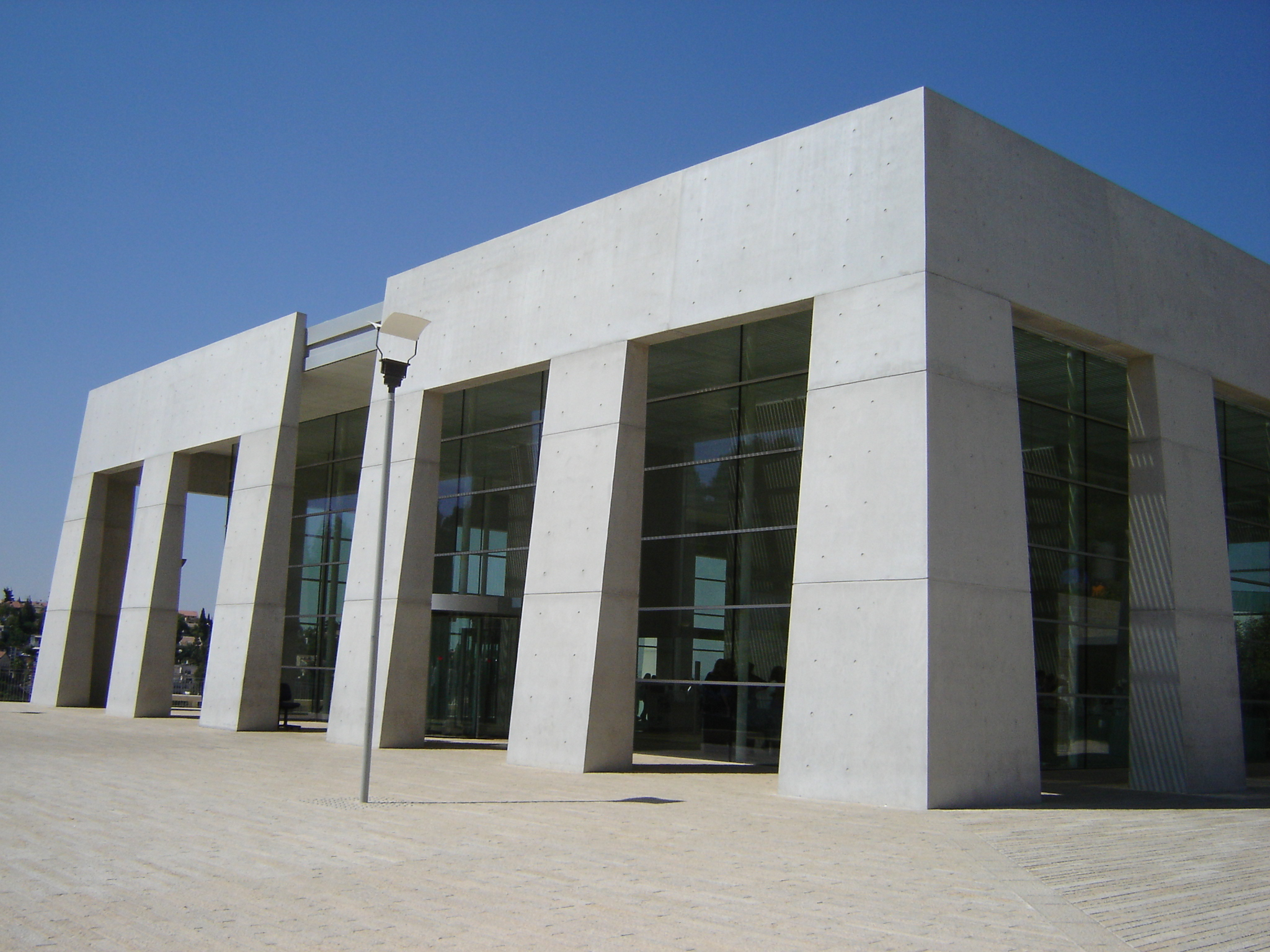
إحدى مباني مجمّع ياد ڤاشيم.

تأوي القدس النصب التذكاري المعروف باسم نصب «ياد ڤاشيم» (بالعبرية: יד ושם)، المخصص لإحياء ذكرى اليهود الذين قضوا في المحرقة النازية، وهذا النصب مجمّع ذو أجنحة عديدة تُشكل أكبر أرشيف عالميّ لكل ما يتعلق بالمحرقة سالفة الذكر. من أبرز أجنحة المجمّع متحفًا فريدًا يعرض مواضيعًا مختلفة تتعلق بالإبادة الجماعية لليهود ويُركز على الروايات والقصص المتعلقة ببعض الأفراد والعائلات الذين قُتلوا آنذاك، كما يعرض مجموعة فنيّة من أعمال بعض الفنانين الذين قضوا نحبهم في المحرقة. يُحيي هذا النصب أيضًا ذكرى الأطفال اليهود الذين قتلهم النازيون بالإضافة إلى «الشرفاء من بين الأمم»، ويُقصد بهم الأشخاص غير اليهود الذين خاطروا بحياتهم خلال الحرب العالمية الثانية لإنقاذ أطفال اليهود من الإعدام. كذلك هناك جناحٌ يُطلق عليه تسمية «الجناح الموصول»، وهو يعرض أعمال فنيّة تمثل العيش المشترك بين الإسرائيليين والفلسطينيين، وهو يقع على الطريق الفاصلة بين القدس الشرقية والغربية.

مسرح القدس أثناء الليل.

تتخذ عدّة مراق وفرق فنيّة من القدس مقرًا لها، ومن هذه الأوركسترا السمفونية المقدسيّة التي تأسست في عقد الأربعينات من القرن العشرين، بالإضافة إلى الأوركسترا الإسرائيلية التي تؤدي أعمالها الفنية في مركز المؤتمرات الدولية (بالعبرية: מרכז הקונגרסים הבינלאומי) الذي يقع بالقرب من مدخل القدس الغربيّة، وأيضًا المركز الموسيقي في القدس، الواقع حي «يمين موشيه»، وغيرها. استضافت القدس «المهرجان الإسرائيلي» طيلة 25 عامًا، وهذا المهرجان يُقام سنويًا منذ سنة 1961 وتؤدى فيه عدّة أعمال مسرحية خارجية وداخلية بالإضافة لحفلات موسيقية لمغنين محليين وعالميين. يستضيف مسرح القدس في حارة الطالبية ما يزيد عن 150 حفلاً موسيقيًا في السنة، إلى جانب عروض مسرحية وراقصة لفنانين عالميين. وهناك أيضًا «مسرح خان» الذي يقع في الكاروانسرا مقابل محطة القطارات القديمة، وهو مسرح الذخائر الوحيد بالمدينة. ومن البرامج الثقافية الخاصة بالقدس، مهرجان القدس السينمائي، الذي تُعرض فيه أعمال سينمائية إسرائيلية وعالمية.

شعار القدس عاصمة الثقافة العربية لسنة 2009.

تؤوي القدس بعض معارض اللوحات مثل «بيت تيخو»، في وسط المدينة، وهو منزل قديم تحوّل إلى متحف حاليًا، تُعرض فيه لوحات الفنانة «حنّة تيخو» المعروفة برسمها لتلال القدس، والمجموعات العبرانية لزوجها الذي كان يعمل كحالاً، وافتتح أول عيادة لطب العيون في القدس سنة 1912. كذلك هناك معرض الحوش، وهو معرض فني فلسطيني تأسس في سنة 2004 تُعرض فيه عدّة أعمال فنيّة لفنانين فلسطينيين.

المتحف الإسلامي في القدس على متن الحرم القدسي الشريف.

أعلنت القدس عاصمةً للثقافة العربية في سنة 2009. تُشكل المدينة مقرًا للمسرح الوطني الفلسطيني، الذي يعمل على الحفاظ على الثقافة والهويّة العربية والفلسطينية للقدس، بالإضافة لإجراء عدّة نشاطات تهدف إلى إحياء اهتمام الفلسطينيين بالفن. يرعى معهد إدوارد سعيد الوطني للموسيقى الأوركسترا الشبابية الفلسطينية، التي قامت بجولة فنيّة شملت دول الخليج العربي وغيرها من دول الشرق الأوسط في سنة 2009. يقع المتحف الإسلامي في القدس على متن الحرم القدسي الشريف، وقد تأسس هذا المتحف في سنة 1923، وهو يضم كثيرًا من القطع الأثرية الإسلامية، التي تتراوح من أدوات الكحل صغيرة الحجم والمخطوطات النادرة، إلى العواميد الرخامية الضخمة. حظرت إسرائيل احتفالات إعلان القدس عاصمةً للثقافة العربية بحجة أنها كانت برعاية السلطة الوطنية الفلسطينية، وأقيم احتفال في بلدة بيت عنان عوضًا عن ذلك، وعلى مدى 4 أيام، وحضره ما يزيد عن 15,000 شخص.
هناك عدد من المؤسسات والمنظمات اللاربحيّة في القدس، التي تسعى للتقريب بين السكان من العرب والإسرائيليين، ومن شاكلة هذه المنظمات: «الصندوق الإبراهيمي» و«مركز التبادل الثقافي المقدسي»، الذان يُشجعان على القيام بمشاريع ثقافية مشتركة بين الإسرائيليين والفلسطينيين، كذلك «مركز القدس للموسيقى والرقص الشرقي» الذي يُخصص حلقات عمل للإسرائيليين والعرب على حد سواء، ويهدف إلى تعزيز لغة الحوار والتواصل بين الطرفين عن طريق تشجيعهم على القيام بأعمال فنيّة مشتركة، أيضًا هناك الأوركسترا اليهودية العربية الشبابيّة، التي تؤدي عروض موسيقية تقليدية أوروبية وشرق أوسطيّة. قام الفنان البولندي «تشيسلاو دزاڤيگاي» بصنع منحوتة تمثّل التعايش السلمي الذي يُطمح إليه بين الفلسطينيين والإسرائيليين، وأطلق عليه «نصب التسامح» ونُصب في سنة 2008 على تلة فاصلة بين مستوطنة تلبيوت الشرقية وجبل المكبر، كعلامة على نضال المقدسيين في سبيل الحصول على السلام.

## الاقتصاد

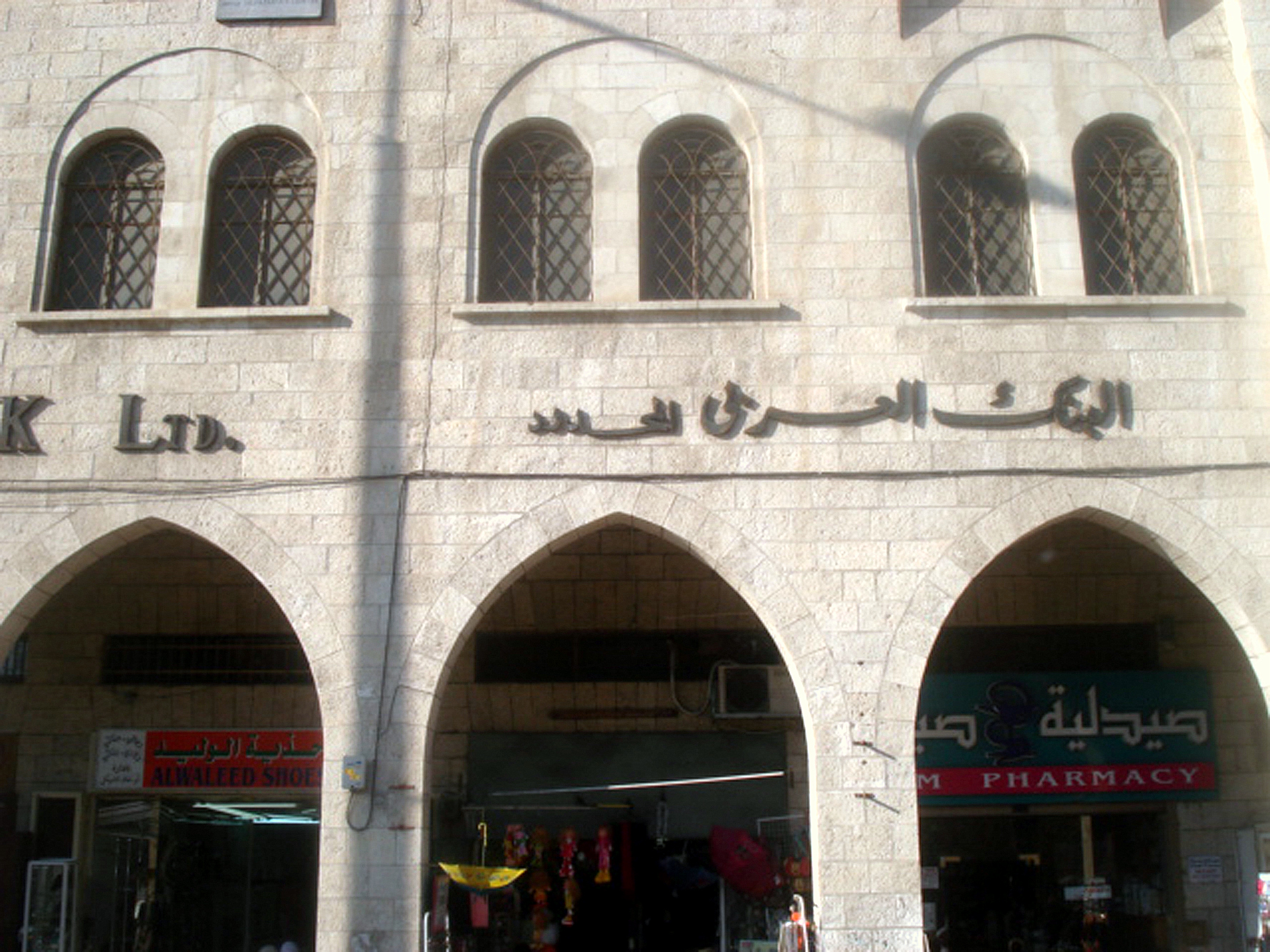
البنك العربي في القدس.

كان الحج إلى القدس يُشكل أبرز مواردها المالية عبر التاريخ، بما أنها مدينة داخلية تقع بعيدًا عن المرافئ الهامّة مثل يافا وغزة. لا تزال المعالم الدينية في القدس هي ما يستقطب الزوّار الأجانب بشكل رئيسي، حيث أن معظمهم يأتي ليزور حائط البراق وكنيسة القيامة والمسجد الأقصى، وغيرها من الأماكن في البلدة القديمة، إلا أنه أصبح من الجليّ خلال نصف القرن الفائت أن المدينة لا يمكنها أن تعتمد على هذه الزيارات وحدها لتؤمن مدخولاً كافيًا يفي بجميع الحاجات الحياتية للسكان.
تُظهر عدّة إحصائيات أن اقتصاد المدينة في نمو مطّرد، إلا أنه من الملاحظ بأن القدس الشرقية لا تزال أقل نموًا من الغربية، لكن على الرغم من ذلك فإن نسبة الأسر العربية التي يعمل عدد من أفرادها أعلى من تلك الخاصة بالأسر اليهودية، حيث تصل الأولى إلى 76.1% والثانية إلى 66.8%. يصل معدّل البطالة في القدس إلى 8.3%، وهو بهذا أقل من المعدّل الوطني الإسرائيلي الذي يصل إلى 9.0%، على الرغم من أن نسبة القوّة العاملة بالمدينة أقل من تلك الخاصة بمدن أخرى مثل تل أبيب (58.0%) وحيفا (52.4%). أظهرت دراسات أخرى أن نسبة الفقر بالقدس ارتفعت بشكل ملحوظ خلال الفترة الممتدة من سنة 2001 حتى سنة 2007، حيث ازدادت نسبة السكان الذين يعيشون تحت خط الفقر بحوالي 40%. وصل معدّل المدخول الشهري للعامل في القدس خلال سنة 2006 إلى 5,940 شيكل جديد (1,410 دولار أمريكي)، أي أقل بحوالي 1,350 شيكل من العامل في تل أبيب.

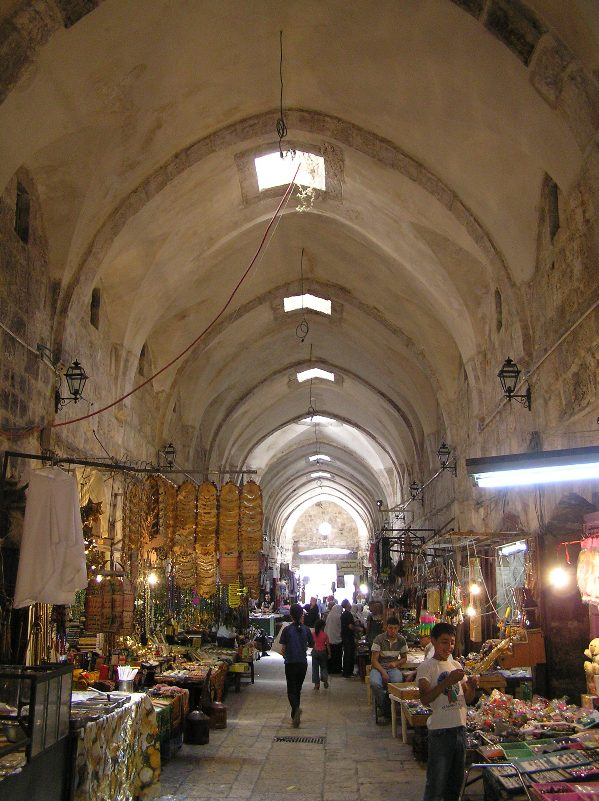
سوق القطّانين بالقدس الشرقية.

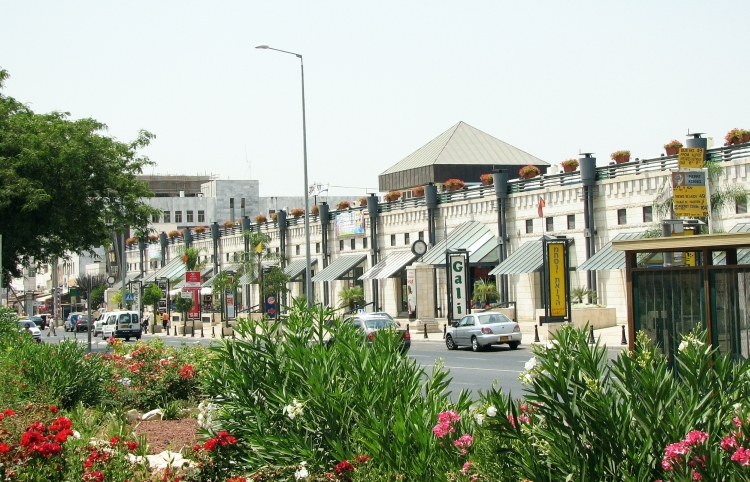
مركز تسوّق "حضر" في تلبيوت.

أصدرت السلطات البريطانية قانونًا أيام الانتداب ينص على عدم جواز تشييد المباني إلا باستخدام الحجر المقدسي، وذلك في سبيل الحفاظ على الهويّة التاريخية وجماليّة هذه المدينة الفريدة، وما زال هذا القانون ساري المفعول حتى الوقت الحالي، وهناك جهود لتكملته عن طريق عدم التشجيع على بناء المصانع داخل القدس؛ وقد خصصت السلطات الإسرائيلية 2.2% فقط من مساحة المدينة لتشييد المصانع، وبالمقابل يُلاحظ أن نسبة الأراضي المخصصة للبنى التحتية في تل أبيب تفوق تلك الخاصة بالقدس بحوالي الضعف، بينما تفوق نسبة تلك الأراضي في حيفا نسبة أراضي القدس بحوالي سبعة مرّات. يعمل ما نسبته 8.5% من إجمالي القوة العاملة الخاصة بمحافظة القدس في قطاع الصناعة، وهذا يُشكل نصف المعدل الوطني في إسرائيل (15.8%)، بالمقابل تفوق نسبة المقدسيين العاملين في قطاعات أخرى باقي المعدلات الوطنية. قامت بضعة شركات التقنية العالية بفتح فروع لها أو نقل مراكزها حتى من تل أبيب إلى القدس، وقد أدّى مثل هذا الأمر إلى توفير 12,000 فرصة عمل جديدة في سنة 2006. من المراكز الاقتصادية المهمة في القدس ما يُعرف باسم «مجمّع الصناعات العلمية الغنيّة»، وهو مجمّع يقع في شمال المدينة ويُشكل مقرًا لبعض أهم الشركات مثل: إنتل، شركة تيڤا لصناعة الأدوية، أتوترونكس عوفير، وشركة ECI للاتصالات. يُخطط بعض المسؤولين لتوسعة هذا المجمّع حتى يُغطي مساحة 530,000 متر مربّع (130 فدّان)، ويتسع لمزيد من الشركات بالإضافة لمحطة إطفاء ومدرسة.
لعبت الحكومة الإسرائيلية دورًا كبيرًا في تنمية اقتصاد القدس منذ تأسيس «دولة» إسرائيل، فهناك عدد كبير من الوظائف الحكومية الشاغرة بالمدينة، كونها مقر للحكومة، والأخيرة تقدم دعمًا وحوافز متعددة للشركات والمؤسسات الوليدة، كي تستمر متمركزة بالقدس. أفادت مجلة «السياحة والترفيه» (بالإنجليزية: Travel + Leisure) الأمريكية أن القدس هي أفضل مدن أفريقيا والشرق الأوسط للسياحة الترفيهية في سنة 2010.
يقول الخبراء أن اقتصاد القدس الشرقية لا يزال يُعاني من مشاكل وعوائق مختلفة لأسباب عديدة، منها جدار الفصل العازل الذي شيدته إسرائيل في عمق الضفة الغربية وفي محيط مدينة القدس، الأمر الذي يؤدي إلى إخراج مدينة القدس من ارتباطها ببقية الأراضي الفلسطينية في الضفة الغربية، والذي يجعلها مفتوحة فقط نحو إسرائيل، بالإضافة لإقامة الحواجز العسكرية وإعاقة دخول سكان القرى المجاورة للقدس، وباقي سكان المدن الفلسطينية مع ارتفاع تكلفة نقل البضائع نتيجة الحواجز والإغلاق. وحسب تقديرات الغرفة التجارية في آخر دراسة أعدتها في شهر يوليو من سنة 2006 فإنّ مدينة القدس كانت بحاجة إلى استثمارات فورية تقارب المئة وخمسون مليون دولار كنقطة بداية كاستثمارات فورية خلال الأعوام الثلاثة القادمة، وتشمل هذه الاستثمارات مجالات الإسكان السياحة وترميم البلدة القديمة، وتطوير الصناعات الحرفية في المدينة.

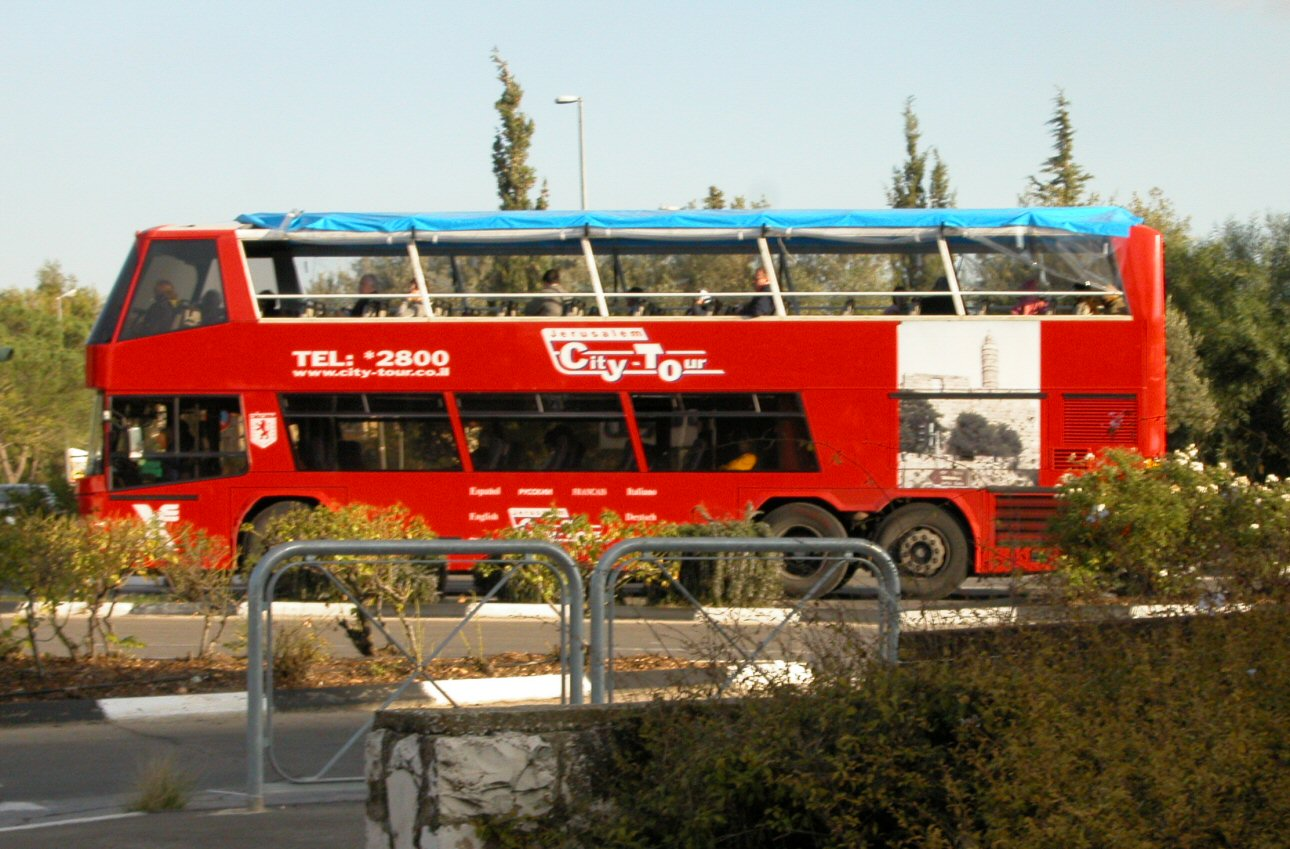
حافلة سياحية ذات طابقين في القدس.

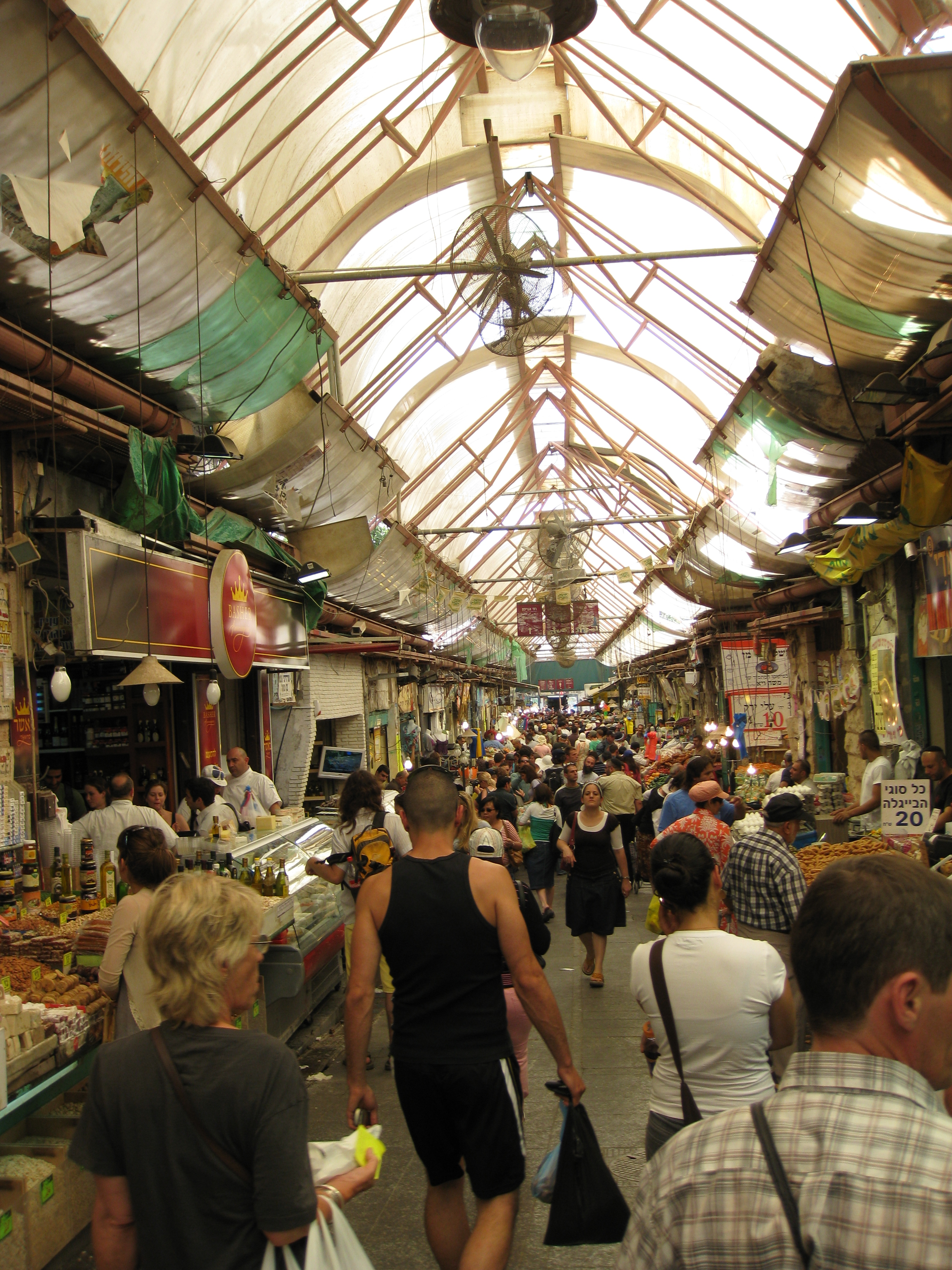
سوق "محاني يهودا".

ومن الصعوبات التي تواجه هذا الشطر من المدينة وتعيق نموّه بشكل مطّرد التشدد في فرض الضرائب وجبايتها وتطبيق باقي القوانين الاقتصادية والاجتماعية على العرب الفلسطينيين في القدس. كذلك يقول الخبراء الفلسطينيون أن هنالك تشدّد في منع دخول المنتجات الفلسطينية إلى أسواق القدس، خصوصاً المنتجات الغذائية كالألبان البيض وهي منتجات أقلّ سعراً من المنتجات الإسرائيلية المماثلة.
وقد أدّت القيود والإجراءات الإسرائيلية إلى تراجع الأداء الاقتصادي للقدس الشرقية في مختلف القطاعات، فقد اضطر عدد من المصانع إلى تقليص إنتاجها أو إغلاق مصانعها بسبب انخفاض الطلب على المنتجات المحلية غير الغذائية منها إلى الثلث وضعف إمكانية المنتج المحلي على المنافسة نتيجة لارتفاع تكاليف التوزيع بسبب الإغلاق، كذلك ظهر أنه في شهر أكتوبر من سنة 2000 انقطع التدفّق السياحي إلى الشطر الشرقي، وألغيت جميع الحجوزات حتى نهاية سنة 2001، فكان من نتيجة ذلك أن أغلقت بضعة فنادق أبوابها وسرّحت موظفيها.

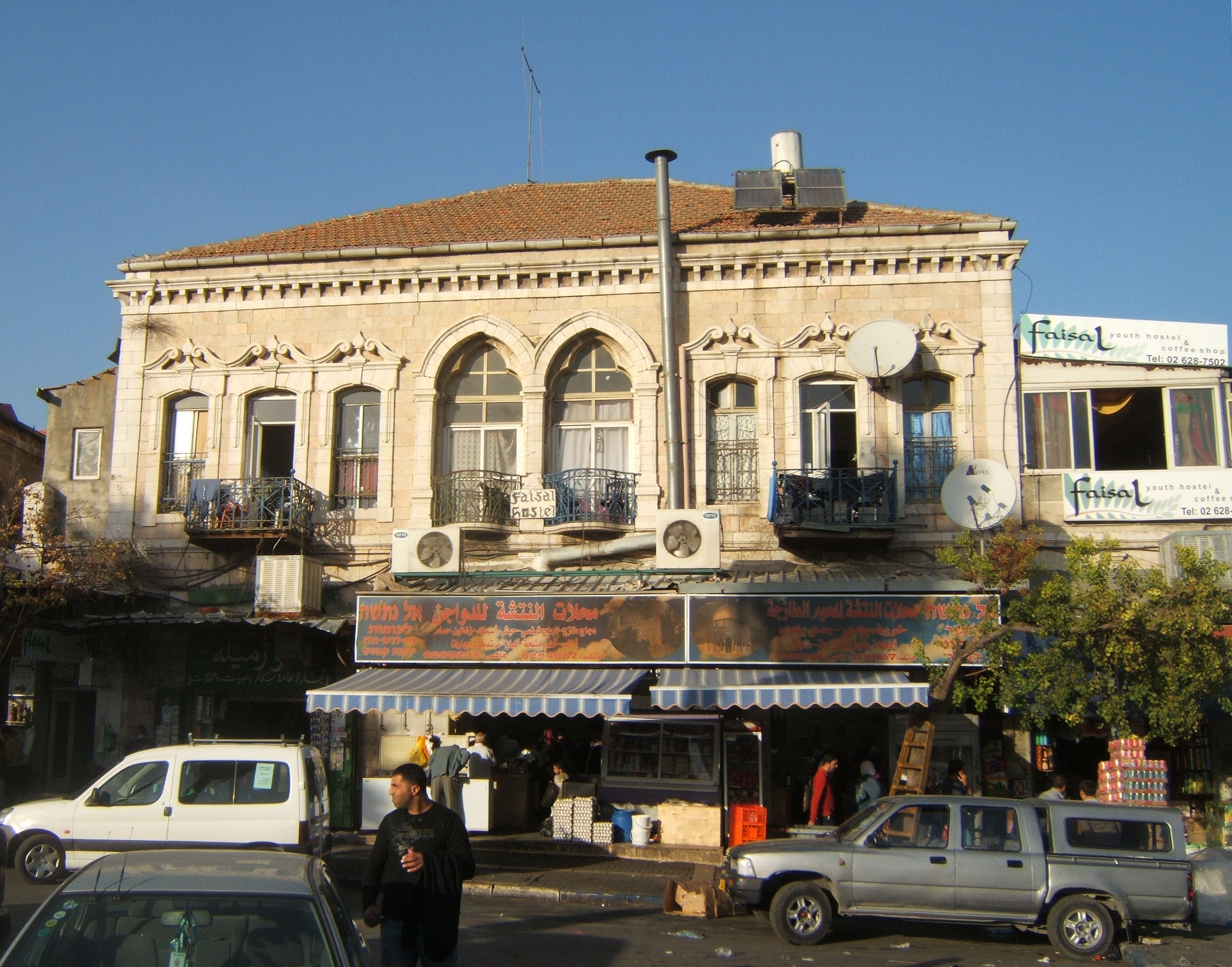
شارع الأنبياء، أحد أبرز الشوارع المستقطبة للسيّاح في المدينة.

يقول مدير الغرفة التجارية في القدس الشرقية، عزّام أبو السعود، أنّ موضوع الاستثمار، وبوجه الخصوص الاستثمار طويل المدى، أو الذي يستغرق إقامة منشآته عدة سنوات، والبحث عن مستثمرين، هو العنصر الذي يجب التركيز عليه في سبيل النهوض باقتصاد القدس الشرقية، ودعا إلى إنشاء صندوق ضمان الاستثمار، الذي يضمن للمستثمر الخائف عائدًا مناسبًا لأمواله، وضمانات أن لا يؤثّر الوضع الأمني السياسي على مشروعه، وضمان عائد مجدي لاستثماره، كذلك دعا إلى عدم إغفال موضوع التدريب واقتباس النموذج الألماني في التدريب الحرفي، كونه النموذج الذي قاد الألمان لإعادة بناء اقتصادهم الذي دمرته الحرب العالمية الثانية. وقال أنه يجب أن يتم إحياء مشروع سوق القطّانين بالبلدة القديمة، وكذلك الحمامات المملوكية أو التركية بعد ترميمها. هذا بالإضافة إلى تحويل جزء من الاستثمار إلى قطاع الإسكان والإنشاءات لتوفير المنازل الكافية لبقاء أكبر عدد من سكان القدس. والاهتمام الأكبر بترميم منازل البلدة القديمة، وأنْ يشمل المنازل القديمة خارج السور وذلك لتوفير نوعية حياة أفضل للسكان. وفي سنة 2010، أعلن المهندس مازن سنقرط رئيس مجموعة سنقرط الاستثمارية عن تأسيس شركة قابضة في القدس تحمل اسم«القدس القابضة» برأسمال 20 مليون دولار بهدف الاستثمار في عدد من القطاعات الاقتصادية والتعليمية في القدس الشرقية.

## المواصلات

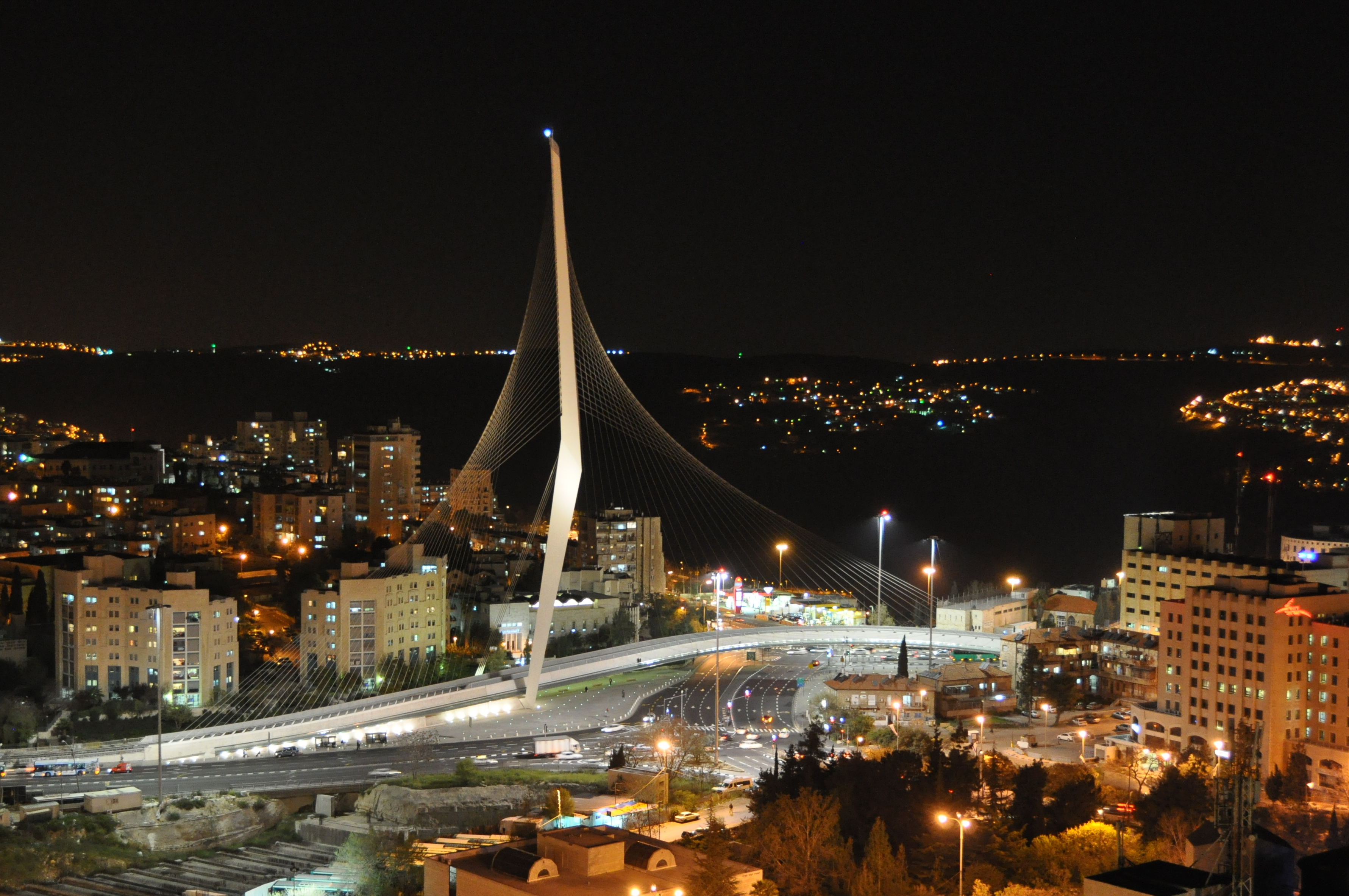
جسر القدس الصاري المعلّق، من تصميم المعماري العالمي سنتياگو كالاتراڤا.

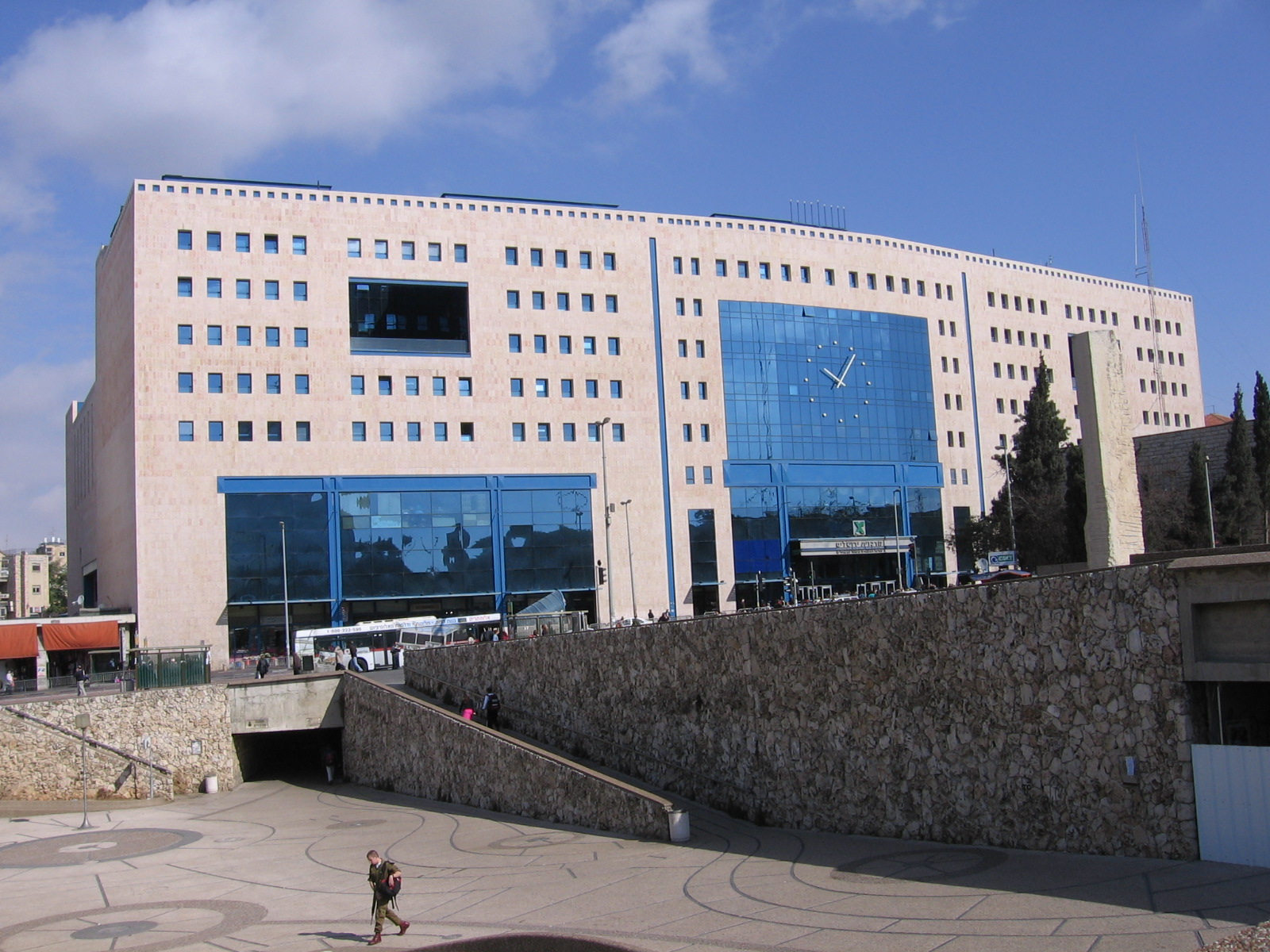
محطة الحافلات المركزية في القدس.

يُعتبر مطار القدس الدولي أقرب المطارات إلى القدس، وقد كان يُستخدم للطيران المدني حتى أغلقته السلطات الإسرائيلية في سنة 2001، وسيطر عليه الجيش الإسرائيلي لقمع الانتفاضة التي قامت في وجه إسرائيل في الضفة الغربية وقطاع غزة. تحوّلت جميع الرحلات الجويّة بعد إغلاق المطار إلى مطار بن غوريون الدولي، وهو أكبر مطارات إسرائيل وأكثرها ازدحامًا، حيث يصل عدد المسافرين فيه سنويًا إلى 9 ملايين مسافر.
تتولى شركة «إيگد» التعاونية، وهي ثاني أكبر شركة نقل بالحفلات في العالم، تقديم خدمة النقل للسكّان من وإلى القدس، وبداخلها، وهي تتمركز في محطة حافلات المدينة الواقعة في شارع يافا بالقرب من مدخل الطريق السريع الغربي للقدس. كانت الحافلات وسيارات الأجرة والسيارات الخصوصية هي وسائل النقل الأكثر استعمالاً في القدس حتى سنة 2008، عندما أُطلق مشروع سكة الحديد الخفيفة، وابتُدئ العمل فيه على قدم وساق. يقول المهندسون العاملون على المشروع، أن هذه القاطرات ستقدم خدمة النقل لحوالي 200,000 شخص يوميًا، وسيكون لها 24 محطة. انتهى العمل على هذه السكّة في 15 يونيو سنة 2010، وتمت تجربة القاطرة الأولى في 23 أغسطس من نفس العام.

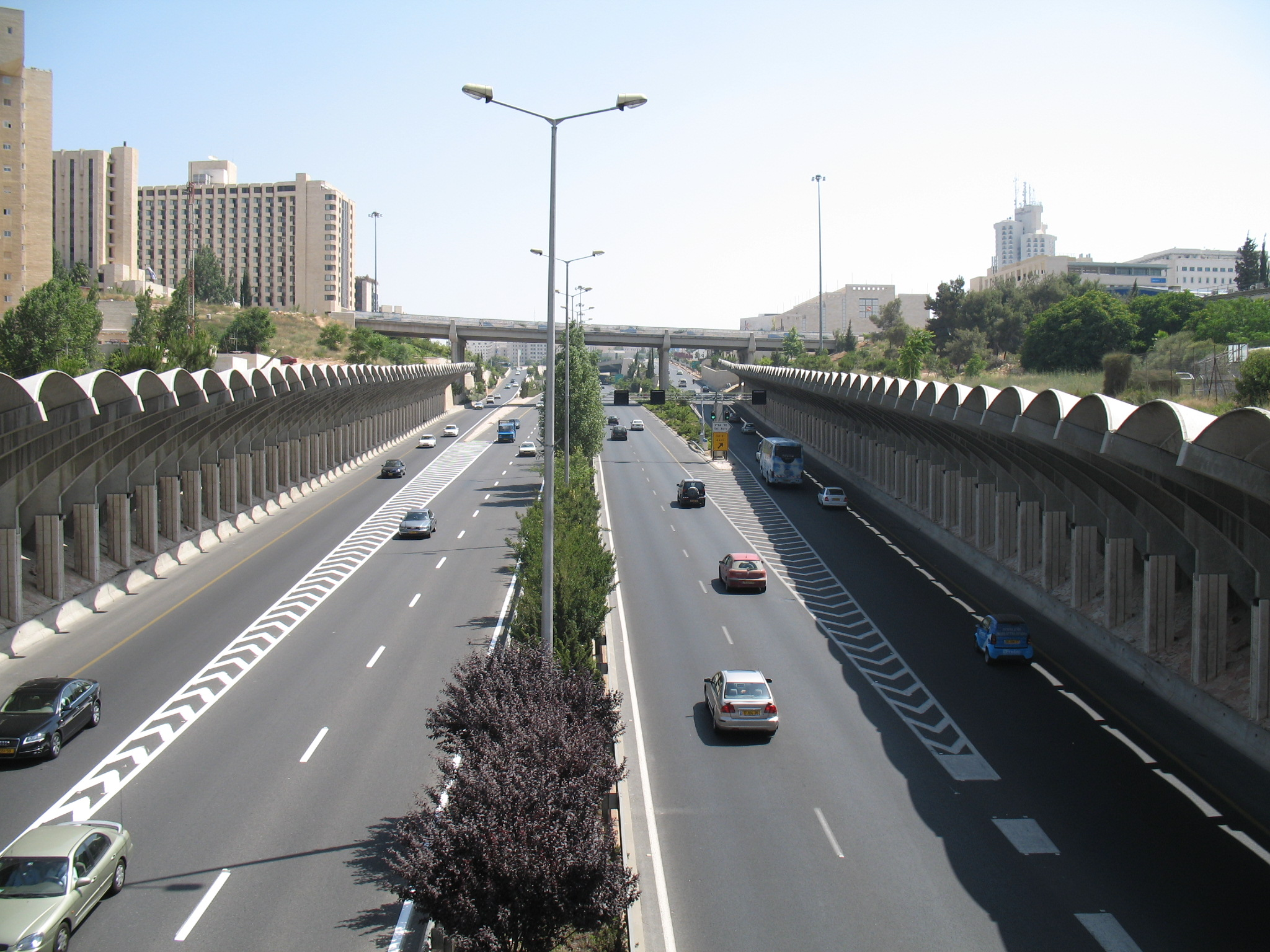
طريق مناحيم بيگن السريعة.

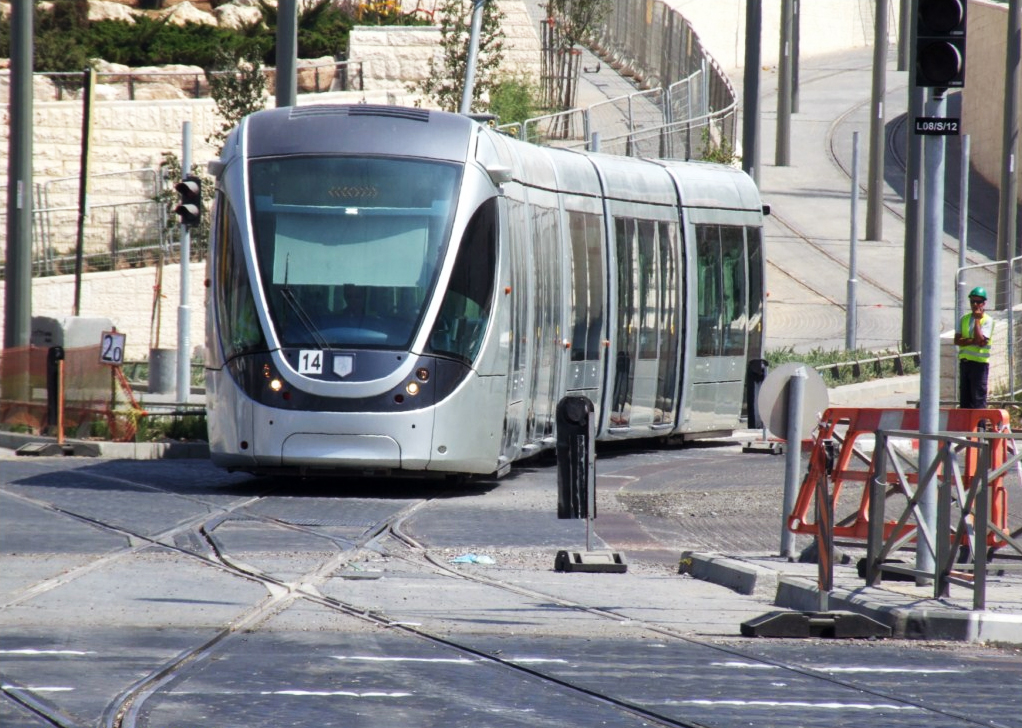
تجربة القاطرة الكهربائية الخفيفة للمرة الأولى.

من المشاريع الأخرى التي تنوي إسرائيل تنفيذها بالقدس، مشروع سكة حديدية سريعة تمتد من تل أبيب إلى القدس، يُخطط الانتهاء من العمل عليها في سنة 2011، وستكون محطتها الأخيرة محطةً تحتأرضيّة على عمق 80 مترًا (262.47 قدمًا)، تقع بالقرب من مركز المؤتمرات الدولية ومحطة الحافلات، ويهدف المسؤولون إلى وصل هذه السكة في نهاية المطاف بمحطة المالحة، وهي محطة القطارات المملوكة من قبل الدولة، والتي تقدم خدمة النقل من القدس إلى تل أبيب مرورًا بمدينة بيت شيمش.
تُعتبر طريق مناحيم بيگن السريعة إحدى أبرز طرق القدس التي تصل شمالها بجنوبها؛ فهي تمتد على طول القسم الغربي من القدس وتتصل بطريق «معاليه بيت حورون» في الشمال لتكمل اتجاهها نحو تل أبيب. يمتد الطريق السريع رقم 60 عبر وسط المدينة بالقرب من الخط الأخضر الفاصل بين القدس الشرقية والغربية. يجري العمل حاليًا على تشييد طريق تحيط بالمدينة يبلغ طولها 35 كيلومترًا (22 ميلاً) لتصل الضواحي ببعضها البعض، لكن ردود الفعل حول هذا المشروع جاءت متناقضة حيث عارضه البعض وقبله البعض الآخر.

## التعليم

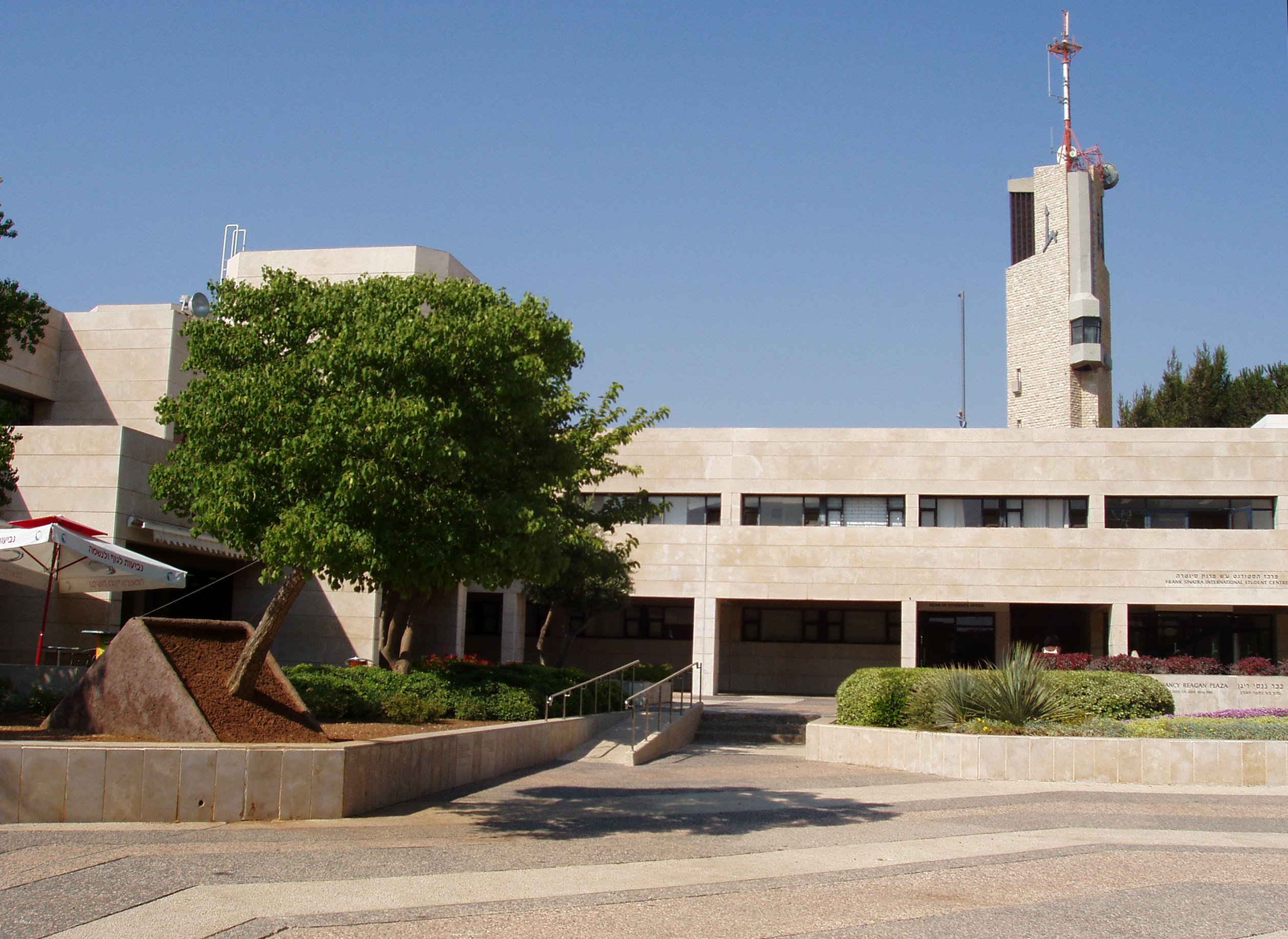
حرم الجامعة العبرية على جبل المشارف.

تتخذ عدّة جامعات مرموقة من القدس مقرًا لها، وتؤمّن برامج تعليمية للطلاّب باللغات العربية، العبرية، والإنگليزية، ومن هذه الجامعات الجامعة العبرية التي تأسست في سنة 1925، وتُعتبر حاليًا من بين أفضل 100 مؤسسة تعليمية في العالم. كان بعض أبرز العقول المفكرة في العالم أعضاءً في مجلس أمناء هذه الجامعة، ومنهم ألبرت أينشتاين وسيگموند فرويد، وقد تخرّج منها بعض الفائزين بجوائز نوبل مثل: أڤرام هيرشكو، داود گروس، ودانيال كاهنمان. تشتهر الجامعة العبرية بمكتبتها المعروفة بالمكتبة اليهودية، التي يُحتفظ فيها بأكثر من 5 ملايين كتاب. افتتحت هذه المكتبة في سنة 1892، أي قبل افتتاح الجامعة ذاتها بحوالي ثلاثة عقود، وهي اليوم المكتبة المركزية للجامعة ومكتبة إسرائيل الوطنية. للجامعة العبرية 3 أحرام جامعيّة في القدس: على جبل المشارف، تلة الشيخ بدر، وحرم طبيّ في مستشفى حداثة بعين كارم.
تأسست جامعة القدس المفتوحة في سنة 1984 لتكون جامعة رائدة لسكّان القدس العرب، وتصف الجامعة نفسها على أنها «الجامعة العربية الوحيدة في القدس». تعاونت جامعة القدس المفتوحة وكليّة بارد من نيويورك على افتتاح كليّة مشتركة في ذات المبنى الذي كان يُشكل مقر المجلس التشريعي الفلسطيني حيث كان يقع مكتب الرئيس الفلسطيني ياسر عرفات، وذلك في خريف سنة 2010، ومن المقرر إنشاء برنامج دراسي لمنح درجة ماجستير تدريس الآداب. يقع الحرم الرئيسي لهذه الجامعة جنوب شرقي القدس في بلدة أبو ديس، وتبلغ مساحته 190,000 متر مربّع (47 فدّان). ومن مؤسسات التعليم العالي الأخرى في المدينة: أكاديمية القدس لتعليم الموسيقى والرقص، وأكاديمية بيتسالئيل للفنون والتصميم، وكلا المبنيين يقعان في حرم الجامعة العبرية.

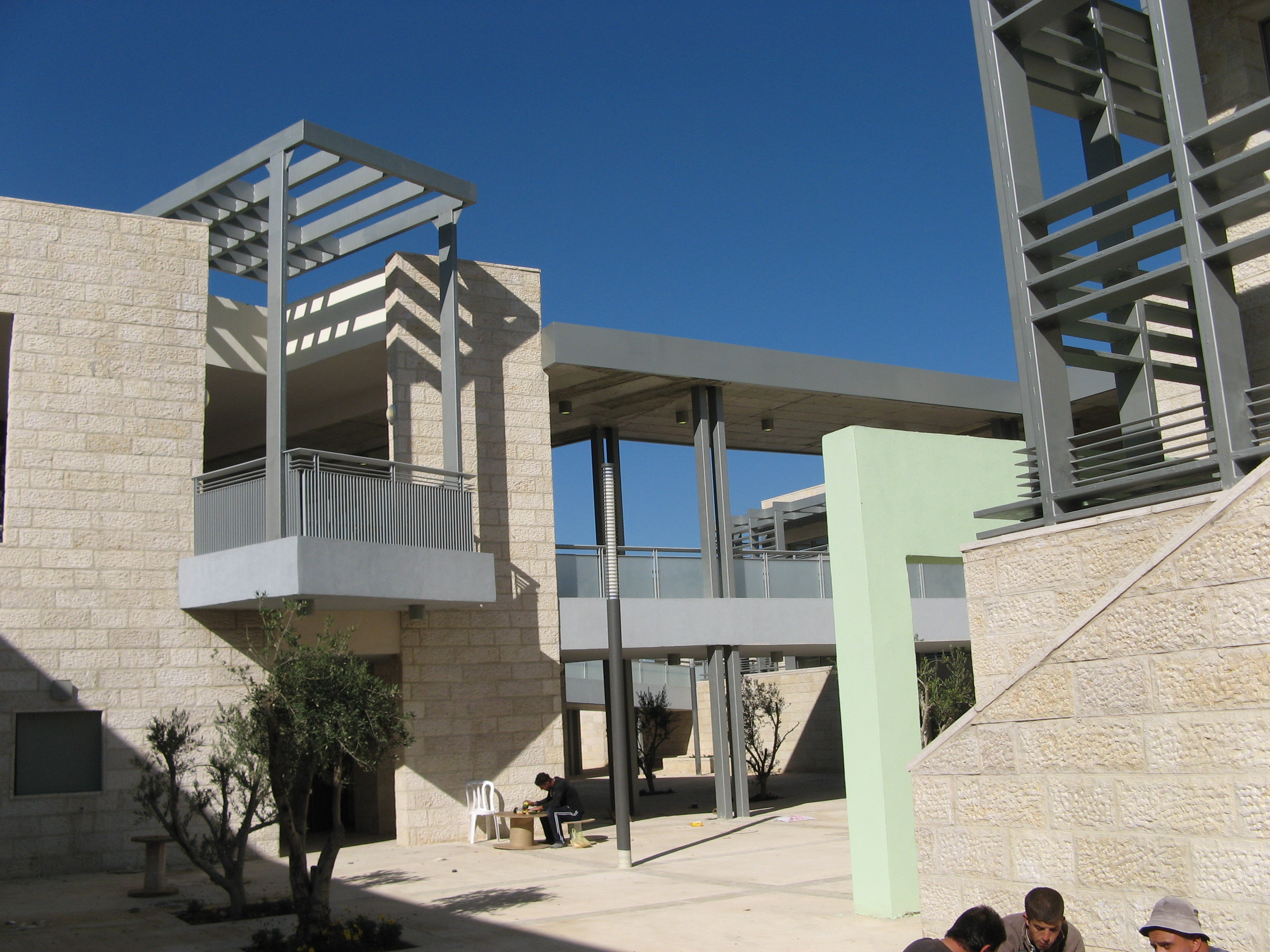
مدرسة عبرية-عربية مشتركة في القدس.

تأسست كليّة القدس للعلوم التقنية في سنة 1969، وهي تؤمن برامج تدريب هندسية وتقنية للطلاّب، وهذه الكليّة هي إحدى المدارس التي تجمع بين البرامج العلمانية والدينيّة في القدس الغربية، وفي الشطر الأخير من المدينة عدد من المدارس الدينية اليهودية مثل «مدرسة صموئيل» و«مدرسة مير يشيڤا»، التي يُزعم أنها أكبرها. وصل عدد التلاميذ في السنة الدراسية الأخيرة في المدارس اليهودية خلال العام الدراسي 2003–2004 إلى 8,000 تلميذ، إلا أن 55% من هؤلاء فقط يتقدمون لامتحان شهادة الثانوية العامة، أما الباقون فيلتحقون بالمعاهد المهنية الحريدية. تُقدّم بلديّة القدس حوافزًا مالية في سبيل استقطاب المزيد من التلاميذ اليهود إلى الجامعات الإسرائيلية في القدس، بالإضافة إلى إعانات لأولئك الذين يستأجرون شققًا سكنية للإقامة فيها طيلة مدة دراستهم.

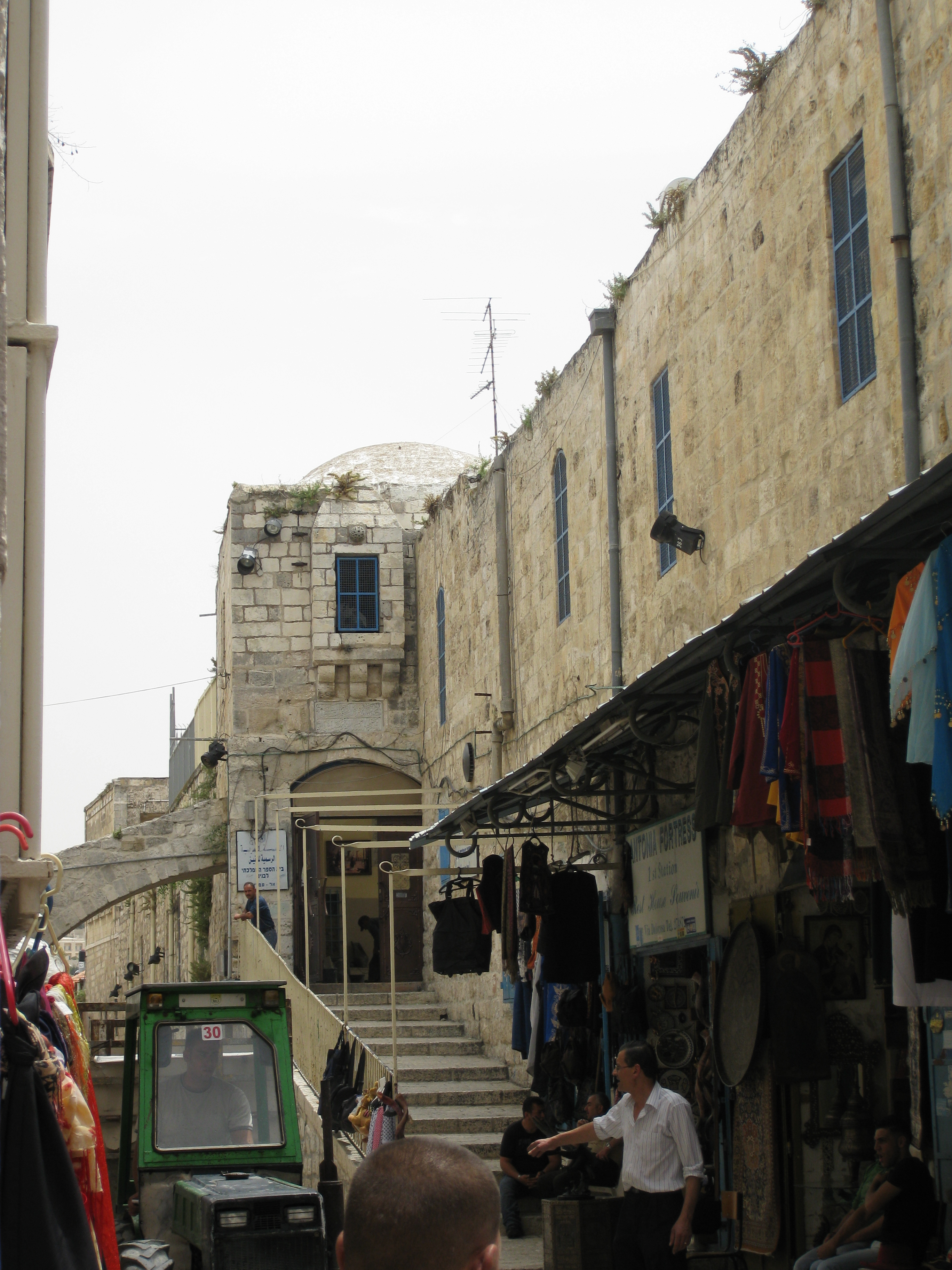
المدرسة العمرية الرسمية للبنين في القدس الشرقية.

تسعى المؤسسات الإسرائيلية المختلفة وبدعم من الحكومة من أجل تحقيق سيطرة مطلقة على قطاع التعليم العربي في مدينة القدس، وذلك بعد أن تمّ التحكم بنحو 66% من قطاع التعليم العربي في مدينة القدس، حيث تم فرض المناهج التعليمية على المدارس الابتدائية العربية هناك منذ عام 1968، وتبعًا لذلك تم استبدال كلمة «فلسطين» بكلمة «إسرائيل» و«القدس» بكلمة «أورشليم القدس». ويقول الخبراء الفلسطينيون أن الحكومة الإسرائيلية تحاول التضييق على الطلبة العرب في مدينة القدس لإجبارهم على ترك المدينة للاستئثار بخيارات التعليم، الأمر الذي يعرضهم للانتقال من مدينة القدس وفقًا لما تنص عليه القوانين الإسرائيلية. يُعاني معظم الطلاّب العرب في القدس من عوائق ومشاكل عديدة من جراء السياسات الإسرائيلية، فثمة اكتظاظ شديد في الصفوف المدرسية والدوام في غالبية المدارس على فترتين، وهناك نقص حاد وكبير في المختبرات في المدارس العربية في القدس، ناهيك عن ضعف التجهيزات الرياضية وكذلك النقص الواضح للمعلمين والخدمات، والملاحظ أيضًا أن المدارس غير مؤهلة للتدريس الجيد بسبب قدمها وعدم القيام بعملية تحديث ضرورية. ونظرًا لهذه الأسباب وصلت نسبة تسرب الطلبة العرب في القدس قبل الوصول إلى المرحلة الثانوية إلى نحو 50% خلال العقد الأول من القرن الحادي والعشرين، كما تشير إحدى الدراسات، وقد أدّى هذا إلى هجرة لطلاّب وأسر كاملة إلى مدن وقرى الضفة الغربية للبحث عن فرص تعليم مجانية. يلتحق البعض من المقدسيين العرب بالمدارس الإسرائيلية، لكن هؤلاء يتبعون في غالبيتهم إدارات وسياسات إما البلدية أو وزارة المعارف الإسرائيلية، التي تهدف إلى «تعميق المفاهيم الصهيونية، وضرب الانتماء الفلسطيني، من خلال حصص تعليمية عن الهوية اليهودية والتراث اليهودي الصهيوني، وربط الهبات والمكافآت للمدارس بنسبة التجنيد للجيش أو الخدمة المدنية والعسكرية، إلى جانب معايير أخرى».
أطلقت ملكة الأردن رانيا العبد الله مبادرة «مدرستي فلسطين» وذلك لدعم التعليم وتحسين البيئة التعليمية في مدارس القدس العربية، «لا لأن للأردن علاقة بالقدس ودورًا تاريخيًا فقط ولكن لأن القدس مسؤولية كل عربي أولاً واخيرًا» على حد تعبيرها. من أبرز المؤسسات التعليمية في القدس الشرقية، المركز المعروف باسم «المركز التربوي لتطوير العاملين في حقل التعليم في القدس»، الذي يُعتبر المركز الوحيد التي يقدم الخدمات لمعلمي شرقي القدس. يرى المركز نفسه كمحور تربوي يُقدم الخدمات لجهاز التعليم بكل ما لديه من موارد وإمكانات.

## الرياضة

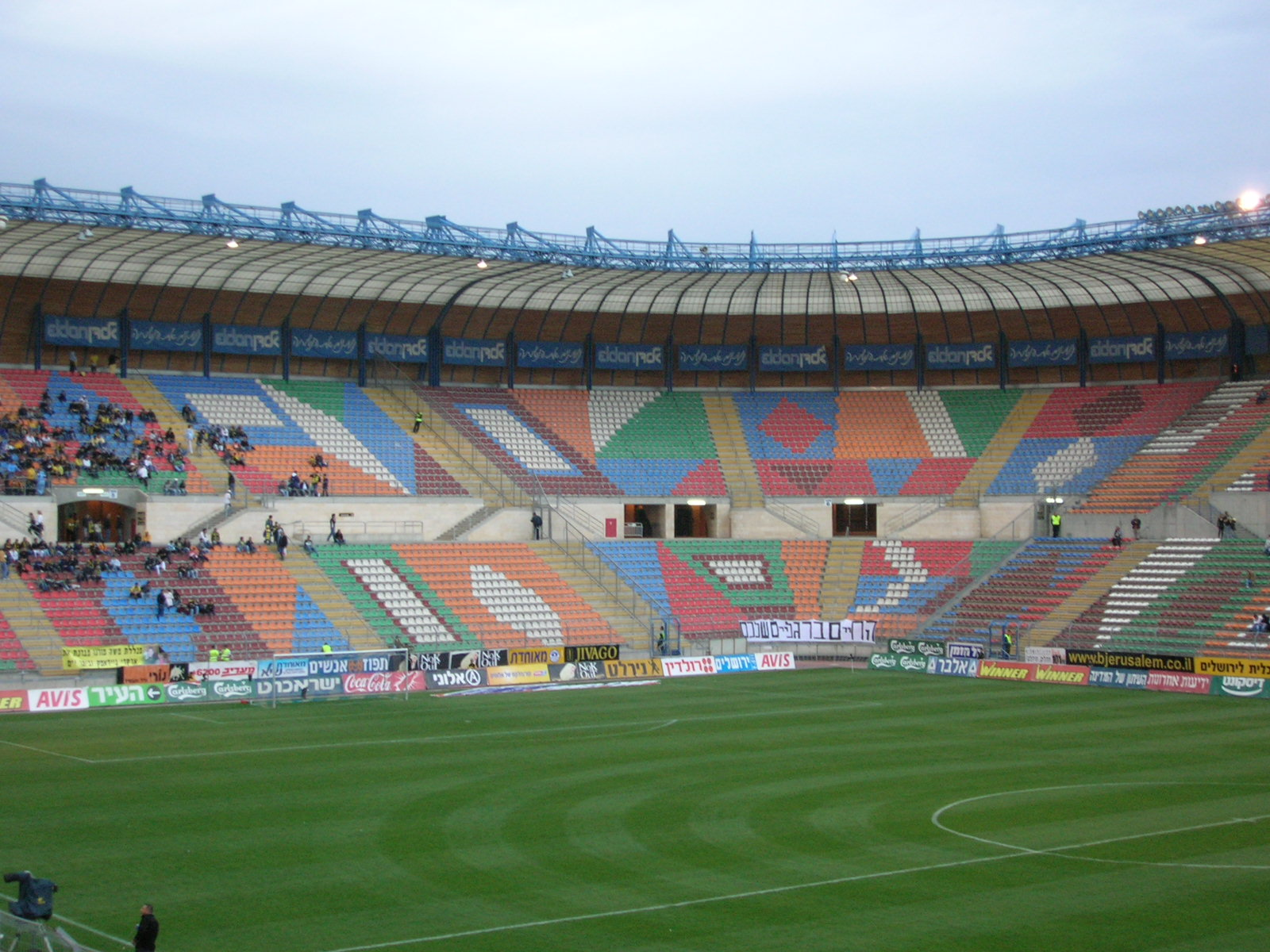
استاد ثيودور كولك، أو استاد تيدي بالقدس الغربية.

تعتبر كل من كرة القدم وكرة السلة، اللعبتان الأكثر شعبية في مدينة القدس، سواء عند العرب أو اليهود. يعتبر نادي جبل المكبر (المؤسس في 1976) من أشهر الأندية المقدسية والذي يلعب بالدوري الفلسطيني الممتاز بالضفة الغربية، والذي هو عضو في الاتحاد الآسيوي لكرة القدم، ويتخذ من ملعب فيصل الحسيني مركزًا له، والذي يقع في الرام شمال القدس. من جهة أخرى، يعتبر كل من نادي بيتار القدس ونادي هابويل القدس من أكثر الأندية شهرة في إسرائيل، ويتخذان أيضًا من ملاعب القدس مركزًا لهما. من الأندية الفلسطينية الأخرى في القدس: هلال القدس، العربي بيت صفافا، الأنصار المقدسي، دي لاسال، أهلي القدس، جبل الزيتون، إسلامي سلوان، أبناء القدس، أرثوذكسي القدس، وغيرها.
عرفت الرياضة النسوية الفلسطينية نهوضًا ملحوظًا في القدس منذ أن تولى اللواء جبريل الرجوب رئاسة اتحاد الكرة الفلسطينية واللجنة الأولمبية الفلسطينية، وقد تأسس فريق كرة القدم النسائية الأول بالمدينة حوالي سنة 2008، وواجه وما زال مشكلات كبيرة وهي النقص الحاد في الدعم المادي وحتى المعنوي، لكنه استطاع أن يصبح من الأندية المعروفة على الرغم من ذلك.
يقام في القدس سنويًا، سباق جري سنوي نصفي، حيث يركض المتسابقون من كل أنحاء العالم متنافسين في جولة حول أشهر معالم المدينة. بالإضافة إلى هذا السباق النصفي ذو 21.1 كم، يمكن للمشاركين الركض مسافة 10 كم. كل من المسارين يبدأ وينتهي عند تلة الشيخ بدر أو «گفعات رام».

## الأعلام
خرج من القدس عددٌ من المشاهير، من عرب وإسرائيليين، ومنهم:

### العرب

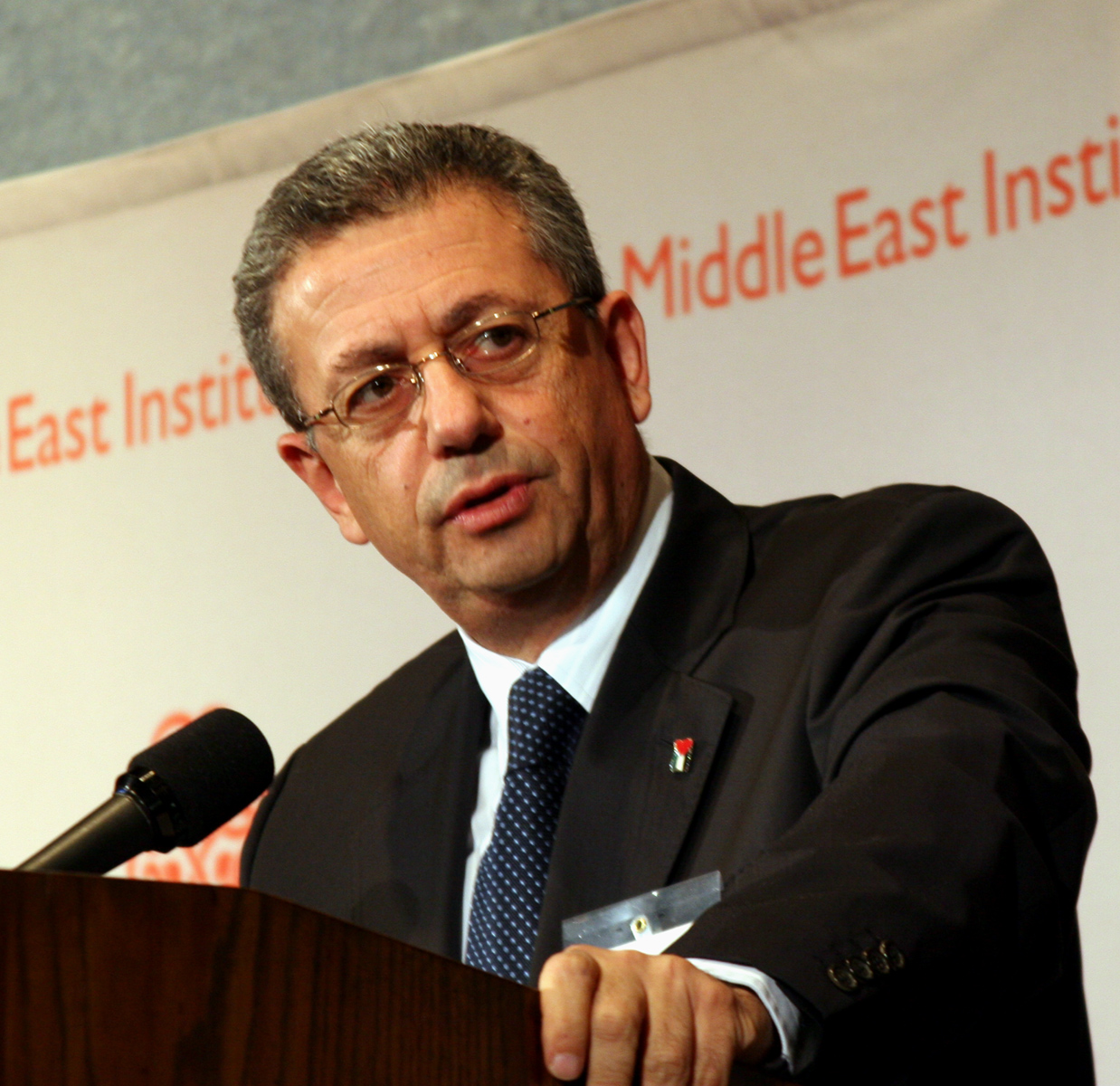
مصطفى البرغوثي.

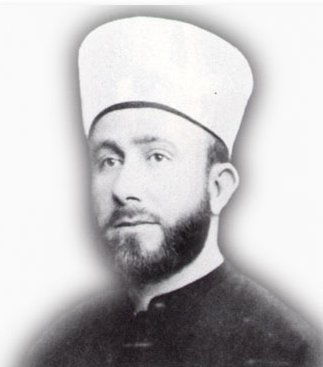
الشيخ محمد أمين الحسيني.

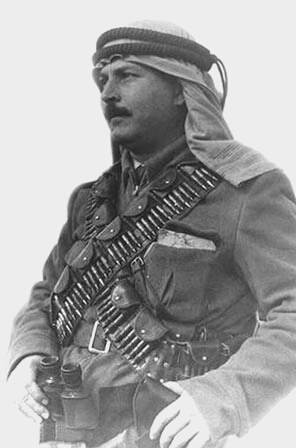
عبد القادر الحسيني.

- محمد كامل البديري، مفوض مقاطعة رام الله خلال العهد العثماني ومؤسس جريدة الصباح.
- مبارك عوّاد، عالم نفس فلسطيني أمريكي، لجأ إلى القدس الشرقية عند قيام «دولة» إسرائيل ورفض الجنسية الإسرائيلية عند عرضها عليه.[326]
- ابتسام بركات، كاتبة وشاعرة ومربية فلسطينية أمريكية. نشرت مذكرات طفولتها تحت الاحتلال الإسرائيلي بعنوان «تذوّق السماء: طفولة فلسطينية»، في سنة 2007 فحازت على إعجاب الناس وفازت بعدّة جوائز.[327]
- مصطفى البرغوثي، ناشط سلمي فلسطيني، رُشّح لرئاسة السلطة الوطنية الفلسطينية في سنة 2005، لكنه خسر لصالح محمود عباس.
- جمال الدجاني، صحافي فلسطيني أمريكي ومنتج برامج تلفزيونية فائز بعدد من الجوائز.
- وليد خالدي، مؤرخ فلسطيني خرّيج جامعة أوكسفورد، يتحدث في أغلب مؤلفاته عن تهجير الفلسطينيين، وهو أحد مؤسسي الجمعية العلمية الملكية في الأردن.
- غادة الكرمي، طبيبة وكاتبة ومربية فلسطينية، تتحدث في أغلب مقالاتها عن القضايا الفلسطينية، وهي محاضرة في معهد الدراسات العربية والإسلامية في جامعة إكسيتر.[328]
- حسام الدين جار الله، رجل دين مسلم قاد نضالاً في وجه الانتداب البريطاني. عُيّن مفتيًا للقدس في سنة 1948 وبقي في منصبه حتى وفاته.[329]
- محمد أمين الحسيني، رجل دين مسلم وأحد القوميين العرب، عُيّن مفتيًا للقدس من سنة 1921 حتى سنة 1948، ولجأ إلى الدول المجاورة عندما حاول البريطانيون اعتقاله، توفي في بيروت سنة 1974.
- عبد القادر الحسيني، قومي عربي ومؤسس منظمة الجهاد المقدس.[330][331] قاد جيش الجهاد المقدس في حرب سنة 1948 بين العرب واليهود.
- مجير الدين العليمي، قاضي مقدسي ومؤرخ إسلامي كتب عن تاريخ القدس والخليل خلال العصور الوسطى.[332][333] يُعتبر مؤلفه «الأنس الجليل بتاريخ القدس والخليل» أكثر المراجع تفصيلاً وإكمالاً عن تاريخ القدس خلال تلك الحقبة من الزمن.[332][334][335]
- محمد بن أحمد شمس الدين المقدسي، جغرافي عربي من العصور الوسطى، وصاحب كتاب «أحسن التقاسيم في معرفة الأقاليم».
- عفيف صافية، دبلوماسي فلسطيني تولّى عدّة مناصب كان آخرها منصب السفير الفلسطيني لدى جمهورية روسيا الاتحادية.
- إدوارد سعيد، منظّر أدبي فلسطيني أمريكي ومناضل في سبيل حقوق الفلسطينيين. وصفه روبرت فيسك بقوله «إنه أقوى صوت سياسي للفلسطينيين».[336]
- منيب يونان، رئيس الاتحاد اللوثري العالمي منذ سنة 2010، وأسقف الكنيسة الإنجيلية اللوثرية في فلسطين والأردن منذ سنة 1998.

### الإسرائيليون
- إسحق رابين، رئيس وزراء إسرائيل الخامس، انتخب لهذا المنصب لولايتين: من سنة 1974 حتى سنة 1977، ومن سنة 1992 حتى سنة 1995 عندما قتله متطرف يهودي يميني يُدعى إيگال عامير. فاز بجائزة نوبل للسلام إلى جانب شمعون پيريز وياسر عرفات في سنة 1994.
- إسحق أهرونوڤيتش، سياسي إسرائيلي وعضو حالي في الكنيست وفي حزب إسرائيل بيتنا، ووزير الأمن الداخلي في إسرائيل.
- شمشون أميتسور، عالم رياضيات إسرائيلي، يشتهر بإنجازاته المتعلقة بنظرية الحلقات وفي حقل الجبر التجريدي.
- نتالي پورتمن، ممثلة إسرائيلية أمريكية، من أشهر أدوارها شخصية «پادميه أميدالا» في ثلاثية فيلم حرب النجوم السابقة على الثلاثية الأصلية، من سنة 1999 حتى سنة 2005.[337]
- يصهار إشدود، مغني ومؤلف أغان إسرائيلي ومنتج إسطوانات، وأحد مؤسسي فرقة الروك الإسرائيلية "T-Slam".
- شلومو زلمان أورباخ، حاخام شهير، ورأس اليشيڤا السابق في مدرسة «قول توراة». توفي في سنة 1995.
- صحارون شيلاح، عالم رياضيّات إسرائيلي ومدرّس لعلوم الحساب في الجامعة العبرية وجامعة رتگيرس في ولاية نيو جيرسي الأمريكية.

## التوأمة
هناك نوعان من اتفاقيات التوأمة الموقعة بين بلدية القدس وعدة بلديات أخرى في العالم، الأول مع أمانة القدس الفلسطينية - التي تتخذ من عمّان مقرًا لها، والثانية مع بلدية «أورشليم القدس» الإسرائيلية، وهي:
| - «أمانة القدس» الفلسطينية: - المغرب، فاس (منذ سنة 1982) | - بلدية «أورشليم القدس» الإسرائيلية: - الولايات المتحدة، نيويورك (منذ سنة 1993) |